# Vietnamkrieg
Schlacht um Tua Hai (1960) – Schlacht um Ap Bac (1963) – Schlacht von Nam Dong (1964) – Tonkin-Zwischenfall (1964) – Operation Flaming Dart (1965) – Operation Rolling Thunder (1965–68) – Schlacht von Dong Xoai (1965) – Schlacht im Ia-Drang-Tal (1965) – Operation Crimp (1966) – Operation Hastings (1966) – Schlacht von Long Tan (1966) – Operation Attleboro (1966) – Operation Cedar Falls (1967) – Schlacht um Hügel 881 (1967) – Schlacht bei Dak To (1967) – Schlacht um Khe Sanh (1968) – Tet-Offensive (1968) – Schlacht um Huế (1968) – Operation Speedy Express (1968/69) – Operation Dewey Canyon (1969) – Schlacht am Hamburger Hill (1969) – Operation Menu (1969/70) – Operation Lam Son 719 (1971) – Schlacht um FSB Mary Ann (1971) – Schlacht um Quảng Trị (1972) – Operation Linebacker (1972) – Operation Linebacker II (1972) – Schlacht von Xuan Loc (1975) – Operation Frequent Wind (1975)
Der Vietnamkrieg (englisch Vietnam War, vietnamesisch Chiến tranh Việt Nam; seltener auch Kháng chiến chống Mỹ „Vietnamkrieg gegen USA“ oder „Amerikanischer Krieg“) wurde von etwa 1955 bis 1975 in und um Vietnam geführt. Als wesentliche Kriegsparteien standen Nordvietnam und die auch als „Vietcong“ bezeichnete Nationale Front für die Befreiung Südvietnams (englisch National Liberation Front, abgekürzt NLF) den USA und Südvietnam gegenüber. Da der Konflikt unmittelbar auf den Indochinakrieg (1946–1954) zwischen der Französischen Union und der vietnamesischen Unabhängigkeitsbewegung der Việt Minh folgte und sich auf ganz Indochina erstreckte, wird er auch Zweiter Indochinakrieg genannt. Wegen der direkt und indirekt beteiligten Supermächte gilt er als Stellvertreterkrieg im Kalten Krieg. Es endete mit der Eroberung Südvietnams durch Nordvietnam und der Wiedervereinigung Vietnams.
Nach der Teilung Vietnams im Jahr 1954, politischen Repressalien und hintergangenen freien Wahlen durch den südvietnamesischen Premierminister Ngô Đình Diệm brach von 1955 bis 1964 ein Bürgerkrieg aus: Die Việt Minh, aus denen 1960 die NLF hervorging, wollten die antikommunistische Regierung des Landes stürzen und es mit dem Norden wiedervereinen. Dabei wurde die NLF vom kommunistisch regierten Nordvietnam unter Hồ Chí Minh und Lê Duẩn unterstützt, Südvietnam dagegen in zunehmendem Maß von den USA. Die aufeinander folgenden US-Regierungen unter den Präsidenten Eisenhower, Kennedy, Johnson und Nixon fürchteten aufgrund der so genannten Domino-Theorie, dass mit Vietnam ganz Südostasien unter die Kontrolle kommunistischer Regierungen geraten könne.
Nach dem fingierten Tonkin-Zwischenfall von 1964 ließ Präsident Lyndon B. Johnson im Februar 1965 erstmals Nordvietnam direkt bombardieren. Ab März entsandte er immer mehr Bodentruppen zur Bekämpfung der NLF nach Südvietnam. Daraufhin unterstützten die Sowjetunion und die Volksrepublik China Nordvietnam. Sechs Staaten beteiligten sich auf Seiten der USA und Südvietnams mit eigenen Truppenkontingenten an dem Konflikt. Ab 1964 griffen die Kämpfe auch auf Laos über. Nach der Tet-Offensive der NLF stellte Johnson bis November 1968 die Bombardierungen ein. Sein Nachfolger Richard Nixon zog die US-Truppen ab 1969 schrittweise aus Südvietnam ab, weitete den Krieg 1970 aber zugleich auf Kambodscha aus. Nach einer erneuten, militärisch ergebnislosen Bombenkampagne schloss seine Regierung im Januar 1973 einen Waffenstillstand mit Nordvietnam. Bis zum 29. März dieses Jahres zogen alle US-Truppen ab, und Nordvietnam entließ alle amerikanischen Kriegsgefangenen. Am 30. April 1975 endete der Krieg mit der Eroberung der südvietnamesischen Hauptstadt Saigon durch nordvietnamesische Truppen, die nichtkommunistische Regierung scheiterte und brach in Südvietnam zusammen. 1976 wurde Vietnam offiziell unter einer kommunistischen Regierung wiedervereinigt.
Man schätzt die Zahl der vietnamesischen Kriegsopfer auf 1,3 bis über drei Millionen. Zudem starben 58.220 US-Soldaten und 5.264 Soldaten ihrer Verbündeten. Darüber hinaus waren viele dem giftigen Agent Orange ausgesetzt, was laut Rotem Kreuz dazu führte, dass bis zu eine Million Vietnamesen nach dem Krieg Behinderungen erlitten oder gesundheitliche Probleme hatten.

## Vorgeschichte

### Indochinakrieg
Der vietnamesische Nationalist Hồ Chí Minh hatte 1919 bei der Friedenskonferenz von Versailles gemäß den Prinzipien des 14-Punkte-Programms von US-Präsident Woodrow Wilson ein unabhängiges, geeintes und demokratisches Vietnam vorgeschlagen. Wilson hatte dies abgelehnt. Ho wurde 1920 Anhänger der Imperialismustheorie Lenins, wonach der Kapitalismus in ein weltweites Endstadium getreten und seine Herrschaft durch Volksaufstände in industriell unterentwickelten Ländern am ehesten zu brechen und langfristig zu überwinden sei. Ho wollte diese Theorie in Vietnam unabhängig von sowjetischer oder chinesischer Dominanz verwirklichen.

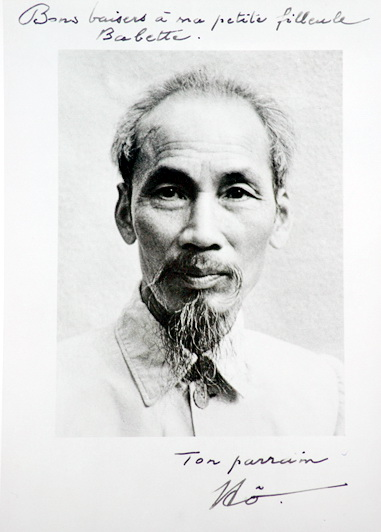
Hồ Chí Minh, 1946

Verlauf des Indochinakriegs

Seit 1883 stand Vietnam unter französischer Kolonialherrschaft. Im Juni 1940 besiegte das nationalsozialistisch regierte Deutschland Frankreich im Westfeldzug. Ab Juli 1940 unterstand Vietnam während des Zweiten Weltkrieges deshalb dem vom NS- geduldeten französischen Vichy-Regime. Dieses gestattete dem mit NS-Deutschland verbündeten Kaiserreich Japan ab Juli 1940, Vietnam mit japanischen Truppen zu besetzen. Gegen diese Doppelherrschaft bildete Hồ Chí Minh 1941 eine Koalition antikolonialistischer, nationalistischer und kommunistischer Gruppen, die Việt Minh. Sie kämpften mit zunächst etwa 5000 Mann gegen die Besatzer und für Vietnams Unabhängigkeit. Seit März 1945 unterstützten die USA die Việt Minh militärisch und logistisch. Diese nutzten die Kapitulation Japans am 15. August 1945 zur Augustrevolution. Danach ließen sie konkurrierende Nationalisten, Trotzkisten, Anhänger oder Partner von Franzosen und religiösen Sekten als „Vaterlandsverräter“ verhaften, vielfach foltern und durch „Tötungskomitees“ ermorden. Am 2. September 1945 rief Hồ die unabhängige Demokratische Republik Vietnam (DRV) aus und wurde ihr Präsident.
Frankreich, das unter Charles de Gaulle seine früheren Kolonien in Indochina wiedererlangen wollte, besetzte bis Ende 1945 Südvietnam und vereinbarte mit Hồ im März 1946 eine auf fünf Jahre befristete Übergangsregelung. Der französische Angriff auf Hải Phòng im November 1946 löste den als antikolonialen Guerillakrieg geführten Indochinakrieg der Việt Minh gegen Frankreich aus. Um weitere Finanzhilfen der USA für seine Kolonialtruppen zu erhalten, förderte Frankreich einen antikommunistischen Nationalismus in Vietnam. Dazu vereinbarte es 1949 mit dem früheren Kaiser Bảo Đại einen unabhängigen, geeinten „Staat von Vietnam“ (SOV) im Rahmen der überseeischen Union française, bestimmte ihn zum Staatsoberhaupt und verpflichtete sich zum Aufbau einer nationalen Armee und Staatsverwaltung. Als Bảo Đại erkannte, dass er einflussloser Repräsentant eines von Frankreich kontrollierten „Marionettenstaates“ sein sollte, verließ er Saigon und ging nach Frankreich.
Während des Indochinakriegs leitete die kommunistische Partei Vietnams eine Agrarreform nach chinesischem Vorbild ein, bei der bis zu 50.000 Bauern und Việt Minh der älteren Generation, die man als von den französischen Kolonialherren korrumpiert ansah, ermordet wurden.
Nach der Niederlage der französischen Truppen in der Schlacht um Điện Biên Phủ vereinbarten Kriegsgegner und beteiligte Großmächte auf der Indochinakonferenz in Genf (8. Mai–21. Juli 1954) einen sofortigen Waffenstillstand, den beidseitigen Truppenrückzug, die Errichtung einer entmilitarisierten Pufferzone entlang des 17. Breitengrades und landesweite, international beaufsichtigte demokratische Wahlen der künftigen Regierung für 1956. Kambodscha, Laos und beide Teile Vietnams (Norden und Süden) sollten unabhängig werden und keinem Militärbündnis angehören. Die Sowjetunion und die Volksrepublik China folgten damit den Forderungen der USA, um deren weiteres Engagement in Indochina zu verhindern. Die Việt Minh unterzeichneten mit ihnen sowie mit Frankreich und Großbritannien das Abkommen, da sie mit Hồs Wahlsieg rechneten. Die USA und Bảo Đại lehnten dieses trotz des Entgegenkommens ab, um keine Vereinigung von ganz Vietnam unter kommunistischer Herrschaft zu begünstigen. Die USA verpflichteten sich aber, die Beschlüsse nicht mit Drohungen und Gewalt zu verändern. Die französischen Kolonialtruppen zogen sich bis Oktober 1954 nach Südvietnam zurück und überließen Hanoi und die Hafenstadt Haiphong den Việt Minh. Bei Kriegsende befanden sich rund 100.000 Việt-Minh-Kämpfer im Süden und kontrollierten ein Drittel des südlichen Landesteils. Die Führung der Việt Minh plante die Mehrheit in den Norden zu evakuieren und rund 10.000 erfahrene Guerillakämpfer im Süden für den Fall, dass die vereinbarten Wahlen nicht stattfinden würden, zu belassen. Dem Befehl zur Evakuierung in den Norden wurde nur teilweise Folge geleistet, rund 85.000 Kader und Partisanen verblieben im Süden. Ein großer Teil von ihnen kehrte auf eigenen Entschluss ins Zivilleben auf ihren Dörfern zurück.
Die Beschlüsse der Indochinakonferenz, der Waffenstillstand, der Truppenabzug, die Umsiedelung und die Wahlen sollten von der International Control Commission – einer Beobachtungsmission bestehend aus polnischen, kanadischen und indischen Truppen – überwacht werden.

### Indochinapolitik der Großmächte
Die Sowjetunion unter Josef Stalin war nach dem Zweiten Weltkrieg an guten Beziehungen zu ihrem Kriegsalliierten Frankreich interessiert und unterstützte daher Hos Unabhängigkeitsstreben offiziell nicht, trug aber mit Waffenlieferungen zum Sieg der Vietminh im Indochinakrieg bei. Bei der Indochinakonferenz zwang der sowjetische Außenminister Wjatscheslaw Michailowitsch Molotow die Vietminh jedoch, dem Rückzug aus Südvietnam zuzustimmen. Bis 1950 erkannte die Sowjetunion die DRV nicht an.
Die 1949 gegründete Volksrepublik China hatte den Unabhängigkeitskampf der Vietminh mit im eigenen Bürgerkrieg erbeuteten Waffen und Trainingslagern entlang der Grenze zu Nordvietnam unterstützt und die DRV 1950 anerkannt. Sie befürwortete auf der Indochinakonferenz jedoch die befristete Teilung des Landes und eine Zweijahresfrist bis zu nationalen Wahlen.
Die USA hatten Ho bis zur Kapitulation Japans (2. September 1945) als Alliierten behandelt. Das Office of Strategic Services half den Vietminh auch danach weiter. US-Präsident Franklin D. Roosevelt unterstützte das Selbstbestimmungsrecht der Völker und wollte Indochina von europäischer Kolonialherrschaft und japanischer Besatzung befreien, es dazu unter internationale Treuhänderschaft stellen und China daran beteiligen. De Gaulle leitete im Oktober 1944 die Provisorische Regierung der Französischen Republik. Aber nachdem Japan die noch dem Vichy-Regime unterstellten französischen Kolonialtruppen in Indochina am 9. März 1945 entmachtet hatte, drängten die europäischen Alliierten Roosevelt, Frankreich am Kampf gegen Japan zu beteiligen. Ob er seinen Treuhänderplan vor seinem Tod am 12. April 1945 fallen gelassen und Frankreich eine Rekolonisierung Indochinas erlaubt hat, ist umstritten.
Sein Nachfolger Harry S. Truman kannte Roosevelts Nachkriegspläne kaum und ließ Indochinas Dekolonisierung fallen. Im Mai 1945 erkannte er Frankreichs Souveränität über Indochina an. Auf der Potsdamer Konferenz im Juli 1945 vereinbarte er mit den übrigen Alliierten die Teilung Vietnams und Ausdehnung des South East Asia Command (SEAC: das alliierte Truppenkommando in Südostasien) bis zum 16. Breitengrad. Nationalchina unter Chiang Kai-shek besetzte den nördlichen, Großbritannien und Frankreich besetzten bis September 1945 den südlichen Teil Vietnams mit Saigon. Die US-Marine half ihnen beim Transport neuer Truppen von Europa nach Südvietnam.
Seit 1947 verfolgte Truman die Containment-Politik, die die kommunistische Expansion weltweit mit allen verfügbaren Mitteln eindämmen sollte. Nach Mao Zedongs Sieg über die Nationalchinesen 1949 warf Joseph McCarthy Truman vor, Chinas „Verlust“ an die Kommunisten verschuldet zu haben. Auch wegen dieses innenpolitischen Drucks wollte Truman den Vormarsch der Vietminh aufhalten. Darum unterstützte er ab Februar 1950 (Sicherheitsmemorandum 142) militärisch Bao Dais Marionettenregime und somit Frankreichs Kolonialherrschaft. Dabei verfolgten die USA auch ökonomische Interessen: Der Markt Indochina sowie Vietnams Exportprodukte Zinn, Gummi und Reis sollten für antikommunistische Staaten Südostasiens, darunter das besiegte Japan, verfügbar bleiben.
Zu Beginn des Koreakriegs im Juni 1950 entsandte Truman gleichzeitig US-Militär nach Südkorea und Indochina, um die Volksrepublik China zu schwächen und Frankreich für den Aufbau der Europäischen Verteidigungsgemeinschaft in Westeuropa gegen den Ostblock zu gewinnen. Ho galt in den USA nun als Werkzeug der sowjetischen und chinesischen Kommunisten zur Eroberung ganz Südostasiens. Als die Sowjetunion und die Volksrepublik China die DRV 1950 anerkannten, erkannten die USA im Gegenzug die SOV als einzigen rechtmäßigen Staat Vietnams an und verpflichteten sich, Frankreichs Indochinakrieg und Bao Dais Regime finanziell abzusichern. Dazu schlossen sie mit Südvietnam am 23. Dezember 1950 einen militärischen Beistandsvertrag und am 7. September 1951 einen Vertrag über Wirtschafts- und Technologiehilfen. Zudem wurde eine US-Vertretung in Saigon eingerichtet.
Ab 1952 vertrat Truman die Domino-Theorie, wonach der Kommunismus ideologisch unvermeidbar nach Weltherrschaft strebe, sodass ein kommunistisches Regime eine Kettenreaktion in seinen Nachbarstaaten bewirken würde, die letztlich die USA bedrohe. Die Metapher der fallenden Dominosteine sollte komplexe Vorgänge in entfernten Regionen mit der nationalen Sicherheit der USA verknüpfen. Alle fünf US-Regierungen, die am Vietnamkrieg beteiligt waren, vertraten trotz interner Nuancen die Dominotheorie und eine Eindämmungspolitik. Truman erklärte Indochina zur Schlüsselregion. Würde ein Land dort unter kommunistische Kontrolle geraten, so würden ganz Südostasien und der Mittlere Osten folgen. Das würde die Sicherheit Westeuropas und Interessen der USA in Fernost gefährden. Daher müsse ein Sieg der Vietminh in Indochina auf jeden Fall verhindert werden. Erfolgsaussichten und Folgekosten des US-Engagements wurden nicht hinterfragt.
Von 1952 bis 1954 steigerten die USA ihre Finanz- und Militärhilfen für Frankreich auf 2,76 Milliarden Dollar bzw. von 40 auf 80 % der Gesamtkosten des Indochinakriegs.
Dwight D. Eisenhower, US-Präsident von Januar 1953 bis Januar 1961, vertrat eine Rollback-Politik und gab der Abwehr kommunistischer Expansion in Indochina auch auf Rat seines Außenministers John Foster Dulles sehr großes Gewicht. Anfang 1954 sandte er ohne Zustimmung des US-Kongresses erstmals zehn B-26-Bomber und 200 US-Soldaten, im März zudem Fluggeräte zum Abwurf von Napalm nach Südvietnam, um Frankreichs Kampf gegen die Vietminh zu unterstützen. Zugleich forderte er ein US-Oberkommando für alle künftigen antikolonialen Militäraktionen Frankreichs in Indochina, um sich Handlungsspielraum nach der sich abzeichnenden Niederlage Frankreichs zu verschaffen. Er widerstand der Forderung der Vereinten Stabschefs und des Nationalen Sicherheitsrats, Atomwaffen gegen die Vietminh einzusetzen, um die Schlacht um Điện Biên Phủ zu entscheiden.
Nach Frankreichs Niederlage erreichte die US-Regierung im September 1954 die Gründung der SEATO – mit Australien, Frankreich, Großbritannien, Neuseeland, Pakistan, den Philippinen und Thailand –, welche bei einer „bewaffneten Aggression“ gegen einen Unterzeichnerstaat gegenseitige Konsultationen und gegebenenfalls gemeinsames militärisches Eingreifen vorsah. Laos, Kambodscha und Südvietnam waren keine Bündnismitglieder, wurden in einem Zusatzprotokoll aber als Gebiet definiert, in dem eine bewaffnete Aggression als gegen die Interessen der Unterzeichner gerichteter feindlicher Akt betrachtet würde. Formen und Umstände einer vertragsrelevanten Aggression und die Reaktionen der Mitglieder darauf waren jedoch nicht präzise festgelegt. Der unklare Vertrag diente den USA dazu, spätere Militäraktionen in Indochina mit internationaler Autorität zu versehen.
Ab 1960 unterstützte die Volksrepublik China Nordvietnam und die damals neugegründete NLF mit Waffen, Militärberatern und Bautrupps. Ab 1965 tat dies auch die Sowjetunion, mit ebensolchen Mitteln.

## Verlauf

### Diems Diktatur in Südvietnam

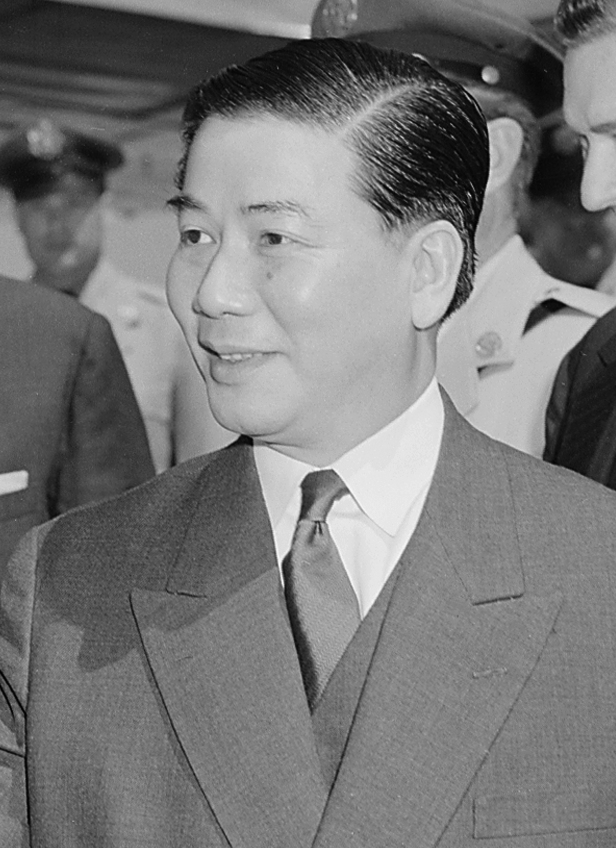
Ngô Đình Diệm am 8. Mai 1957

Indochina, 1954 und 1956

Staatsoberhaupt Bao Dai ernannte am 7. Juli 1954 den Katholiken Ngô Đình Diệm zum Premierminister Südvietnams. Etwa eine Million meist römisch-katholische Nordvietnamesen siedelten im folgenden Jahr nach Südvietnam um, unterstützt durch Schiffe der US-Marine. Die CIA förderte die Massenflucht mit antikommunistischer Propaganda, um Diem Rückhalt zu verschaffen. 90 % der Südvietnamesen waren Buddhisten, die traditionell tolerant gegenüber Nichtbuddhisten eingestellt waren. Diem bevorzugte jedoch Katholiken aus dem Norden bei der Postenvergabe für Staatsämter und behandelte den Buddhismus nicht als Religion, sondern als Verein. Damit erzeugte er nachhaltige Antipathien gegen seine Anhänger in der Landbevölkerung.
Diem stand unbotmäßigen Teilen des Militärs und starken Privatarmeen der Sekten Cao Dai und Hoa Hao sowie der mafiösen Bình Xuyên in Saigon gegenüber. Nur mit Hilfe der CIA, des US-Offiziers Edward Lansdale und des US-Sondergesandten J. Lawton Collins konnte er Umsturzversuche vereiteln. Collins, den US-Präsident Eisenhower mit allen Vollmachten ausgestattet hatte, sorgte 1955 dafür, dass südvietnamesische anstelle von französischen Offizieren Diems neu aufgebaute „Armee der Republik Vietnam“ (ARVN) leiten durften. Diem lehnte jedoch jede Zusammenarbeit mit anderen antikommunistischen Kräften Südvietnams ab und begann ab Februar 1955 gegen die Sektenvertreter vorzugehen. Als er damit in Saigon einen Bürgerkrieg provozierte, empfahl Collins der US-Regierung dringend, ihn fallenzulassen. Dem kam Diem zuvor, indem er die ARVN in der „Schlacht um Saigon“ vom 27. April bis 2. Mai 1955 siegreich, wenn auch mit großen Opfern, gegen die Binh Xuyen einsetzte. Im Einklang mit US-Außenminister Dulles und einer von Senator Mike Mansfield geführten Senatsmehrheit beschloss Eisenhower daraufhin, Diems Regime bedingungslos zu stützen.
Diem erhielt fortan großzügige US-Finanzmittel, großteils zum Aufbau der ARVN nach dem Vorbild der US-Armee. Er investierte nur minimale Anteile der US-Hilfen für Sozial- und Wirtschaftspolitik. Südvietnams Wirtschaft wurde immer stärker von US-Importen abhängig. Die städtischen Ober- und Mittelschichten profitierten von verbilligten Konsumgütern aus den USA. Der Aufbau einer eigenen Industrie wurde dabei vernachlässigt. Diem militarisierte die öffentliche Ordnung und strukturierte seine Streitkräfte so, dass keine unabhängigen Machtzentren entstehen sollten. Dies verminderte deren Schlagkraft entscheidend. Ho Chi Minh glaubte, er würde die für 1956 geplanten rein vietnamesischen Wahlen gewinnen. Aus Angst, er würde verlieren, sagte Diem die Wahl ab und brach damit die Genfer „Vereinbarung“ von 1954. Er begründete dies damit, dass Südvietnam sie nicht unterzeichnet hatte. US-Präsident Eisenhower unterstützte ihn dabei. Stattdessen setzte er Bao Dai im Oktober 1955 ab und ließ sich in einem Referendum, dessen Ergebnis (98,2 %) gefälscht war, als neuer Präsident bestätigen und rief die Republik Vietnam aus. Im März 1956 segnete ein mit seinen Anhängern besetztes Parlament die von ihm konzipierte Verfassung für die Republik Vietnam ab, die keine echte Gewaltenteilung vorsah. Damit war Vietnam geteilt in zwei Staaten, die sich beide als der rechtmäßige Vertreter für ganz Vietnam betrachteten.

### Bürgerkrieg
Ab 1955 ließ Diem Dorfbewohner der im zentralen Hochland lebenden Bergvölker (Montagnards) umsiedeln, ihr Land konfiszieren und an etwa 210.000 meist katholische Anhänger übergeben, um ein soziales Bollwerk gegen eine Infiltration der Vietminh zu schaffen. Zudem bevorteilte er Verwandte und Anhänger in Leitungsämtern. Damit zerstörte er die Jahrtausende alte dörfliche Selbstverwaltung. Daraufhin gründeten die Montagnards ihre eigene Organisation, die sich 1958 zur Bajaraka ausdehnte und Autonomie für ihre Siedlungsgebiete forderte. Montagnards wurden von beiden Seiten des Bürgerkriegs rekrutiert, der nun begann.
Südvietnams Streitkräfte waren bislang auf die Abwehr erwarteter konventioneller Angriffe aus Nordvietnam ausgerichtet, nicht aber auf das Bekämpfen von Aufständischen (Counterinsurgency). Die USA übernahmen nunmehr deren Ausbildung und Ausrüstung. Dazu entsandten sie zunächst 350 Offiziere als „Militärberater“ (Ausbilder, Aktionsplaner und -Leiter) nach Südvietnam und stationierten die 1953 gegründete 77th Special Forces Group dort. Damit traten die USA erstmals als eigenständiger Konfliktpartner in Vietnam auf und leiteten so ihren späteren Kriegseintritt ein.
Vom Sommer 1955 bis 1959 führte Diems Regime die To-Cong-Kampagne („Denunziert die Kommunisten!“) durch. 1955 schloss er die Grenze nach Nordvietnam und unterband den Postverkehr dorthin. Mit neu erlassenen repressiven Gesetzen wurden tausende Südvietnamesen unter dem bloßen Verdacht einer Regimegegnerschaft unbefristet verhaftet oder unter Hausarrest gestellt, gefoltert, vielfach zum Tod verurteilt und erschossen, seit 1959 auch von mobilen Sondergerichten. Damit reduzierte Diem bis 1959 die Kader der Vietminh um zwei Drittel. Er schaffte Kommunalwahlen ab und ernannte tausende seiner Anhänger zu Verwaltungsbeamten der Provinzen, Distrikte und Dörfer Südvietnams. Als Reaktion darauf autorisierte das Politbüro Nordvietnams im Dezember 1956 ihre Kräfte im Süden zu Gewaltakten gegen Funktionäre des Diem-Regimes, jedoch nicht gegen das Militär. Die Vietminh verübten von 1957 bis 1961 bis zu 4.000 Attentate auf Diems Verwaltungsbeamte. Im Rahmen des CIDG Programms (Civil Irregular Defense Group) bildeten die USA ab 1957 Südvietnamesisches Militär und Guerillas aus.
Im Januar 1959 verabschiedete das Zentralkomitee der KPV auf Initiative Le Duans die Resolution 15, welche eine Ausweitung des bewaffneten Kampfes auch gegen das reguläre Militär Südvietnams durch die Guerilla vorsah. Ho schwächte diese Formulierung in den Befehlen des Politbüros ab und begrenzte sie auf Milizen des Diem-Regimes, was jedoch von den Akteuren im Süden ignoriert wurde. Infolgedessen kam es ab 1959 zu Infanteriegefechten zwischen den Kommunisten und der südvietnamesischen Armee. Trotz zunehmenden Rückhalts in der Bevölkerung, die Diems Unterdrückungsmaßnahmen ablehnte, wurden immer mehr Vietminh in Südvietnam getötet oder inhaftiert. Um ihren Einfluss auf die zu Gegenwehr bereiten Südvietnamesen nicht zu verlieren, drängten sie Nordvietnams Regierung, Kampftruppen zu entsenden. Diese hatte der eigenen sozialen und wirtschaftlichen Umwandlung bislang Vorrang gegeben. Ab September 1959 ließ sie in Südvietnam geborene ehemalige Vietminh in den Süden zurückkehren. Diese transportierten Waffen, Nahrung und andere Hilfsgüter über eine Dschungelroute nach Süden, die später als Ho-Chi-Minh-Pfad bekannt wurde. In der Schlacht um Tua Hai im Februar 1960, dem ersten großen Kampf des Vietnamkriegs, eroberten etwa 300 Vietminh das Hauptquartier des 32. Regiments der ARVN in Tay Ninh (55 km von Saigon entfernt) und erbeuteten dort große Mengen von Nachschub.
Nordvietnams Einheitspartei, die Lao Dong, entwickelte sich 1960 zur Massenpartei von etwa 500.000 Mitgliedern. Ihr Fünfjahresplan vom September 1960 verlangte vorrangig den Aufbau von Schwerindustrie und Infrastruktur sowie die Kollektivierung der Landwirtschaft. Die Führung lag bei Premier Phạm Văn Đồng und Parteisekretär Lê Duẩn. Auf seinen Aufruf hin vereinten sich die Vietminh am 20. Dezember 1960 mit weiteren Oppositionsgruppen zur „Nationalen Front für die Befreiung Südvietnams“ (NLF). Sie wurde bei einem Kongress der verbotenen kommunistischen Partei Südvietnams gegründet, die Diems Sturz und die Vertreibung der US-Armee als ihre Hauptziele festgelegt hatte. Die NLF bildete nach dem Vorbild der Revolutionsarmee Mao Zedongs eine Gegenregierung aus geschulten Kadern, die die Landbevölkerung zum Aufstand motivierten und bewaffneten Widerstand organisierten. Dabei trat Nordvietnam wegen der Genfer Vereinbarung von 1954 nicht als Akteur in Erscheinung, faktisch befolgte die NLF jedoch Hanois Vorgaben. Ihre Gegner setzten sie mit ihrem militärischen Zweig gleich und nannten sie Vietcong (VC). Ziel der NLF war es, den Rückzug der US-Militärberater zu erzwingen und eine Koalitionsregierung aller Gruppen Südvietnams zu bilden.
Da Nordvietnam das Eingreifen der USA in den Bürgerkrieg im Süden vermeiden wollte, unterstützte es die NLF bis 1961 nur politisch, nicht militärisch. Sie blieb bis 1965 großteils auf alte französische oder von der ARVN erbeutete Waffen angewiesen. Die NLF verstand sich als Motor einer Sozialrevolution, mobilisierte die Bauern und führte in den Dörfern Verfahren ein, die deren Eigenverantwortung förderten. Durch ihre Umverteilungsmaßnahmen erhielt sie rasch Zulauf bei der Landbevölkerung. Bis Ende 1961 kontrollierte sie 75 % der ländlichen Gebiete Südvietnams.

### Eskalation
Der seit Januar 1961 amtierende US-Präsident John F. Kennedy stellte mit seiner antikommunistischen Rollback-Politik die Weichen zur Eskalation des Vietnamkriegs. Entscheidend wurde ein Bericht seiner Berater Walt Rostow und Maxwell Taylor über ihren Vietnambesuch Anfang 1961: Die USA müssten sich unumkehrbar zum Erhalt Südvietnams verpflichten und dazu die Counterinsurgency-Strategie verstärken. Infolge der Kubakrise von 1962 sollte die neue Strategie der Flexible Response den Handlungsspielraum der USA gegenüber kommunistischen Staaten und Aufstandsbewegungen erweitern, ohne einen Atomkrieg zu riskieren. Darum ordnete Kennedy einige verdeckte Militäroperationen gegen Nordvietnam an und erhöhte die Zahl der US-Militärberater in Südvietnam bis 1962 von 400 auf 16.575.

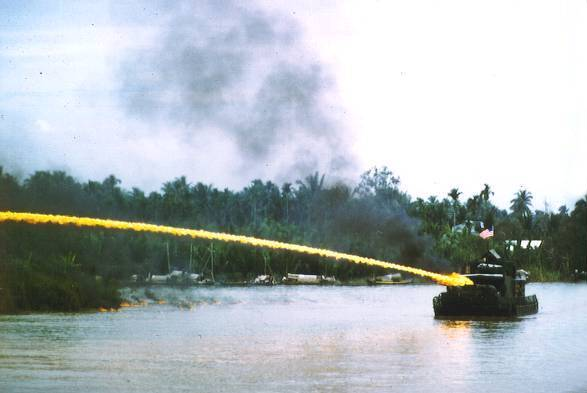
Ein „Zippo Monitor“ der Mobile Riverine Force beschießt das Ufer mit Napalm

Im Mai 1961 erlaubte Kennedy das Absetzen kleiner, schwer bewaffneter Geheimkommandos von südvietnamesischen Agenten, die von US-Militärberatern ausgebildet wurden, in Nordvietnam. Die nötigen Flüge organisierte die ARVN, getarnt als private Luftfahrtgesellschaft. Später wurden dazu auch Piloten aus Taiwan ausgebildet. Von diesen Aktionen sollte die US-Bevölkerung auch dann nichts erfahren, als sie von Nordvietnam entdeckt wurden. Dies geschah erstmals bereits im Juli 1961; fast alle weiteren eingeschleusten Agenten wurden kurz nach ihrer Landung in Nordvietnam entdeckt und inhaftiert. Gleichwohl wurden die Agententeams bis Mitte 1964 auf mehrere hundert Personen erhöht. Die Zusammenarbeit zwischen Südvietnam und Taiwan wurde dabei auch nach Diems Sturz fortgesetzt.
US-Außenminister Dean Rusk und US-Verteidigungsminister Robert McNamara begründeten den verstärkten US-Einsatz im November 1961 mit dem SEATO-Vertrag. Ein Appeasement würde zum Sieg der Kommunisten in ganz Indochina, zum Verlust der Glaubwürdigkeit der USA bei asiatischen Verbündeten und zur Zerstörung der SEATO führen. Die von den Stabschefs, dem Verteidigungsministerium und Diem geforderte Entsendung regulärer Truppen und gezielte Bombenangriffe auf Hanoi lehnte Kennedy aber ab. Stattdessen ließ er die Mittel für die ARVN stark aufstocken, die Eliteeinheit Green Berets entsenden und das Military Assistance Command, Vietnam (MACV) nahe Saigon als Oberkommando einrichten. Er autorisierte die CIA, im Norden Sabotageakte durchzuführen. Die Operation 34A („OPLAN34“) wurde gestartet. Das Saigoner Büro der CIA wurde damit zu einem Aktivposten, dessen Aktivitäten der US-Kongress nicht ausreichend überwachte.
Zwischen 1959 und 1961 bildeten die US-Militärberater in der geheimen Operation White Star in Laos die Royal Laotian Army aus und gewannen Rekruten des Stammes der Hmong. Vor allem wegen der enormen US-Waffenlieferungen, darunter Hubschraubern, gepanzerten Truppentransportern und moderner Artillerie, war die ARVN 1962 militärisch gegen die Widerstandskämpfer erfolgreich und übernahm die strategische und taktische Initiative im Bürgerkrieg.
Diem und sein Bruder Ngo Dinh Nhu, der Sicherheitschef, benutzten die Guerilla-Abwehrstrategie jedoch vor allem zur verstärkten Unterdrückung der Bauern. Dazu sah der aufwendige Taylor-Staley-Plan vor, die Landbevölkerung ab März 1962 in „Wehrdörfern“ zu konzentrieren. Dagegen wehrten sich die meisten Dorfbewohner, weil es ihre religiösen Gebräuche verletzte und ihre ohnehin schwierige soziale Lage zusätzlich verschlechterte. Außer in einigen Hochlandgebieten, wo die CIA den Plan durchführte, war das Wehrdorfprogramm ein fataler Rückschlag für Diems Regime. Anfang 1963 in der Schlacht um Ap Bac schlug ein einziges, relativ schlecht bewaffnetes, aber entschlossenes NLF-Bataillon die Angriffe numerisch weit überlegener Verbände der ARVN zurück. Dabei zeigte sich die Unfähigkeit der südvietnamesischen Offiziere.

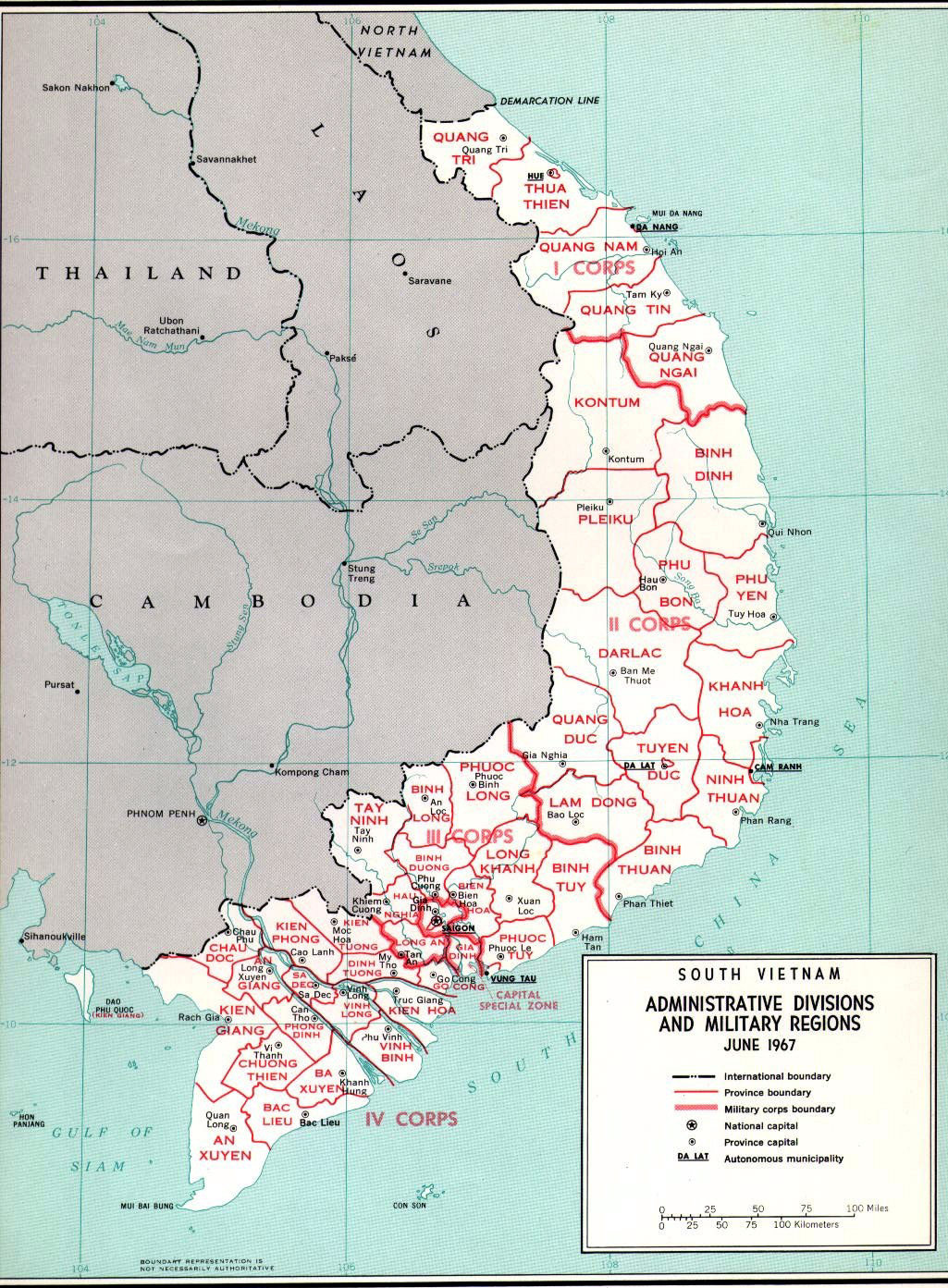
Von der CIA angefertigte Karte Südvietnams

Im Mai 1963 löste Diem mit einem Verbot der buddhistischen Flagge in Huế monatelange schwere Unruhen aus, die ganz Südvietnam erfassten (Buddhistenkrise). Bei Protestdemonstrationen erschoss die Polizei Frauen und Kinder. Es kam zu Hungerstreiks und Selbstverbrennungen. Im August stellte Diems Bruder Nhu das Land unter Kriegsrecht. Zugleich knüpfte er über Frankreichs Staatspräsident de Gaulle erste Kontakte mit Hanoi, ohne den US-Botschafter zu informieren.
Kennedy stand nun vor der Wahl, weiter ein korruptes und in Südvietnam abgelehntes Regime zu stützen, das die Siegchancen der NLF durch sein Verhalten erhöhte, oder Diem zu stürzen und damit in Südvietnams Souveränität einzugreifen. Nur Paul Kattenburg riet in dieser Situation, das US-Militär aus Südvietnam abzuziehen und das Land sich selbst zu überlassen, wurde aber im Nationalen Sicherheitsrat zurückgewiesen. Wichtige Berater Kennedys wie Averell Harriman und George Wildman Ball wollten Diem fallenlassen. Kennedy ernannte Henry Cabot Lodge junior zum neuen US-Botschafter in Saigon. Lodge sollte von Diem die Absetzung Nhus verlangen und andernfalls unzufriedene ARVN-Generäle zu einem Putsch ermutigen. Um den Druck auf Diem zu erhöhen, empfahlen McNamara und Maxwell Taylor Kennedy nach ihrem Besuch in Saigon im September den Abzug der US-Militärberater und Reduktion der Militärhilfe für die ARVN. Daraufhin zog Kennedy am 11. Oktober 1963 1.000 Militärberater ab. Er wollte die übrigen bis 1965 aus Vietnam zurückziehen. Am 2. November 1963 stürzten unzufriedene ARVN-Offiziere Diem und Nhu; beide wurden nach ihrer Festnahme ermordet. Lodge, der von dem Putschplan gewusst und Diem nicht darüber informiert hatte, stritt nach seiner Rückkehr in die USA im Juni 1964 jede US-Beteiligung ab. Mehrere Berater Kennedys, darunter Vizepräsident Lyndon B. Johnson, sahen in dem Putsch später einen schweren Fehler, der die USA noch stärker an Südvietnam gebunden habe.
Das ZK der kommunistischen Partei in Hanoi reagierte Im Oktober 1963 in direkter Folge auf den Putsch mit der Resolution 9, welche den Einsatz regulärer nordvietnamesischer Truppen im Süden autorisierte. Die Entscheidung wurde mit den militärischem Erfolg bei Ap Bac, der Zusicherung uneingeschränkter Hilfe seitens der Volksrepublik China beim Besuch von Liu Shaoqi im Mai 1963 und der Instabilität des Regimes im Süden begründet. Ziel der Eskalation war die Hoffnung den südvietnamesischen Staat zu zerschlagen, bevor eine absehbare US-amerikanische Intervention voll wirksam werden könne. Politisch hatte sich damit Le Duan gegen den alten Führungszirkel um Ho Chi Minh und Vo Nguyen Giap durchgesetzt. Er bestimmte ab 1963 maßgeblich die Geschicke des Landes im Krieg. Innenpolitisch führte die Machtverschiebung zu einer Zentralisierung und Repression, welche im Sinne des Stalinismus keine Abweichung von der Parteilinie zuließ.

### Kriegseintritt der USA
Nach dem tödlichen Attentat auf John F. Kennedy am 22. November 1963 rückte Johnson in das Präsidentenamt auf. Er hatte die Containmentpolitik seiner Vorgänger stets unterstützt. Am 26. November bestätigte er ein für Kennedy verfasstes Memorandum, das Südvietnam fortgesetzte Hilfe gegen jede kommunistische Aggression versprach. Er werde nicht zulassen, dass „Vietnam den gleichen Weg nimmt wie China“, sondern dafür sorgen, dass Südvietnams Generäle „die Kommunisten das Fürchten lehren“. Um seine auf sozialen Ausgleich gerichtete Innenpolitik (Great Society) im US-Kongress abzusichern, wollte Johnson außenpolitisch die US-Interessen in Indochina wahren und das Überleben Südvietnams garantieren.
Dessen neuer Machthaber General Dương Văn Minh, ein Buddhist, strebte gegen Johnsons Willen einen Kompromiss mit der NLF an und forderte von den US-Militärs mehr Zurückhaltung. Im Januar 1964 wurde er mit Zustimmung Johnsons von einer von General Nguyễn Khánh geführten Offiziersgruppe gestürzt. Weitere Militärcoups folgten; bis Ende 1967 kam es in Südvietnam zu keiner stabilen Regierung mehr. Nordvietnam nutzte diese Lage und schickte mehr Kämpfer und Material dorthin. Damit sollte die NLF zuerst das zentrale Hochland und das Mekongdelta unter ihre Kontrolle bringen, um danach auch in den Großstädten Südvietnams anzugreifen.
Bei seinem Vietnambesuch im März 1964 stellte McNamara fest, dass die NLF 40 % der Gebiete Südvietnams und bis zu 90 % der Gebiete um Saigon kontrollierte. Die ARVN hatte im Mekongdelta 3000 Soldaten verloren, eine hohe Anzahl ihrer Soldaten desertierten, viele akzeptierten Khánh nicht als Oberbefehlshaber. Öffentlich behauptete McNamara dennoch Fortschritte bei der Abwehr der NLF. Intern empfahl er, die Militärhilfe zu erhöhen und vor der Präsidentschaftswahl (November 1964) keine US-Bodentruppen zu entsenden. Diese würden die Kampfmoral der ARVN nur weiter schwächen und dann immer mehr US-Truppen erforderlich machen (Schneeballeffekt). Daraufhin verstärkte Johnson die von Kennedy initiierte verdeckte OPLAN34. Dabei führten CIA, US-Armee und ARVN gemeinsame Sabotageakte in Nordvietnam durch, um das Regime in Saigon zu entlasten und zu stabilisieren. Zudem ließ er das Verteidigungsministerium die Bombardierung Nordvietnams nun detailliert planen. Er ernannte Maxwell Taylor zum US-Botschafter in Saigon, berief General William Westmoreland zum Oberkommandierenden des MACV und erhöhte die Zahl der US-Militärberater in Südvietnam bis Ende 1964 von 16.000 auf 23.300. Zugleich bot er Hanoi Wirtschaftshilfe an, falls es die Unterstützung der NLF einstellen und das Regime in Saigon anerkennen würde; andernfalls müsse es mit US-Luftangriffen rechnen (Seaborn-Mission). Im Gegenzug bot Hanoi an, ein neutrales Südvietnam anzuerkennen, falls die USA ihr Militär dort vollständig abziehen würden. Bei einem Vermittlungsversuch von UN-Generalsekretär U Thant im September 1964 bestanden beide Seiten auf diesen unvereinbaren Forderungen.
Ab Mai 1964 wollte Johnson seinen geplanten Kriegseinsatz vom US-Kongress autorisieren lassen, um diesen und damit auch die US-Bevölkerung stärker einzubinden. Die Resolution dazu sollte wegen eines fehlenden Kriegsanlasses erst nach der Präsidentschaftswahl im November vorgelegt werden. Im Wahlkampf stellte Johnson seinen Gegenkandidaten Barry Goldwater als gefährlichen Kriegstreiber dar, der den Vietnamkrieg ausweiten und die USA in einen Atomkrieg mit der Sowjetunion stürzen würde, und versprach, keine Bodentruppen nach Vietnam zu senden.

US-Präsident Johnson bei der Bekanntgabe der Bombardierung Nordvietnams am 4. August 1964

Am 31. Juli 1964 griff ein südvietnamesisches Sabotagekommando im Rahmen von „OPLAN34“ zwei nordvietnamesische Inseln an. Am 1. August lief das US-Kriegsschiff Maddox in den Golf von Tonkin ein, um die Nordvietnamesische Volksarmee (NVA) elektronisch auszuforschen. Aus ungeklärten Gründen entsandte Nordvietnams Küstenwache am 2. August drei Schnellboote zur Maddox. Diese fürchtete einen Torpedoangriff, eröffnete das Feuer, versenkte eins der Boote, beschädigte die übrigen und meldete diesen „Tonkin-Zwischenfall“ der US-Regierung. Am 4. August meldete die Turner Joy während eines Gewitters irrtümlich weitere Torpedoangriffe, zog die Meldung aber zurück. Die NSA legte Johnson nur jene 10 % des für den Zwischenfall relevanten Funkverkehrs vor, die einen Angriff nahelegten. Johnson ordnete noch am selben Abend erste Luftschläge auf Hanoi an und begründete diese im US-Fernsehen als Vergeltung für „wiederholte unprovozierte Gewaltakte“. Die Beteiligung von US-Kriegsschiffen an Sabotageaktionen wurde dem Kongress verheimlicht. Staatssekretär George Ball gab später zu, dass sie in den Golf von Tonkin entsandt worden waren, um einen Kriegsgrund zu provozieren. Die sofortigen Vergeltungsschläge waren seit Monaten vorbereitet gewesen.
Am 7. August beschloss der US-Kongress nach kurzer Debatte mit nur zwei Gegenstimmen (Ernest Gruening, Wayne Morse) die Tonkin-Resolution. Diese erlaubte der US-Regierung „alle notwendigen Maßnahmen, um jedweden bewaffneten Angriff auf US-Streitkräfte abzuwehren und weitere Aggression zu verhindern.“ Sie sollte eine förmliche Kriegserklärung ersetzen und diente den USA bis zu ihrer Rücknahme 1970 als Legalisierung aller folgenden Kampfeinsätze ihrer Streitkräfte in Indochina. Johnson erreichte die Kongressmehrheit dafür mit Hilfe von Senator William Fulbright und dem Versprechen, er plane vor der Wahl keine Entsendung von Bodentruppen. Er brachte Goldwaters Kritik zum Schweigen, er sei „weich zum Kommunismus“, und errang einen Erdrutschsieg bei der Präsidentschaftswahl am 3. November 1964.
Mit den gezielten und angedrohten weiteren US-Luftschlägen erprobte die US-Regierung, wie sich 1970 herausstellte, ein um 1960 entwickeltes Konzept der „Nötigungsdiplomatie“, das koordinierte Gewalt und Verhandlungsangebote kombinierte. Bewirkt wurde das Gegenteil: Die Regierung in Hanoi rechnete nicht mehr mit dem Rückzug der USA nach dem Zusammenbruch des Regimes in Südvietnam; vielmehr erwartete sie eine Invasion der USA in ganz Vietnam und stellte sich darauf ein, US-Truppen auch im Süden direkt zu bekämpfen. Ab September 1964 entsandte sie daher bewaffnete Kampftruppen über den Ho-Chi-Minh-Pfad nach Südvietnam und ließ diesen dafür weiter ausbauen.
Am 1. November 1964 griff die NLF in Biên Hòa erstmals direkt eine US-Militärbasis an. Das bestärkte Johnson in seiner Absicht, Nordvietnam zu bombardieren, um die NLF im Süden zu schwächen. Zunächst bezahlten die USA eine Aufstockung der ARVN um 100.000 auf 660.000 Mann, um das Regime von General Nguyễn Khánh zu stützen. Im Dezember 1964 verübte die NLF einen Bombenanschlag auf ein Saigoner Hotel, wo US-Militärberater wohnten, und besiegte zwei numerisch und waffentechnisch weit überlegene ARVN-Bataillone bei Binh Gia. Nun wollten Johnsons Berater Nordvietnam früher bombardieren, um Südvietnams Regime vor dem Zusammenbruch zu retten.

### Verbündete Staaten
Die Volksrepublik China hatte die NLF 1960 als erster Staat anerkannt. Dabei sah sie ihre Rolle als Unterstützer von „Befreiungsbewegungen“ gegen beide Supermächte, Sowjetunion und USA, in Ländern der Dritten Welt. Nach dem Tonkin-Zwischenfall erklärte sie, im Falle einer US-Invasion in Nordvietnam einzugreifen. Mao ließ dazu Truppen von 300.000 bis 500.000 Mann nahe der Südgrenze Chinas aufstellen, dort zwei Flugplätze bauen und nordvietnamesische Piloten ausbilden. Im Dezember 1964 schlossen beide Staaten ein Militärhilfeabkommen. Im Juni 1965 trafen erste chinesische Hilfstruppen in Nordvietnam ein. Bis 1969 half die Volksrepublik China Nordvietnam vor allem mit Personal zur Instandsetzung und Erhaltung von Straßen, Schienenwegen und Flugplätzen, stellte Luftabwehrkräfte bereit und lieferte militärisches Material.

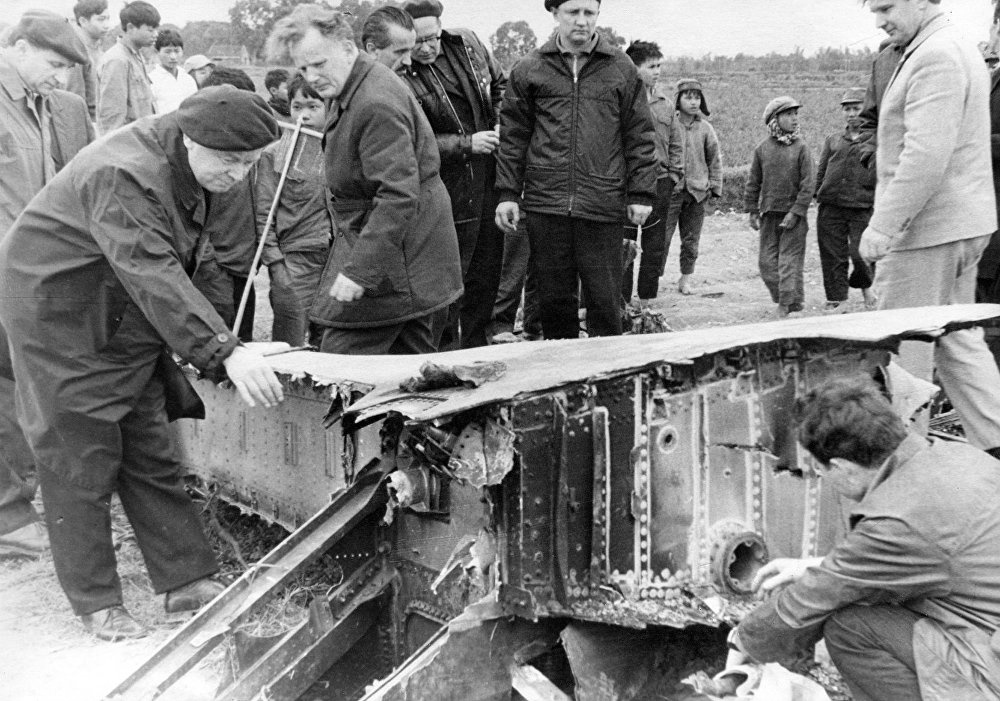
Sowjetische Experten untersuchen die Wrackteile einer B-52 in der Nähe von Hanoi

Seit dem chinesisch-sowjetischen Zerwürfnis konkurrierte die Sowjetunion mit der Volksrepublik China, die im Oktober 1964 Atommacht wurde, um politischen Einfluss in Indochina. Am 14. Oktober 1964 wurde Nikita Sergejewitsch Chruschtschow in der Sowjetunion gestürzt. Er hatte die friedliche Koexistenz mit den USA verfolgt und Nordvietnam deshalb zwar mit rund 500 Millionen Dollar Wirtschaftshilfe und leichten Waffen unterstützt, die Lieferung von Flak-Geschützen und Panzerabwehrwaffen jedoch stets abgelehnt. Nach seinem Sturz verwies Hanoi die wenigen sowjetischen Militärberater des Landes. Sein Nachfolger Leonid Iljitsch Breschnew vereinbarte daraufhin mit Hanoi im Februar 1965 ein Militärhilfeabkommen. Nach den ersten Bombenabwürfen der USA auf Nordvietnam ging die Sowjetunion ab November 1964 auf Konfrontationskurs zu den USA und verurteilte alle weiteren US-Bombardierungen. Sie lieferte Nordvietnam Boden-Luft-Raketen des Typs S-75 sowie Flugzeuge, darunter Mig-21, und für Angriffe auf US-Basen geeignete Artillerie. Nordvietnam erhielt somit von beiden Staaten erhebliche Kriegsmittel und spielte sie bei deren Vergabe und bei der diplomatischen Unterstützung bis zum Kriegsende erfolgreich gegeneinander aus. Ho war dabei eher am Bündnis mit der Sowjetunion, Le Duan eher an China interessiert. Bis 1968 entsandte die Sowjetunion 2.000 Militärberater und überflügelte China als wichtigster Waffenlieferant Nordvietnams. Bis 1975 gewährte sie zudem Kredite im Wert von rund fünf Milliarden Dollar. Die Volksrepublik China dagegen zog ihre Berater ab 1967 aus Nordvietnam zurück und stellte ihre Wirtschaftshilfe während der Kulturrevolution weitgehend ein. Nach dem Zwischenfall am Ussuri (März–September 1969) nahm sie diese wieder auf und lieferte in den folgenden Jahren Waren im Wert von 500 Millionen Dollar an Nordvietnam.
Nordkorea unterstützte Nordvietnam ab 1967 aktiv mit einem Kontingent an Kampfpiloten, die vor allem bei der Verteidigung Hanois zum Einsatz kamen. Bereits 1965 hatte Kim Il-sung mehrfach erklärt, dass Nordkorea jederzeit bereit sei, Nordvietnam militärisch zu unterstützen. In den Kämpfen starben 14 nordkoreanische Militärangehörige, denen in der vietnamesischen Gemeinde Tân Dĩnh mit einer Gedenkstätte gedacht wird. Erst 2001 wurde die Teilnahme nordkoreanischer Piloten an den Luftkämpfen über Nordvietnam von der vietnamesischen Regierung offiziell bestätigt.

DDR-Zuschlagmarke der Serie Unbesiegbares Vietnam von 1969

Die DDR rief ihre Bürger ab 1965 zu „internationaler Solidarität“ mit Nordvietnam auf. Für humanitäre Hilfe bestimmte Spenden wurden auch für militärische Mittel benutzt. Deren Umfang ist jedoch nicht bekannt. Ab 1973 bildete die DDR pro Jahr 20 bis 30 Nordvietnamesen zu Offizieren aus.
Die US-Regierung versuchte ab April 1964, so viele Staaten wie möglich als Unterstützer ihres Vietnameinsatzes zu gewinnen („More Flags“-Programm), um diesen nicht unilateral aussehen zu lassen. Bis Dezember sandten 15 Staaten meist symbolische Hilfsbeiträge. Nur die SEATO-Mitglieder Australien, Neuseeland, die Philippinen, Thailand sowie Südkorea und Taiwan stellten bedeutende nichtmilitärische Güter bereit. Johnson bat die SEATO-Staaten dann um Kampftruppen. Großbritannien lehnte ab, da es seit 1963 die nachkoloniale Föderation um Malaysia gegen Angriffe Indonesiens mit 30.000 Soldaten schützte, darunter den US-Militärstützpunkt in Singapur, den die USA für ihre Eindämmungspolitik gegenüber der Volksrepublik China brauchten. Die übrigen Staaten entsandten Militär nur gegen das Versprechen der USA, alle damit verbundenen Kosten zu tragen.
Die SEATO stimmte dem US-Einsatz nie offiziell zu. Südkorea, kein SEATO-Mitglied, stellte bis 1966 die meisten Streitkräfte, erhielt dafür umfassende Wirtschafts-, Modernisierungs- und Militärhilfen und vertragliche Zusagen der USA, ihre Truppen in Südkorea nicht zu reduzieren. Der philippinische Präsident Ferdinand Marcos erhielt zusätzlich 80 Millionen Dollar Wirtschaftshilfe für eine nichtmilitärische Hilfstruppe, zog diese aber 1969 angesichts heftiger Bürgerproteste wieder ab. Thailand erlaubte den USA seit 1964 die Nutzung seiner Flugplätze für Bombenangriffe auf Laos und Nordvietnam, dann auch den Bau von acht US-Militärbasen mit 37.000 US-Soldaten, die ihr eigenes Rundfunknetzwerk AFTN (American Forces Thailand Network) hatten. Es gab Studios an folgenden Standorten: Flughafen Udon Thani (1970: Absturz eines beschädigten Phantom-Flugzeug in die Studios), Flughafen Ubon Ratchathani sowie den Luftwaffenstützpunkten Nakhon Ratchasima und Takhli. Dafür wurde in Thailand die Infrastruktur verbessert, so u. a. eine neue Fernstraße, die Thanon Mittraphap durch die USA angelegt. Es erhielt für eine 1967 entsandte Division jährlich 75 Millionen Dollar Militärhilfe. Australien unterstützte mit den USA 1965 den blutigen Militärputsch von Suharto in Indonesien und stockte seine Hilfstruppen für Südvietnam bis 1967 auf. Zusammen entsandten diese Staaten bis 1969 in der Spitze insgesamt 68.850 Soldaten, die sie in unterschiedlichem Tempo bis 1973 wieder abzogen:
| Jahr | Australien | Neuseeland | Philippinen | Südkorea | Thailand |
| ---- | ---------- | ---------- | ----------- | -------- | -------- |
| 1964 | 200        | 30         | 17          | 150      | –        |
| 1966 | 4.525      | 155        | 2.061       | 44.566   | 244      |
| 1968 | 7.661      | 516        | 1.576       | 50.003   | 6.005    |
| 1969 | 7.672      | 552        | 189         | 48.869   | 11.568   |
| 1972 | 130        | 50         | 50          | 36.790   | 40       |

Die NATO hatte das US-Engagement in Indochina bis 1963 vorbehaltlos als mit ihren Zielen identisch bejaht. Der Truppenaufmarsch der USA in Südvietnam löste 1964 jedoch Besorgnis aus, er könne das Bündnis schwächen. Nach dem Tonkin-Zwischenfall wiesen die NATO-Staaten Forderungen der USA zurück, eigene Truppen nach Vietnam zu entsenden. Seit Juli 1965 zeigten sich die skandinavischen Staaten besorgt über die Eskalation und zivile Opfer und forderten die USA zum Verhandeln mit ihren Kriegsgegnern auf. Zweifel an den behaupteten Kriegsgründen der USA und deren Nichtkonsultation der NATO verstärkten die Kritik. Frankreich unterstützte wie schon 1954 ein neutrales Südvietnam und verurteilte die Bombardierung Nordvietnams. Der damalige Bundesaußenminister Gerhard Schröder dagegen fürchtete, eine Niederlage in oder ein Rückzug der USA aus Südvietnam könne die Sowjetunion zu erpresserischen Vorstößen in Europa ermutigen und somit die Sicherheit der Bundesrepublik Deutschland gefährden.
Bundeskanzler Ludwig Erhard unterstützte den US-Kriegseinsatz auch gegenüber skeptischen NATO-Partnern, gab den USA aber im April 1965 mit 30 Millionen Dollar weniger als die Hälfte der geforderten Summe. Er versuchte im Dezember 1965, die Zahlungsfristen für deutsche Rüstungskäufe in den USA zu verlängern, die der frühere Bundesverteidigungsminister Franz Josef Strauß den USA 1961 zum Ausgleich der US-Devisen für die in der Bundesrepublik stationierten US-Truppen zugesagt hatte. Johnson wies diesen Vorstoß im September 1966 zurück. Der Dissens mit den USA über die Aufteilung der Militärkosten trug wesentlich zum Sturz Erhards bei. Sein Nachfolger Kurt Georg Kiesinger vereinbarte daraufhin mit den USA und Großbritannien im Januar 1967, die Zentralbanken der EWG und die westdeutschen Banken würden ihre Reserven von US-Dollar nicht zum Ankauf von Gold nutzen. Damit stützte die Bundesrepublik wesentlich den Dollarkurs und seine Funktion als Leitwährung, die das durch den Vietnamkrieg verursachte US-Haushaltsdefizit erheblich gefährdet hatte.
Willy Brandt kritisierte den Kriegseinsatz der USA weder als Bundesaußenminister noch als Bundeskanzler, um die Sicherheitsgarantien der USA für Berlin nach der Berlinkrise 1961, die deutsch-amerikanische Freundschaft, den Ruf der SPD als atlantische Partei und seine Entspannungspolitik nicht zu gefährden. 1965 kritisierte er die Dominotheorie, Anfang 1968 nannte er den Rückzug der USA aus Vietnam wünschenswert und lehnte deutsche Militärbeiträge ab. Im Februar forderte die SPD auf Druck der Parteibasis einen sofortigen Bombardierungsstopp. Brandt betonte dagegen den Friedenswillen der USA und äußerte auch für Nixons Bombardierungen 1972 Verständnis.
Als die USA bis Juli 1966 zwei Drittel ihrer Aufklärungsflugzeuge und bis 1967 66.000 Soldaten aus Westeuropa nach Südvietnam verlegt hatten, konnten sie ihre Sicherheitsgarantie für die NATO-Staaten nicht mehr erfüllen. Nachdem die Sowjetunion den Prager Frühling 1968 militärisch niedergeschlagen hatte, rückten die NATO-Staaten wieder enger an die Seite der USA. Blockfreie Staaten wie Indien dagegen sahen das Verhalten der USA in Vietnam und das der Sowjetunion im Ostblock als vergleichbare gewaltsame Einmischung an.
Kanada blieb im Krieg zwar neutral, viele Kanadier dienten aber als Freiwillige in den US-Streitkräften, obwohl dies nach kanadischem Recht eigentlich verboten war. Es wird geschätzt, dass zwischen 30000 und 40000 Kanadier im Kriegseinsatz waren, von denen mehr als 125 starben. Nach anderen Schätzungen fielen 400 Kanadier, 4000 wurden verwundet. Trotz des Verbots des Kriegsdienstes in fremden Streitkräften wurde keiner der Freiwilligen juristisch verfolgt. Kanada beteiligte sich aber an der Internationalen Kontrollkommission – die die Einhaltung der Genfer Vereinbarungen überwachen sollten – mit 240 Soldaten und 50 Beratern des Außenministeriums.

### Bombardierungen

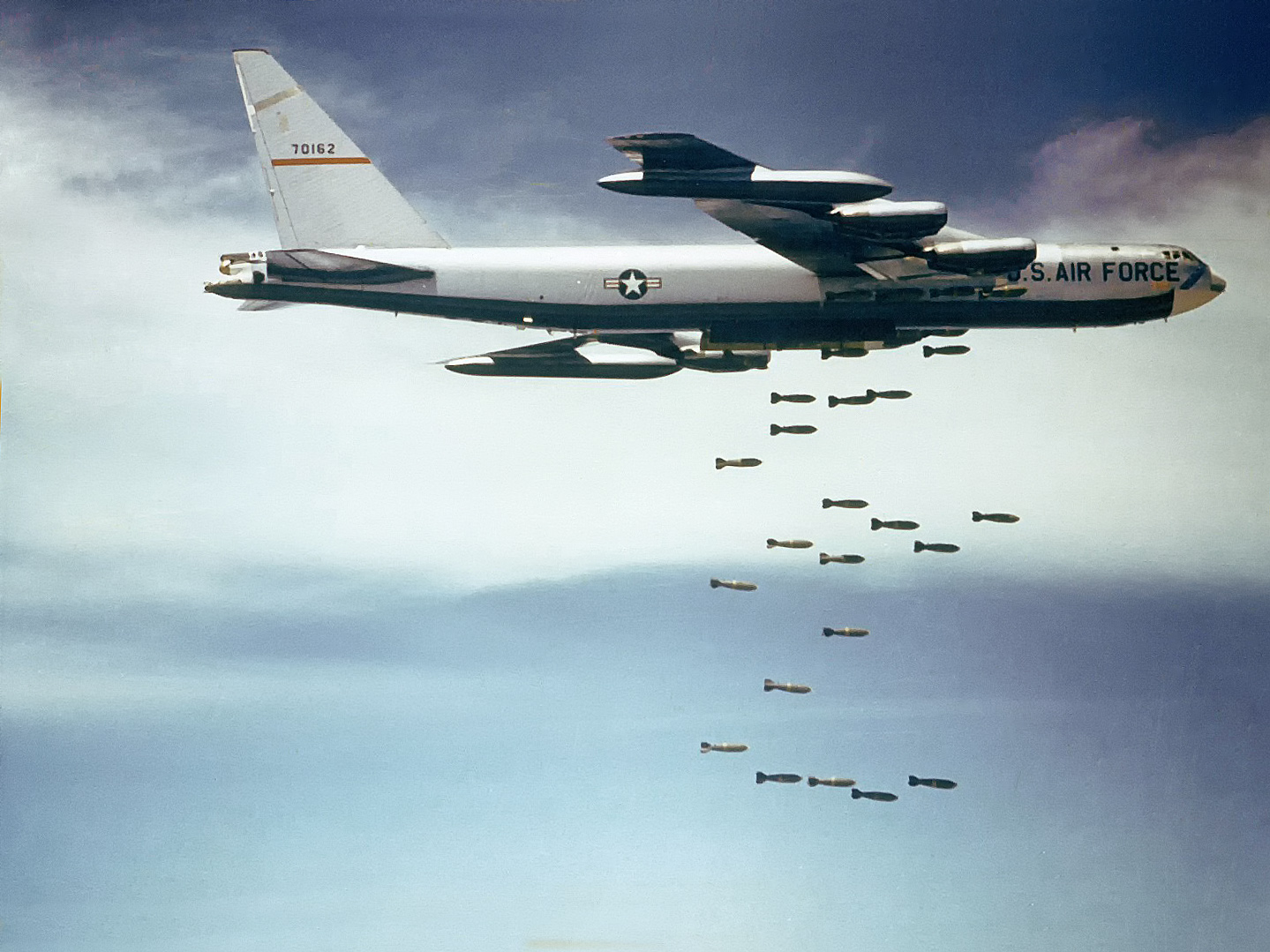
Boeing B-52 beim Bombenabwurf

Die USA wollten Nordvietnam nicht erobern und seine Existenz nicht gefährden, um keinen Atomkrieg mit der Sowjetunion und/oder China zu riskieren. Sie wollten Südvietnam solange halten, bis Nordvietnam es anerkennen und seine Infiltrationsversuche einstellen würde. Deshalb bombardierten sie anfangs begrenzte Ziele und steigerten ihre Bodentruppen graduell, ohne die volle Kapazität der US Army einzusetzen. Dabei verließ sich das Oberkommando des MACV auf seine technisch und materiell überlegenen Waffen, die Luftüberlegenheit der US Air Force und die Beweglichkeit seiner Hubschrauber, die US-Truppen rasch überallhin transportieren konnten. Weil Nordvietnam diesem „Technowar“ nichts Gleichwertiges entgegensetzen konnte, erwartete man, dass es seine Kräfte bald erschöpfen und die Kämpfe einstellen würde. Die Bombardierung von Militärstützpunkten Nordvietnams, von der NLF beherrschten Gebieten Südvietnams und Nachschublinien auch in Nachbarstaaten sollte den Krieg für Nordvietnam unbezahlbar machen, es von der Unterstützung der NLF abbringen, diese von Nachschub abschneiden und Grenzkontrollen im Süden erleichtern. Politisch sollte sie Südvietnams Regime stabilisieren und die konservative Opposition in den USA zufriedenstellen, die eine unbeschränkte Bombardierung Nordvietnams verlangte.
Nach dem Angriff der NLF auf den US-Stützpunkt Camp Holloway bei Plei Cu befahl Johnson die dreiwöchige Operation Flaming Dart (7.–28. Februar 1965) als Strafaktion. Dabei wurden nordvietnamesische Truppenstandorte bombardiert, die man als Unterstützer der NLF-Angriffe im Süden ansah. Nachdem die NLF weitere US-Basen im Süden angriff, beschlossen die US-Stabschefs die Operation Rolling Thunder. Dabei wurden zunächst acht Wochen lang 94 Ziele in Nordvietnam bombardiert, hauptsächlich Nachschubdepots und Transportknotenpunkte. Vom 13. bis 18. Mai gab es eine Bombardierungspause für Verhandlungen. Dabei hielt Nordvietnam sein für die USA unannehmbares Ziel eines unabhängigen und wiedervereinigten Vietnam fest, reparierte rasch Schäden am Ho-Chi-Minh-Pfad und stellte sowjetische Luftabwehrraketen um Hanoi und andere Industriezentren auf.
Johnson widerstand Forderungen des US-Militärs, auch dicht bevölkerte Ballungszentren zu bombardieren. Er suchte die Ziele wöchentlich selbst aus, nahm Großstädte, Deichanlagen und Grenzgebiete nahe der Grenze zu China von den Bombardierungen aus und stellte heraus, dass nur militärisch als wichtig erachtete Anlagen zerstört werden sollten. Die Bombardierung betraf zunächst Regionen um den 17. Breitengrad, später immer weiter nördlich gelegene Gebiete, darunter auch viele militärisch unbedeutende Orte. Sie töteten laut McNamara „wöchentlich 1.000 Zivilisten“, auch mit Napalm und Splitterbomben.
| Datum | Bombardierungen | Abwurfmengen (Tonnen) |
| ----- | --------------- | --------------------- |
| 1965  | 25.000          | 63.000                |
| 1966  | 79.000          | 136.000               |
| 1967  | 108.000         | 226.000               |

Obwohl die Bomben Nordvietnams Infrastruktur, Militäreinrichtungen und Energieproduktion bis 1968 weitgehend zerstörten, verfehlten sie das strategische Ziel, die Infiltration Südvietnams zu stoppen und Verhandlungen zu erzwingen. Sie erreichten stattdessen, dass Nordvietnams Bevölkerung zusammenrückte, nachts mit riesigen Menschenmengen so viele Zerstörungen wie möglich reparierte, viele Industrieanlagen unter die Erde verlegte und den Transport von Kriegsmaterial und Kämpfern nach Südvietnam steigerte. Mithilfe sowjetischer Waffen wurde seine Luftverteidigung erheblich effektiver, sodass Nordvietnam bis 1968 950 US-Flugzeuge abschoss.
Ab 3. April 1965 bombardierte die US Air Force zudem jene Bereiche des Ho-Chi-Minh-Pfades, die durch Laos führten (Operation Steel Tiger). Ab 6. Dezember 1965 versuchten auch US-Bodentruppen den Pfad zu unterbrechen, besonders bei den Gebirgspässen zwischen Nordvietnam und Laos (Operation Tiger Hound). Nach der am 1. November 1968 gestoppten Bombardierung Nordvietnams befahl Johnson die Operation Commando Hunt, um das inzwischen ausgebaute Wegenetzwerk in Laos zu unterbrechen. Damit wurden für 1969 geplante NLF-Angriffe in Südvietnam zwar verzögert, aber es gelang nie, den Pfad vollständig zu zerstören.

### Chemische Kriegführung

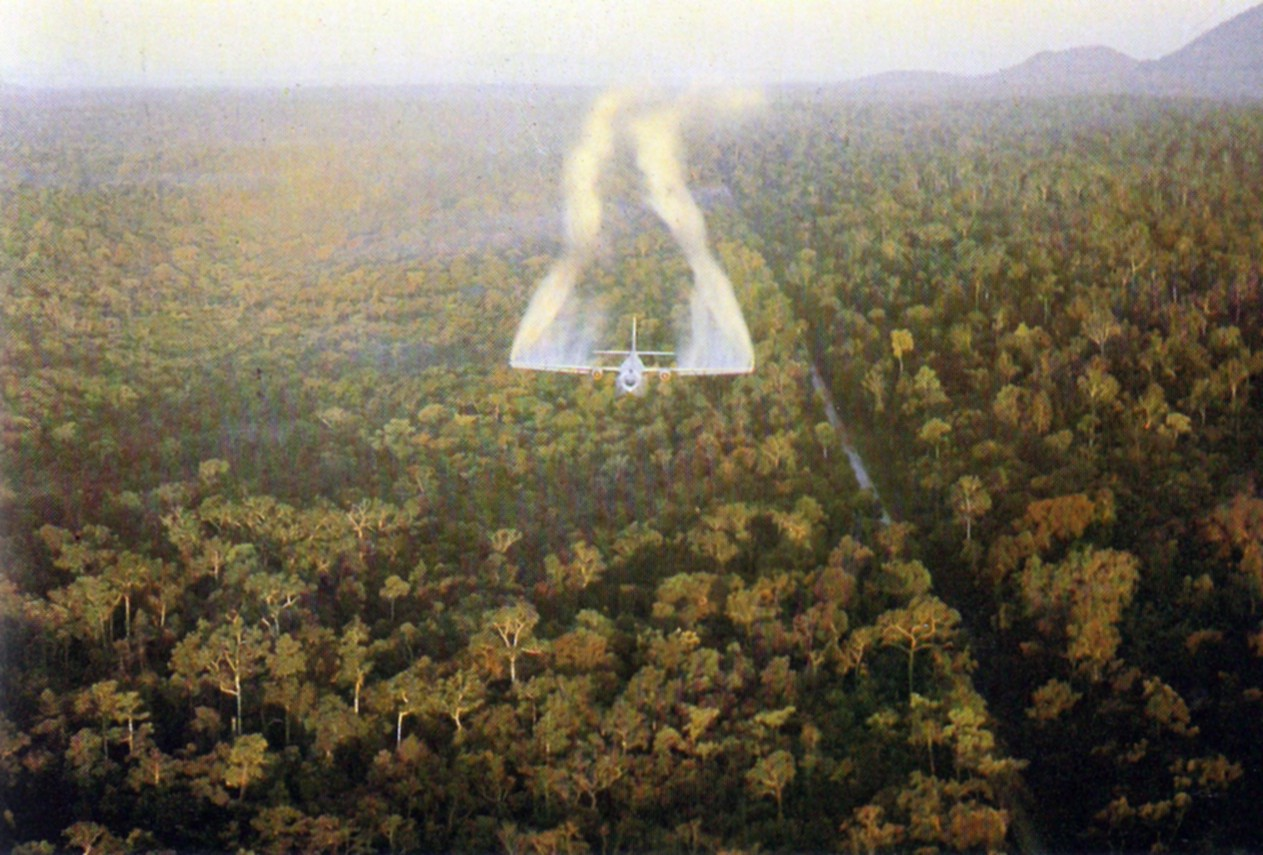
Eine UC-123B versprüht Agent Orange (1962)

Seit den 1950er Jahren hatten US-Militärlabors in Fort Detrick mit Herbiziden experimentiert, die im Zweiten Weltkrieg als Chemiewaffen entwickelt und danach kommerziell genutzt worden waren, und ihre Wirkung in der Natur für militärische Zwecke getestet. Seit 1959 waren diese Mittel in Südvietnam getestet worden. Aufgrund der Erfolgsberichte darüber machte US-Präsident Kennedy diese Stoffe 1961 zum zentralen Bestandteil einer flexiblen, innovativen Counterinsurgency-Strategie und ordnete ihren Einsatz in Vietnam persönlich an. Dabei nutzte die US-Regierung eine Lücke im Genfer Protokoll von 1925 aus, das Krieg mit Chemiewaffen nur gegen Menschen, aber nicht gegen Pflanzen verbot. Um den Großbestellungen der US-Armee nachkommen zu können, ließen die Hersteller Dow Chemical und Monsanto die Synthese der Ausgangsstoffe bei höherer Temperatur ablaufen, wodurch der Dioxin-Gehalt anstieg.

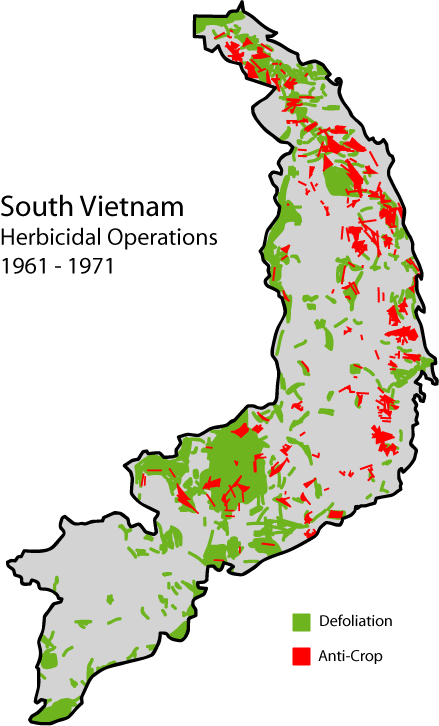
Besprühte Gebiete in Südvietnam; Grün: Entlaubung, Rot: Erntevernichtung

Im Juli 1961 trafen die ersten Lieferungen unter Kodenamen wie Agent Orange, Agent Blue, Agent Purple und Agent White in Südvietnam ein. Im Januar 1962 begann die Operation Ranch Hand („Farmgehilfe“): Dabei versprühten die US Air Force und die ARVN in Vietnam und den Grenzgebieten von Laos und Kambodscha systematisch solche dioxinhaltigen Herbizide. Diese entlaubten den Dschungel, um Straßen, Wasserwege und Grenzgebiete zu entblößen, Ernten zu vernichten und so den NLF-Kämpfern Schutz, Hinterhalte, Nahrung und sozialen Rückhalt zu entziehen. Unter Johnson wurde daraus ab 1965 das historisch größte Programm chemischer Kriegführung. Dabei versprühten die USA bis 1971 etwa 20 Millionen Gallonen (80 Millionen Liter) der mit Dioxin verunreinigten Herbizide. 1971 wurde der Einsatz dieser Mittel gestoppt.

### Bodenkrieg
Während Johnson und der Nationale Sicherheitsrat Auswahl, Zeitpunkte und Intensität der Bombardierungen bestimmten, entschied das MACV über Aufstellung und Einsätze der US-Bodentruppen. General Westmoreland betrachtete den Vietnamkrieg als konventionellen Krieg, bei dem es auf die Kampfunfähigkeit, also das Töten, Gefangennehmen oder Verletzen möglichst vieler Gegner mit möglichst wenigen eigenen Verlusten ankam („Abnutzungsstrategie“). Dazu diente die Methode des Search and Destroy etwa bei der groß angelegten Operation Masher im Frühjahr 1966. Ihr Erfolgsmaßstab war der Body Count, also die Menge getöteter Gegner.
Am 8. März 1965 landeten die ersten US-Kampftruppen in Đà Nẵng, um den dortigen Stützpunkt zu schützen. Weitere US-Truppen umgaben die jeweiligen US-Militärbasen („Enklave-Strategie“). Dann erhielt die Erste Kavalleriedivision den Auftrag, das Vorrücken der NLF im zentralen Hochland Südvietnams aufzuhalten. Weitere Kampftruppen konzentrierten sich auf die Gebiete nahe der demilitarisierten Zone (17. Breitengrad). Sie sollten eigene Militärbasen schützen, zugeteilte Gebiete durchsuchen, aufgefundene NLF-Kampfeinheiten vernichten, Grenzregionen kontrollieren und das Einsickern von NLF-Kräften verhindern. Das MACV verteilte die US-Kampftruppen nicht danach, möglichst viele Gebiete zu erobern, sondern danach, dem Gegner möglichst große Verluste zuzufügen, um ihm militärische Angriffe dauerhaft unmöglich zu machen. Dazu setzten Hubschrauber kleine luftbewegliche-Infanterie-Einheiten in einem Gebiet ab, das sie durchkämmten. So wenige Männer wie möglich sollten als eine Art „Köder“ den Kontakt zum Gegner herstellen. Sobald sie gegnerische Kämpfer entdeckten oder von diesen angegriffen wurden, fixierten sie deren Standort und forderten Luftunterstützung an. Diese vernichtete die Gegner durch massives Feuer, so viel, wie verfügbar war.
Die weitaus meisten Gebiete für diese Suchaktionen lagen in den Küstenebenen, einige im zentralen Hochland, in der Khe-Sanh-Region nahe der Grenze zu Laos und im Mekongdelta. Überall gab es vom Durchkämmen ausgenommene Zonen, weil die nächste US-Basis zu wenige Soldaten oder die NLF zu viele Kämpfer dort hatte. Diese Zonen wurden bei Rück- oder Überflügen unkontrolliert mit Artillerie beschossen oder mit den restlichen Bomben beworfen. Dafür verbrauchte die US-Armee 1966 und 1967 fast 50 % ihrer Kampfmunition, in manchen zugeteilten Gebieten bis zu 85 %. Damit tötete sie eine unbekannte Zahl Zivilisten und vertrieb Überlebende aus ihren Wohngegenden. Dies erschwerte die spätere „Pazifizierung“ erheblich.

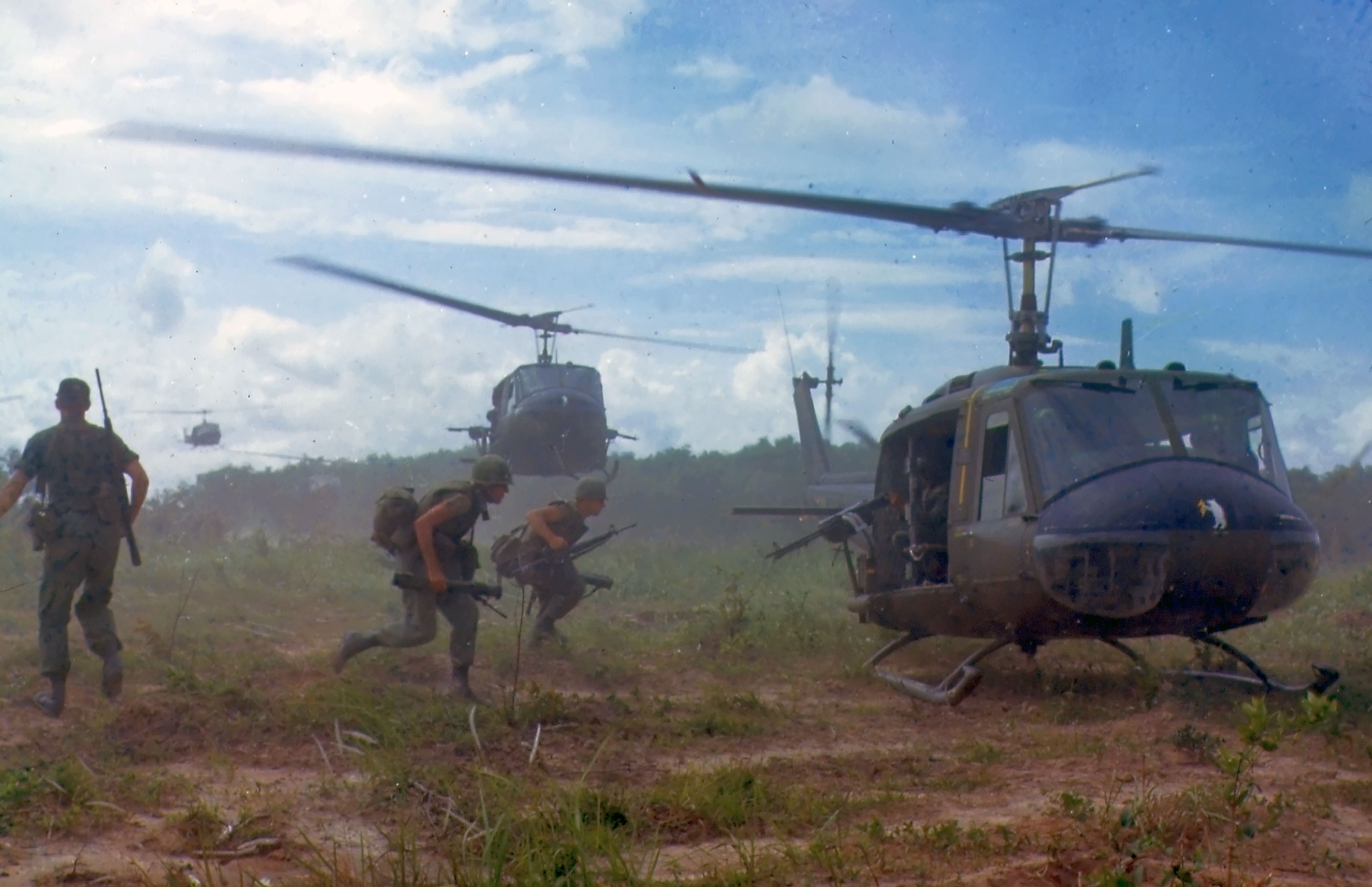
Hubschraubereinsatz in Vietnam, 1966

Viele unerfahrene US-Soldaten leerten ihre kompletten Magazine im Dauerfeuer, sodass spätere Versionen des M16-Gewehres einen 3-Schuss-Modus erhielten. Zudem setzten die meisten US-Befehlshaber, die über einen relativ großen Handlungsspielraum verfügten, bei Kontakt zum Gegner auf die Feuerkraft ihrer Kommandos. 70 % der abgefeuerten Artilleriegeschosse wurden allerdings in Situationen verbraucht, bei denen es zu gar keinen oder nur leichten Gefechten kam. Statistisch wurden für jeden getöteten NLF-Kämpfer 50.000 Schuss verwendet.
Obwohl sie entgegen den Erwartungen keine messbare entscheidende Dezimierung der NLF erreichten, forderten die US-Stabschefs immer mehr Soldaten und Feuerkraft. Bis Ende 1965 sandte die US-Regierung 184.000, bis Ende 1966 400.000, bis Ende 1967 485.000, bis Januar 1968 548.000 US-Soldaten in den Vietnamkrieg. Allen US-Maßnahmen fehlten objektive Maßstäbe, was sie tatsächlich erreichten. So blieb unklar, ob mehr eingesetzte US-Bodentruppen prozentual mehr Gegner töteten:
| Datum   | US-Truppen | Operationen | getötete Gegner |
| ------- | ---------- | ----------- | --------------- |
| 02/1966 | 208.000    | 57          | 4.727           |
| 12/1966 | 385.000    | 89          | 3.864           |
| 12/1967 | 486.000    | 129         | 7.938           |
| 12/1969 | 479.000    | 90          | 9.936           |
| 12/1970 | 335.000    | 90          | 6.185           |

Die Gesamtzahlen des Body Count kamen durch systematisch gefälschte Gefechtsberichte zustande, weil die NLF-Kämpfer ihre Toten in der Regel mitnahmen, die US-Soldaten keine fremden Leichen im Dschungel suchen wollten und diese kaum von Zivilisten unterscheidbar waren. Das unbeobachtete Töten von Zivilisten und Übertreiben der Zahlen wurde üblich, weil Beförderungen von möglichst hohen Body Counts abhingen. Zudem befahl das MACV im Februar 1966, die Verluste des Gegners müssten bis zum Jahresende die von Hanoi bekanntgegebene Infiltration neuer Kämpfer unbedingt übersteigen. Reden von Regierungsmitgliedern erhöhten den Erfolgsdruck. So behauptete Dean Rusk im März 1967, es gebe Beweise, dass der Gegner seine Kräfte nicht aufrechterhalten könne. Im Herbst sprach Westmoreland von „Licht am Ende des Tunnels“; der Sieg sei nun absehbar. Intern bestritt die CIA dies seit Frühjahr 1967 und schätzte die Zahl der NLF-Kämpfer doppelt so hoch ein wie das MACV, da sie den Ausgleich der Verluste durch eine rasche Rekrutierung in Südvietnam annahm. Das MACV dagegen bestritt das Scheitern seiner Zermürbungsstrategie. Die US-Regierung akzeptierte seine niedrigere Schätzung und segnete damit die systematischen Falschangaben beim Body Count ab. So blieb diese Art der Erfolgsmessung auch nach der Tet-Offensive bestehen.
Verschiedene Maßnahmen sollten das „Schlachtfeld“ Südvietnam (eine eindeutige Front gab es gegen Guerillas nicht) gegen Infiltration isolieren. Dazu integrierte die US-Armee eine „Ranger Force“ in die ARVN, vergrößerte deren Spezialeinheiten und richtete Bootspatrouillen gegen Nachschub auf dem Seeweg ein. Auch das Wehrdorf-Programm der CIA, die Studies and Observation Group, Minenfelder und Garnisonen sowie die spätere Invasion von Laos dienten diesem Zweck. Jedoch verfehlten alle diese Maßnahmen ihr Ziel, weil Südvietnams Grenze zu lang und zu sehr in Wildnis gelegen war und der Ho-Chi-Minh-Pfad ständig neu aufgebaut und erweitert wurde.

NLF-Kämpfer 1968 in einem Erdbunker

Nach schweren Niederlagen im ersten Kriegsjahr zog die NVA ab Juli 1966 alle wehrfähigen Nordvietnamesen ein und wuchs von 250.000 auf 400.000 Mann. Bis zu 5.000 davon gelangten monatlich über den Ho-Chi-Minh-Pfad in den Süden, bis dort 1966 etwa 200.000 NVA-Soldaten neben rund 120.000 Guerillakämpfern kämpften. Ihr Oberbefehlshaber General Nguyễn Chí Thanh setzte anfangs auf überfallartige Angriffe auf ARVN- und US-Basen, die hohe Verluste unter den Angreifern forderten. Nach der verlorenen Schlacht im Ia-Drang-Tal (November 1965) änderte er die Strategie, vermied Großschlachten und verwickelte vor allem Sicherheitspatrouillen der ARVN in viele zerstreute Einzelkämpfe. 95 % dieser Kampfeinsätze führten Einheiten von 300 bis 600 Mann durch. Um die Lufthoheit der US Air Force unwirksam werden zu lassen, bewegten sie sich nur nachts und während der Regenzeit, bevorzugten den Nahkampf und benutzten ausgedehnte Tunnelsysteme als Waffendepots und Rückzugsorte. Damit zwangen sie die US-Bodentruppen, sich zu verteilen, immer mehr Sicherungsaufgaben von der ARVN zu übernehmen und stets in ihre Basen zurückzukehren. US-Soldaten, denen Sprache und Kultur des Landes fremd waren, konnten kaum zwischen Guerillas und Bauern unterscheiden, mussten aber immer mehr vietnamesische Dörfer selbst kontrollieren und verstärkten durch ihr Verhalten den Eindruck, ein ausländischer Aggressor bedrohe das Volk und müsse von allen Vietnamesen gemeinsam bekämpft werden. Trotz vielfacher waffentechnischer und numerischer Unterlegenheit behielten Tanhs Truppen so die strategische Initiative und zerstörten die Aussicht der USA, ihren Kriegseinsatz und eigene Verluste örtlich und zeitlich zu begrenzen. Die NLF konnte Verluste bis 1968 stets auffangen und ihre gezielten Nadelstiche fortsetzen. Obwohl US-Armee und ARVN zuletzt fast fünfmal so viele Soldaten aufboten, hielten ihre Gegner einen stetigen Strom an Material und Kämpfern aufrecht, die gut ausgebildet und meist weitaus motivierter waren. Die ARVN konnte einmal besetzte Gebiete selten lange halten. Zudem musste die US-Armee viele Soldaten zum Schutz ihrer Militärbasen und dort gelagerten Waffen einsetzen, da diese ständig angegriffen wurden. Auch höhere Tötungsraten späterer US-Operationen schränkten den Aktionsradius der NLF nicht ein: Sie entschied weiterhin, wo, wann und wie lange gekämpft wurde. 1969 gingen weiterhin 75 % aller Kämpfe von ihr aus.
Um die eskalierenden Kampfhandlungen mit den amerikanischen Truppen zu bewältigen, führte Nordvietnam eine Mobilisierung der Gesellschaft nach dem Vorbild des Volkskriegs durch, bei dem jedes Gesellschaftsmitglied an der Kriegsanstrengung beteiligt sein müsse. Weil die meisten Männer zum Militär eingezogen wurden, mussten Frauen deren Rolle in der Wirtschaft übernehmen, ihr Anteil am Arbeitskräftebestand in Nordvietnam stieg auf rund 75 %. Der Anteil der auf lokaler Ebene in politischen Funktionen tätigen Frauen verdoppelte sich während des Krieges auf annähernd die Hälfte der dortigen Posten.

### Thieu-Regime
Im Februar 1965 entmachteten die ARVN-Generäle Nguyễn Cao Kỳ, Nguyễn Chánh Thi und Nguyễn Văn Thiệu das Khánh-Regime und versprachen den USA enge Zusammenarbeit gegen die NLF. Im März 1965 warnte Thieu die USA, die NLF beherrsche bereits 75 % Südvietnams. Er forderte verstärkte US-Bodeneinsätze, damit die ARVN eher defensive Aufgaben übernehmen konnte. Damit überließ diese den US-Truppen immer mehr die Kontrolle des Landes. In der ARVN und den Städten Südvietnams blieb das eigene Militärregime umstritten.
Im März 1966 entließ Kỳ den Buddhisten Thi, der die ARVN-Einheiten von fünf nördlichen Provinzen befehligte. Dagegen protestierten die Buddhisten der Region, die mit der NLF ein Kriegsende aushandeln wollten. Ihr Führer Tri Quang erhielt enormen Zulauf von Teilen der ARVN. Obwohl Thieu baldige Wahlen für eine verfassunggebende Versammlung versprach, nahmen die Proteste zu, bis Kỳ Đà Nẵng mit Hilfe von US-Truppen besetzen und buddhistische Pagoden umzingeln ließ. Daraufhin setzten Demonstranten in Huế das US-Konsulat in Brand. Auch in Saigon protestierten immer mehr Buddhisten, Katholiken und andere Zivilisten gegen den US-Kriegseinsatz. Während die Überläufer der ARVN mit Kỳ und Thieu verhandelten, besetzten US-Truppen und loyale ARVN-Truppen Huế Anfang Juni und schlugen den Aufstand blutig nieder (180 Tote, über 700 Verletzte). Damit war der Versuch städtischer Südvietnamesen gescheitert, den Krieg zu beenden. Im September 1967 hielten Kỳ und Thieu zwar demokratische Wahlen ab, an denen aber kaum Buddhisten teilnahmen. Trotz starker Wahlmanipulationen erhielt Thieu nur 34,8 % der Wählerstimmen. Die verfassunggebende Versammlung focht das Wahlergebnis an. Erst nach einer Intervention von US-Botschafter Ellsworth Bunker wählte sie Thieu zum Präsidenten Südvietnams und ließ zwei seiner Gegenkandidaten verhaften. Die meisten Südvietnamesen erkannten Thieu daher nicht an, sondern betrachteten ihn als US-Marionette.

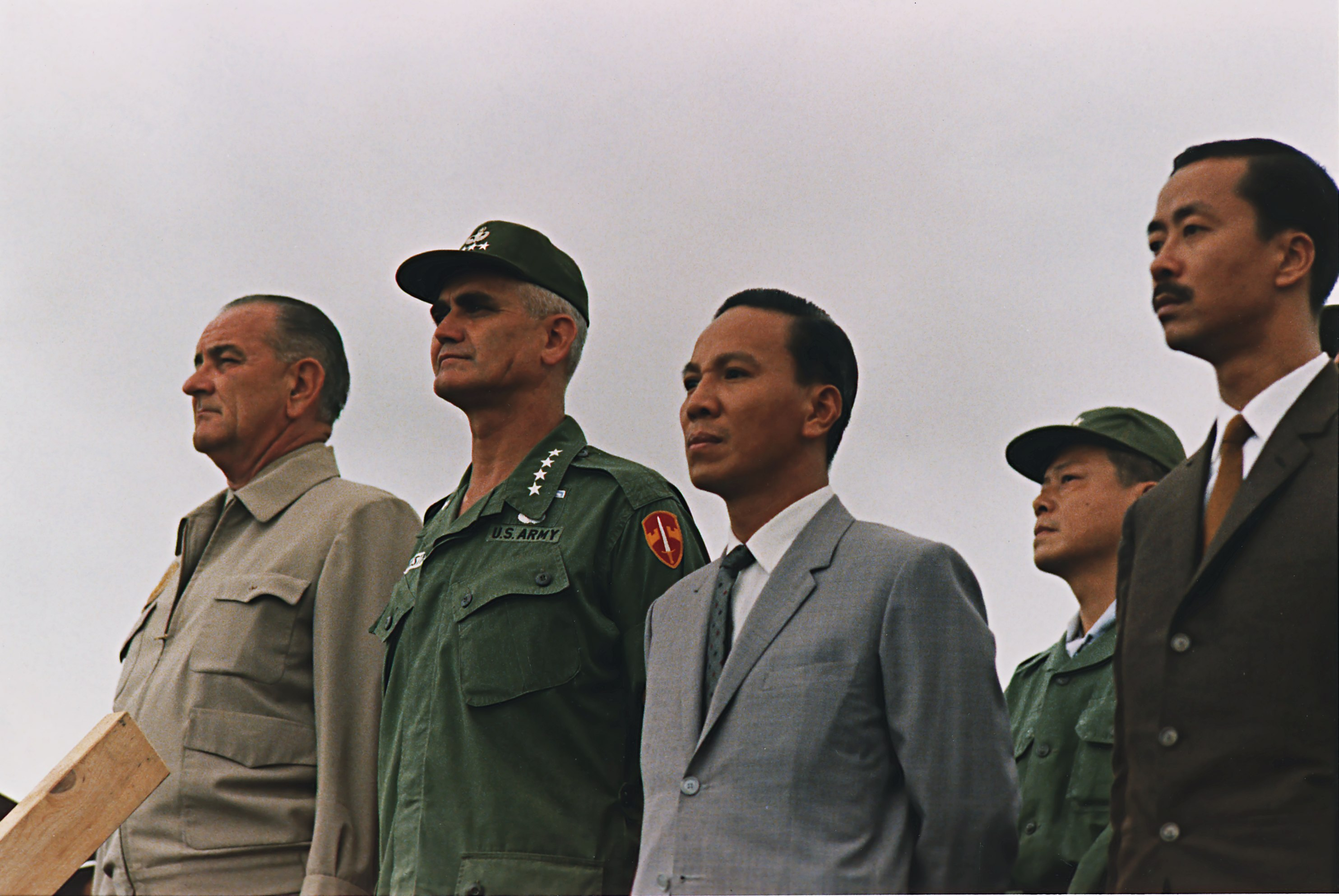
Südvietnam, 26. Oktober 1966 (von links): Lyndon B. Johnson, William Westmoreland, Nguyễn Văn Thiệu, Nguyễn Cao Kỳ (ganz rechts)

Thieu schuf einen auf Korruption basierenden Konsens, indem er die Generäle der ARVN an den Subventionen der USA beteiligte. Zudem unterstützte ihn die chinesischstämmige Handelselite. Die Militärs teilten auch illegale Märkte wie den Verkauf von Heroin unter anderem an US-Soldaten unter sich auf. Auch unter Thieu diente die ARVN vor allem der Machtzuteilung und Machtkontrolle und blieb deshalb militärisch wenig effektiv.

### Verhandlungs- und Vermittlungsangebote
Da sich die fortgesetzte Bombardierung Nordvietnams innen- und außenpolitisch nur durch parallel gezeigte Verhandlungsbereitschaft rechtfertigen ließ, bot Johnson Hanoi in der ersten Bombardierungspause im Juli 1965 erstmals Verhandlungen über die Anerkennung Südvietnams an. Das diente vor allem der Beruhigung der US-Bevölkerung. Im Dezember 1965 bot die US-Regierung in einem 14-Punkte-Plan erneut an, die Bombardierungen einzustellen, wenn Hanoi die Unterstützung der NLF in Südvietnam beende. Diese sollte weiterhin nicht in Südvietnam mitregieren dürfen. Nordvietnam machte umgekehrt das Einstellen der Luftangriffe zur Vorbedingung für Verhandlungen. Vermittlungsversuche von polnischen (November 1966), britischen und sowjetischen Diplomaten (Februar 1967) scheiterten jeweils an zeitgleich verstärkten US-Luftangriffen. Bis 1967 gab es an die 2000 solcher Vorstöße von Einzelpersonen aus Drittstaaten.
Bei der Konferenz von Glassboro im Juni 1967 vereinbarte Johnson mit dem sowjetischen Ministerpräsidenten Alexei Nikolajewitsch Kossygin den Einstieg in eine Begrenzung der strategischen Atomwaffen. Kossygin lehnte jedoch Johnsons Angebot ab, auch über die Abrüstung von antiballistischen Raketensystemen zu verhandeln; wegen des Vietnamkriegs der USA, der ihre kriegerische Absicht zeige, könne die Sowjetunion nicht auf die Anschaffung solcher Abwehrsysteme verzichten.
Im September 1967 bot Johnson mit der „San-Antonio-Formel“ erstmals an, die Luftangriffe einzustellen, sobald Nordvietnam in ernsthafte Verhandlungen einwillige und keine weiteren Kämpfer nach Südvietnam sende. Dann könne die NLF eine politische Rolle in Südvietnam spielen. Da er am Ziel eines unabhängigen Südvietnams und eines militärischen Sieges über die NLF festhielt und gleichzeitig Hanois Außenbezirke bombardieren ließ, reagierte Nordvietnam nicht auf das Angebot. Die dortige Führung hielt Verhandlungen seit dem Bruch der Genfer Beschlüsse von 1954 nur noch nach eindeutigen militärischen Erfolgen für sinnvoll und gab ihr Ziel eines vollständigen Rückzugs der USA, einer Machtbeteiligung der NLF und späteren Wiedervereinigung Vietnams nie auf. Verhandlungsangebote nutzte sie vor allem dazu, die US-Luftangriffe in der westlichen Öffentlichkeit moralisch zu diskreditieren.
Von 1965 bis 1968 versuchte Johnson mehrmals, Papst Paul VI. als Vermittler zwischen den Kriegsparteien zu gewinnen. Er erbat vom Papst öffentliche Kritik an Nordvietnam, seiner Behandlung der US-Kriegsgefangenen, und Einflussnahme auf katholische Amtsträger in Südvietnam, NLF-Anhänger unter den Südvietnamesen von den US-Zielen zu überzeugen. Paul VI. lehnte diese Rolle ab und telegrafierte stattdessen im Februar 1965 an Johnson, er befürchte, der bevorstehende US-Kriegseinsatz könne in einen allgemeinen Krieg eskalieren. Ende 1967 erklärte er Johnson, er verstehe seine guten Absichten, könne aber niemals Krieg zustimmen. Er bot an, der Sowjetunion die friedlichen Ziele der USA zu erläutern. Er verfolgte den Plan, eine Weihnachtsmesse in Saigon zu feiern und dann Nordvietnam zu besuchen. Nach der Tet-Offensive ließ Johnson diese Vermittlungsangebote jedoch zugunsten der Pariser Gespräche fallen.

### Tet-Offensive 1968

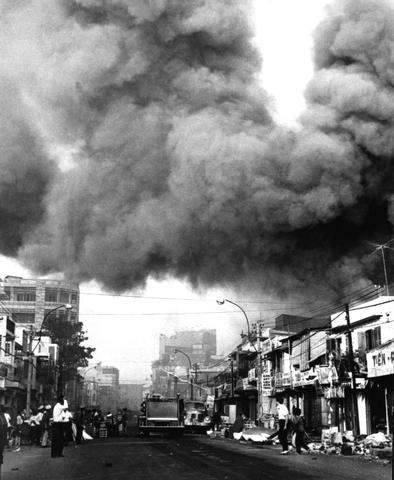
Saigon während der Tet-Offensive 1968

Seit 1961 hatte die NLF ihre Strategie analog zu Maos Volkskriegskonzept auf Eroberung ländlicher Regionen begrenzt, um Südvietnams Großstädte im Küstengürtel einzuschnüren. Wegen hoher NLF-Verluste im Süden forderte General Tanh im Juni 1967 in Hanoi, die als zweite Stufe vorgesehene Städteeroberung vorzuziehen. Daraufhin bereitete sein Nachfolger Vo Nguyen Giap einen koordinierten Überraschungsangriff lokaler Guerillakämpfer mit Kräften der NLF und NVA auf die meisten Groß- und Provinzhauptstädte Südvietnams vor. Dieser sollte den USA zeigen, dass ihr Militär kein Zentrum Südvietnams dauerhaft sichern könne und ein Sieg somit illusorisch sei, sie zur Deeskalation bewegen, die ARVN zersplittern und im Idealfall einen allgemeinen Aufstand gegen das Regime in Südvietnam einleiten. Um den Überraschungseffekt zu erhöhen, wurde das vietnamesische Neujahrsfest (Tet), an dem traditionell Waffenruhe herrschte, als Angriffsdatum gewählt.
Waffen wurden in Südvietnams Städte geschmuggelt. Zur Ablenkung zog Giap im Herbst 20.000 NVA-Soldaten bei einer US-Basis zusammen und begann am 21. Januar 1968 die Schlacht um Khe Sanh. Um eine Niederlage wie in Dien Bien Phu unbedingt zu vermeiden, verteidigte Westmoreland diese US-Basis mit 50.000 US- und ARVN-Soldaten. Johnson ließ die Umgebung bis April mit der historisch dichtesten Menge Sprengstoff (100.000 Tonnen) bombardieren. Giap war die Ablenkung gelungen.

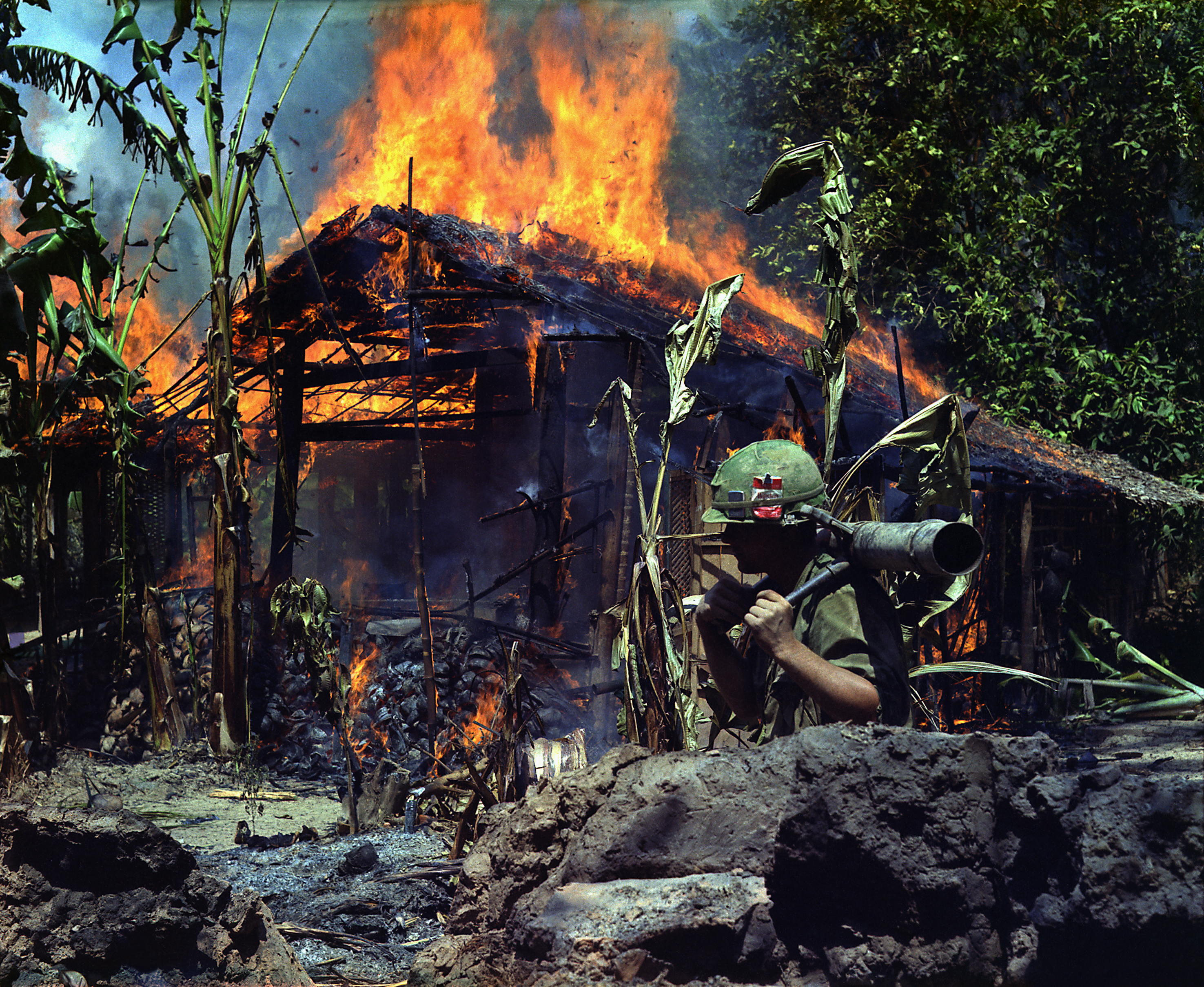
Brennendes Camp der NLF in Mỹ Tho, 5. April 1968

Nach einzelnen verfrühten Angriffen begann am 31. Januar 1968 die Tet-Offensive. Dabei griffen rund 84.000 Kämpfer zeitgleich zahlreiche Provinz- und Distrikthauptstädte an und versuchten, diese zu erobern. Einen solch heftigen Großangriff hatte die US-Armee trotz Warnungen ihrer Geheimdienste nicht erwartet. In Saigon drangen NLF-Kommandos bis in die US-Botschaft vor. Sie wurden aber in Straßenkämpfen von ARVN-Kräften rasch zurückgedrängt und in den meisten Städten in wenigen Tagen ausgeschaltet. Dabei zerstörten US-Kampfhubschrauber ganze Stadtviertel. Das Ergebnis in Bến Tre kommentierte der US-Befehlshaber mit dem bekannten Satz: „Wir mussten Ben Tre zerstören, um es zu retten.“ Nur in der Schlacht um Huế hielten sich 7.500 NVA-Soldaten bis zum 24. Februar. Sie ermordeten zwischen 2.000 und 6.000 unbewaffnete Zivilisten. Bei der Rückeroberung in Häuser- und Straßenkämpfen starben 216 US-Soldaten. Huế wurde fast vollständig zerstört. 100.000 Einwohner mussten fliehen.

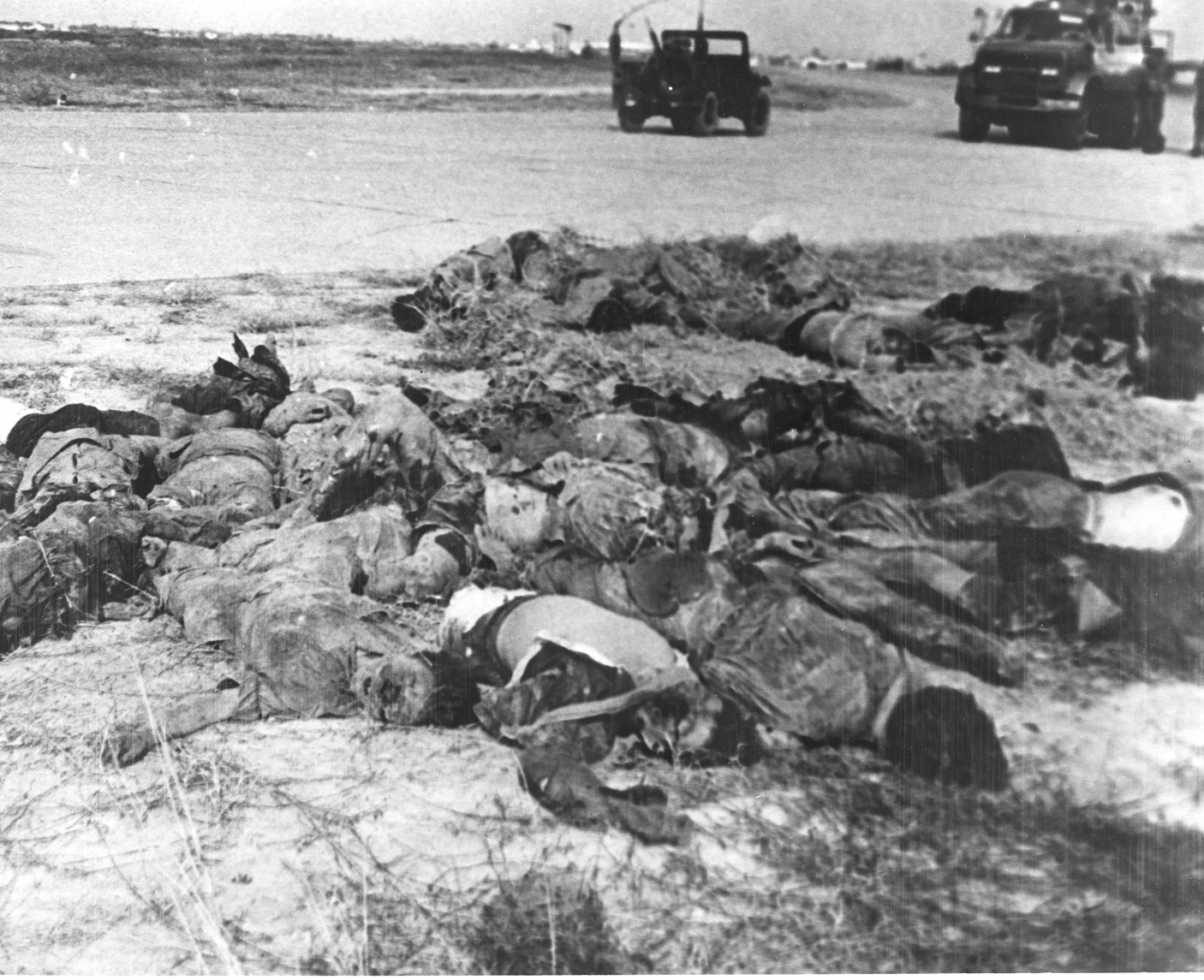
Getötete NLF-Kämpfer, Saigon, Februar 1968

Bis März 1968 starben bei der Tet-Offensive über 14.000 Zivilisten, davon 6.000 in Saigon, 25.000 wurden verwundet und 670.000 obdachlos. Der erhoffte Aufstand der Südvietnamesen blieb aus. Die NLF verlor bis zu 40.000 Kämpfer (50 %), viele frühere Hochburgen und Rückzugsgebiete und damit erhebliche wirtschaftliche Ressourcen, Ansehen und Rekrutierungschancen bei der Landbevölkerung. Diese erhoffte nun fast nur noch ein Ende der Kämpfe. Die NLF-Truppen erholten sich nie mehr von ihren Verlusten. Die reguläre NVA musste diese ausgleichen und trug fortan die Hauptlast des Kriegs.
Am 3. April 1968 beschloss Nordvietnams Führung, Verhandlungen mit den USA aufzunehmen. Ho, der seit 1965 nur noch als moralischer Schlichter interner Richtungskämpfe auftrat, forderte am 20. Juli 1968 letztmals, den Krieg bis zum endgültigen Sieg fortzusetzen. Er starb am 2. September 1969 ohne Nachfolger. Staatschef wurde Ton Duc Thang. Zwischen den Parteifunktionären Le Duan, der auf einen raschen militärischen Sieg gedrängt hatte, und Trường Chinh, der langfristiger Aufbau- und Überzeugungsarbeit Vorrang geben wollte, kam es zum Streit über die Folgerungen aus der Niederlage für die weitere Kriegführung.

### „Pazifizierung“
Die US-Generalstäbe wollten die Niederlage der NLF nutzen, um erweiterte Kriegspläne durchzusetzen. Westmoreland schlug im Februar 1968 ein Landeunternehmen gegen NVA-Stellungen an der Küste Nordvietnams nahe der entmilitarisierten Zone vor, verlangte Angriffe von Bodentruppen auf NVA-Rückzugsgebiete in Laos und Kambodscha und verschärfte Luftangriffe, um den Ho-Chi-Minh-Pfad wirksam zu unterbrechen. General Earle Wheeler unterstützte den Plan und forderte dafür Ende Februar weitere 206.000 US-Soldaten, also die Einberufung von Reservisten: Andernfalls werde Nordvietnam langfristig siegen. Erfolgskriterien und einen Zeitrahmen für diese neuen Bodeneinsätze nannte er nicht.
US-Verteidigungsminister McNamara trat Ende Februar 1968 infolge der Tet-Offensive und Konflikten mit Johnson um die Militärstrategie zurück. Sein seit 1. März amtierender Nachfolger Clark M. Clifford befürwortete eine Rückkehr zur Enklaven-Strategie von 1965. Die US-Armee sollte sich ab sofort auf den Schutz der Großstädte begrenzen, der ARVN das Bekämpfen der Gegner überlassen und so den Vietnamesen einen internen Verhandlungsfrieden ermöglichen. Bevor Johnson seine Entscheidung für Cliffords Plan bekanntgeben konnte, veröffentlichte die New York Times am 10. März die Truppenforderung der Generäle. Daraufhin formierte sich Widerstand im US-Kongress: 139 von 400 Abgeordneten des Repräsentantenhauses verlangten in einer Resolution eine umfassende Neubewertung des gesamten US-Kriegseinsatzes. Johnsons außenpolitische Berater McGeorge Bundy, George Ball und Dean Acheson rieten anders als im Vorjahr am 25. März gegen Ausdehnung und unveränderte Fortsetzung des Kriegs. Die Tet-Offensive bewirkte einen Meinungsumschwung; die überraschende Offensivkraft des Gegners, den man am Rande des Zusammenbruchs geglaubt hatte, zerstörte die Hoffnung der US-Bürger auf das baldige Kriegsende und Johnsons Glaubwürdigkeit. Die Wähler fühlten sich von der Regierung irregeführt, die jahrelang den baldigen Sieg nach der jeweils nächsten Eskalation versprochen hatte. Hinzu kam die enorme Belastung des Staatshaushaltes und der US-Wirtschaft durch den Krieg.
Am 31. März 1968 gab Johnson in einer Rede an die Nation bekannt, er werde die Bombardements begrenzen, Nordvietnam Verhandlungen anbieten und nicht zur Wiederwahl antreten. Er ernannte Averell Harriman zum US-Vertreter für die geplanten Pariser Friedensgespräche und forderte Südvietnam auf, mehr Verantwortung für den Krieg zu übernehmen. Wie realistisch der letzte Punkt war, wurde in den USA kontrovers diskutiert. Nordvietnam ging auf Johnsons Angebot ein und begann ab Mai 1968 in Paris Verhandlungen mit den USA. Beide Seiten hielten jedoch an ihren Kriegszielen fest. Johnson stellte zwar ein Ende der Bombardements nördlich des 20. Breitengrades in Aussicht, verdreifachte aber die Bombardierungen in Südvietnam. Aufständische Gebiete wie das dicht besiedelte Mekongdelta ließ er dreimal so stark bombardieren wie den Norden. Der militärische Effekt dieses Vorgehens war minimal, da der Gegner weite Teile seiner Infrastruktur und Logistik unter die Oberfläche verlagert hatte. In der Hälfte der bombardierten Gebiete im Süden war die NLF laut Gabriel Kolko nicht aktiv, sodass dort nur die Zivilbevölkerung getroffen wurde.
Ende März ersetzte Johnson Westmoreland durch General Creighton Abrams. Dieser verkleinerte die US-Einheiten zu mobilen und nahkampferprobten Einsatzkommandos, die auch bisher gemiedene Sumpf- und Dschungelgebiete durchkämmten. Er vermehrte die „Search-and-destroy“-Einsätze, an denen sich im März und April rund 100.000 US-Soldaten beteiligten. Das im Juni 1968 gestartete „Phoenix-Programm“ der CIA sollte der NLF die Operationsbasis endgültig entziehen. Dabei gingen von US-Offizieren ausgebildete Spezialeinheiten der ARVN gegen lokale Kämpfer vor. Bis Mitte 1971 verhafteten sie 28.000 Guerillakämpfer, erschossen 20.000 und bewogen 17.000, auch mit Folter, die Seiten zu wechseln. Das Thieu-Regime benutzte das Programm zum Eliminieren von Oppositionellen, sodass die Spezialeinheiten auch viele nichtkommunistische Zivilisten ermordeten. Das Phoenix-Programm tötete zwischen 1968 und 1972 26.000 bis 41.000 mutmaßliche NLF-Mitglieder.
Parallel dazu intensivierte das US-Militär die 1966 begonnene „Pazifizierung“, die die ländlichen Regionen unter Kontrolle des Thieu-Regimes bringen sollte. Mit einem „Revolutionären Entwicklungsprogramm“ imitierte die ARVN die Methoden der NLF. Teams von je 60 Vietnamesen zogen in ein Dorf, boten soziale Dienste an und versprachen Sicherheit, um die Einwohner auf Thieus Seite zu ziehen. Das Programm war bisher an häufig fehlender Abstimmung zwischen US- und ARVN-Truppen, nicht weitergeleiteten oder verschleppten Entscheidungen in den korrupten Saigoner Behörden, mangelhafter Ausbildung der Rekruten und vielen Anschlägen der NLF auf sie gescheitert. Erst nach der Tet-Offensive und infolge des Phoenix-Tötungsprogramms zeigten die Beeinflussungsversuche breitere Wirkung.
Ab Herbst 1968 übergab das US-Militär im Zuge der von Johnson versprochenen „De-Amerikanisierung“ der ARVN mehr Eigenverantwortung. Dazu wurde diese von 685.000 auf 800.000 Mann vergrößert, ihre Ausbildung verbessert und ihre Bewaffnung modernisiert. Abrams ließ ARVN- und US-Einheiten erstmals gemeinsam kämpfen, um ihnen die Offensiven gegen die NLF allmählich ganz zu überlassen. Südvietnams Generäle waren jedoch nicht an einer Ausweitung der Kampfeinsätze interessiert. Die Desertionen in der ARVN stiegen sprunghaft an. Die Stadtbevölkerung Südvietnams sah sich von den USA verraten. Am 1. November 1968 stellte Johnson die Bombardierung Nordvietnams ein. Diese Maßnahme und der von Johnson verkündete Durchbruch in Richtung Friedensverhandlungen mit Vietnam erfolgte auch aus taktischen Gründen vor dem Hintergrund der Präsidentschaftswahl und ging als ein sogenannter October Surprise in die Geschichte ein.

### „Vietnamisierung“

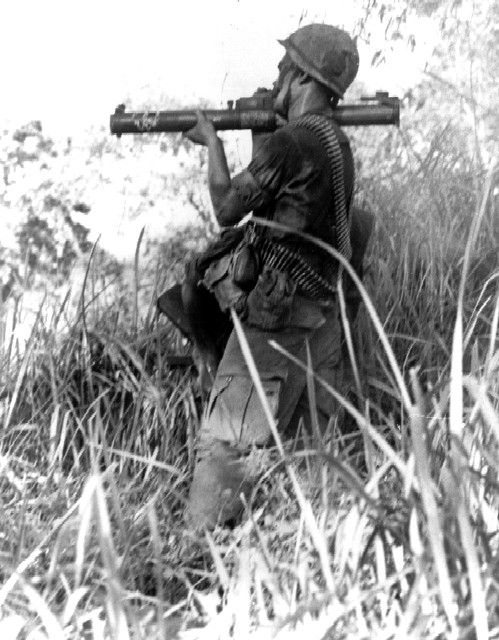
Soldat der 101. US-Luftlandedivision in Vietnam

Der Republikaner Richard Nixon war als strikter Antikommunist bekannt. Er hatte 1954 einen US-Luftangriff auf Dien Bien Phu gefordert, Diems Diktatur und die Eskalation der Bombardierungen vorbehaltlos unterstützt. Er glaubte wie seine Vorgänger an die Dominotheorie, wollte Südvietnam daher unbedingt erhalten und die US-Unterstützung nicht aufgeben. Er sah den Vietnamkrieg aber als Hindernis dafür, die globale Hegemonie der USA in einer multipolaren, von mehreren Großmächten dominierten Welt zu wahren. Daher strebte er mit Geheimdiplomatie eine Entspannung der Beziehungen zur Sowjetunion und Volksrepublik China an, die auch deren Waffenhilfe an Nordvietnam beenden sollte. Dazu zentralisierte er die politischen Entscheidungsprozesse seiner Regierung im Nationalen Sicherheitsrat um Sicherheitsberater Henry Kissinger. Nixons Außenminister und Verteidigungsminister blieben profillose Befehlsempfänger.
Nixon gewann die US-Präsidentschaftswahl 1968 mit dem Versprechen, einen „Frieden mit Ehre“ auszuhandeln. Zu seinem Wahlsieg trug bei, dass Thieu seine Teilnahme an den Pariser Gesprächen drei Tage vor dem US-Wahltermin absagte. Nixon hatte Thieu zuvor über Anna Chennault kontaktiert und ihn dazu gedrängt, die Verhandlungen noch vor der Wahl scheitern zu lassen. Er wollte ebenso wenig wie seine Vorgänger vor US-Bürgern und Verbündeten als Verlierer des Vietnamkriegs dastehen, sondern sie von seinem Friedenswillen überzeugen und zugleich Nordvietnam zur Akzeptanz des Saigoner Regimes zwingen, um den US-Kriegseinsatz ohne Glaubwürdigkeitsverlust beenden zu können. Darum lehnten er und Kissinger einen einseitigen Abzug der US-Truppen ab. Um innenpolitisch die nötige Zeit für einen Verhandlungserfolg mit Nordvietnam zu gewinnen und seine Deeskalationsabsicht zu zeigen, schlug Nixon am 14. Mai 1969 im US-Fernsehen den gleichzeitigen Abzug der NVA- und US-Truppen vor und garantierte den Erhalt des Thieu-Regimes. Am 8. Juni sagte er Thieu bei ihrem ersten Treffen zu, die ARVN für die Selbstverteidigung angemessen aufzurüsten und ihn stets von allen Geheimgesprächen mit Hanoi zu unterrichten. Am 9. Juli zogen die ersten US-Soldaten aus Südvietnam ab. Hanoi lehnte Nixons Vorschläge jedoch umgehend ab, da die von den USA abhängige ARVN bloß deren Krieg fortsetzen solle. Im Juli bildete die NLF eine provisorische Revolutionsregierung (PRG), die Hanoi sofort als einzige legitime Vertretung des südvietnamesischen Volkes anerkannte. Die PRG wurde in allen von der NLF beherrschten Gebieten organisiert und durch Nguyễn Thị Bình in Paris vertreten. Am 30. Juli versprach Nixon Thieu bei seinem Besuch in Saigon streng vertraulich weitere Bombardierungen Nordvietnams, damit Thieu dem US-Truppenabzug zustimmte.
Nach der am 25. Juli 1969 erklärten Nixon-Doktrin wollten die USA verbündete asiatische Staaten weiterhin militärisch und ökonomisch unterstützen, aber ihnen die militärische Selbstverteidigung überlassen. Damit gab Nixon die von Johnson im Vorjahr eingeleitete Deeskalation als seinen Politikwechsel aus. In Südvietnam wurde diese „Vietnamisierung“ als US-Innenpolitik auf Kosten der ARVN abgelehnt. Creighton W. Abrams bremste wegen seiner Erfahrungen mit der ARVN das Abzugstempo. Die USA erhöhten deren Truppen auf über eine Million Mann, rüsteten sie mit modernen Waffensystemen auf und bildeten sie daran aus. Die Kämpfe der ARVN mit NLF und NVA nahmen danach ab und einige ARVN-Einheiten waren militärisch erfolgreich. Jedoch blieben Desertionen und Korruption in der ARVN verbreitet. Das Thieu-Regime blieb unpopulär und von US-Finanzhilfe abhängig.
Im März 1970 weitete Thieu auf Druck der USA das Pazifierungsprogramm aus und beschloss eine Landreform. Bis 1972 erhielten 800.000 südvietnamesische Familien Land. Der Anteil der Grundeigentümer stieg von 29 auf 56 % der Bevölkerung. Mit dem Ausbau der Infrastruktur und Produktionsanreizen gelang es Thieus Regime in zwei Jahren, weite Teile Südvietnams zu kontrollieren. Wegen der durch Flüchtlingsströme veränderten Besiedlungsstruktur, dem fortgesetzten Phoenixprogramm, dessen Brutalität der NLF neue Anhänger zutrieb, der Korruption in den Behörden, einer weiteren manipulierten Wahl und der allgemeinen Kriegsmüdigkeit erhielt Thieu jedoch weiterhin kaum Sympathien der Bevölkerung und verfehlte damit sein Ziel, Südvietnam dauerhaft zu stabilisieren. Ein Bericht des US-Senats resümierte im Februar 1970: Unter Thieu bleibe Südvietnam auf US-Hilfe angewiesen, die Vietnamisierung könne mit ihm nur scheitern.
Ab Juni 1969 zogen die USA 25.000, ab September weitere 60.000, ab März 1970 150.000, 1971 177.000 US-Soldaten aus Südvietnam ab. Etwa alle sechs Monate folgten weitere 50.000 Mann. Ende 1970 standen noch 334.000, 1971 noch 157.000, 1972 noch 95.000 (davon nur 6000 Kampftruppen), Anfang 1973 noch 27.000 US-Soldaten in Südvietnam.

### Invasionen in Kambodscha und Laos

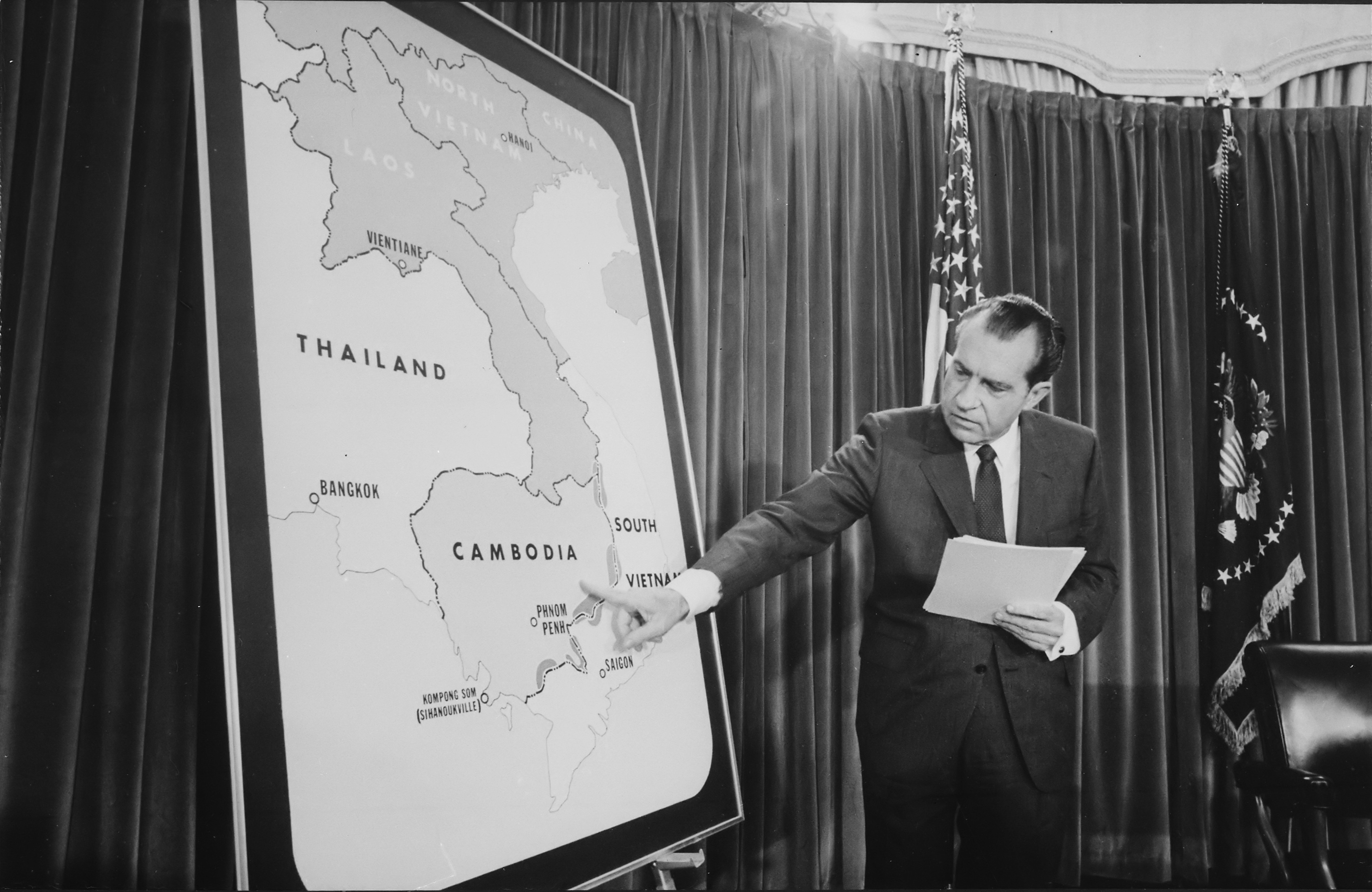
US-Präsident Richard Nixon gibt am 30. April 1970 den Angriff auf Kambodscha bekannt

Nixon wollte seinen Ruf als Antikommunist nutzen und Nordvietnam durch unberechenbares Vorgehen überzeugen, er würde sogar einen Atomkrieg riskieren, um einen Erfolg der Pariser Gespräche zu erzwingen. Er nannte diese Strategie intern Madman theory. Im Februar 1969 befahl er die streng geheime Operation MENU, von der nicht einmal der Stabschef der Air Force erfuhr. Dabei warf die US-Luftwaffe mit stillschweigender Duldung von Prinz Norodom Sihanouk in 14 Monaten rund 100.000 Tonnen Bomben auf Rückzugsgebiete der NLF und NVA in Kambodscha und Laos. Anschließend durchsuchten US-Spezialtrupps die betroffenen Gebiete, um Überlebende zu töten. Dabei starben eine unbekannte Menge Zivilisten. Der Nachschub für die NLF verringerte sich um nur 10 %. Die NVA wich ins Landesinnere Kambodschas aus und verstärkte den laufenden Kambodschanischen Bürgerkrieg. Im Juni 1969 stellte Nixon Nordvietnam ein Ultimatum bis zum 1. November, in Verhandlungen über einen wechselseitigen Truppenabzug aus Südvietnam einzuwilligen, und drohte andernfalls mit schweren Folgen. Als Hanoi ablehnte, brachten seine Sicherheitsberater Nixon nur mit Mühe davon ab, Luftangriffe auf Hanoi und eine Seeblockade Nordvietnams zu befehlen.

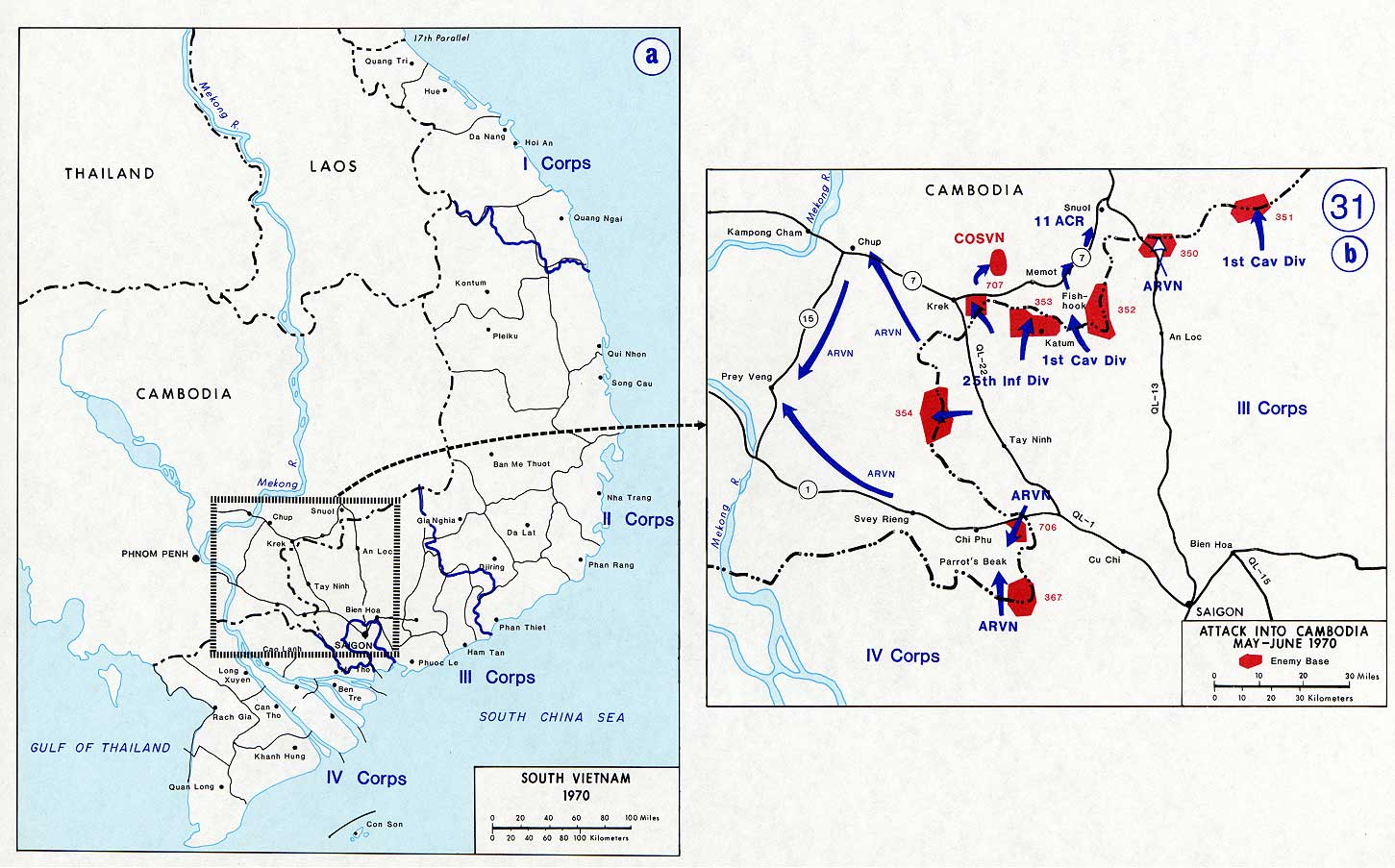
Südvietnam 1970 und der Einfall in Kambodscha

Am 18. März 1970 stürzte der US-freundliche Minister Lon Nol den Regenten Kambodschas, Prinz Sihanouk. Die Beteiligung der CIA an dem Putsch bleibt unbewiesen. Lon Nol wollte die Roten Khmer und die mit ihnen verbündeten NVA-Kräfte vertreiben. Nach seinem Sturz beschloss Sihanouk, die Roten Khmer zu unterstützen. Ihre Reihen wuchsen von 6.000 auf 50.000 Kämpfer an. Am 29. März 1970 startete Nordvietnam auf Wunsch der Roten Khmer eine Offensive gegen die kambodschanische Armee. Sie überrannten schnell große Teile Ostkambodschas und übergaben die neu gewonnenen Gebiete den Roten Khmer.
Diese Lage nutzte die US-Armee für eine Bodenoffensive gegen Grenzgebiete Kambodschas nahe Saigon, in denen sie das Hauptquartier der NLF vermutete. Am 1. Mai 1970 rückten dort 43.000 Soldaten der ARVN und 31.000 US-Soldaten ein. In der „Schlacht von Kambodscha“ töteten sie rund 2000 NLF-Kämpfer, zerstörten viele Waffenlager und Bunker, ohne aber das Hauptquartier zu finden. Die meisten NLF-Kräfte wichen weiter ins Landesinnere aus und halfen dort den Roten Khmer, ihre Herrschaft allmählich auf fast 50 % Kambodschas auszudehnen. Zugleich dünnte der Vorstoß die US- und ARVN-Truppen in Südvietnam aus und entlastete somit die dortigen NLF-Kräfte. In den USA wuchsen die Proteste auch im US-Kongress auf einen Höchststand, so dass Nixon die Invasion Kambodschas im Juni 1970 beenden musste.
Im September 1969 beschloss der US-Kongress ein gesetzliches Verbot von US-Bodentruppen in Thailand und Laos. Am 10. Oktober 1969 drohte Nixon mit dem Start kernwaffenbestückter Bomber im Rahmen der Operation Giant Lance mit seiner Entschlossenheit zu einem Dritten Weltkrieg, womit er die Sowjetunion vergeblich einzuschüchtern suchte. Im Dezember 1970 verbot der Kongress Nixon US-Bodeneinsätze in Laos. Vom 8. Februar bis 24. März 1971 versuchte die ARVN allein die Nachschublinien der NLF in Laos zu unterbrechen (Operation Lam Son 719), um der Vietnamisierung und Verhandlungen mit Nordvietnam Zeit zu verschaffen. Doch die NLF erfuhr von den Einsatzplänen und schlug die ARVN-Truppen in die Flucht. Nur massive US-Luftangriffe verhinderten, dass sie völlig aufgerieben wurden.
Weitere schwere Luftangriffe der USA auf Kambodscha und Laos fanden in den Operationen „Commando Hunt“ von 1968 bis 72 und „Freedom Deal“ von 1970 bis 73 statt. Die Ziele dieser Operationen wurden jedoch nicht erreicht. Die Kambodschanische Regierung schätzte später, dass insgesamt mehr als 20 Prozent der Güter des Landes während des Bürgerkriegs zerstört wurden. Zwei Millionen Menschen von sieben Millionen Einwohnern wurden während des Bürgerkriegs aus den ländlichen Gebieten in die Städte vertrieben, insbesondere nach Phnom Penh, das von etwa 600.000 im Jahr 1970 auf eine geschätzte Bevölkerung von fast zwei Millionen im Jahr 1975 anwuchs.

### Oster-Offensive 1972

Karte zur Entwicklung in Indochina 1971 bis 1973

Nach der verlorenen Tet-Offensive hatte NLF-General Giap dem Aufbau konventioneller Streitkräfte in Südvietnam Vorrang vor Guerillagefechten gegeben. Für diesen Aufbau erhielt Nordvietnam 1970 neue Waffenlieferungen von Sowjetunion und China, indem es ihren Konflikt geschickt ausnutzte. Die NLF festigte während der Kambodscha-Invasion 1970 ihren Einfluss im Mekongdelta, band dort dauerhaft ARVN-Kräfte und konnte so bis Mitte 1971 auch in anderen Teilen Südvietnams wieder Fuß fassen. Im Juli 1971 bot Kissinger der Volksrepublik China bessere Beziehungen zu den USA an, wenn sie Hanoi zum Einwilligen in Kompromisse bei den Pariser Gesprächen nötigen würde. Nixon wollte die Volksrepublik China als erster US-Präsident im Februar 1972 besuchen. Nordvietnams Premierminister Phạm Văn Đồng konnte Mao nicht von diesem Besuchsplan abbringen. Um der befürchteten Annäherung zwischen USA und China zuvorkommen, bereitete Hanoi eilig einen Großangriff der NVA auf Südvietnam vor.
Erneut schätzten US-Geheimdienste beobachtete Truppenbewegungen in Nordvietnam falsch ein. Im März überschritten 120.000 NVA-Soldaten in drei Angriffskeilen die Grenzen zu Südvietnam und eroberten in wenigen Tagen die fünf nördlichen Provinzen, große Teile des zentralen Hochlandes mit Kon Tum und drangen bis auf 70 km vor Saigon vor. Da Thieu alle ARVN-Kräfte zum Schutz der Großstädte zusammenziehen musste, eroberte die NLF im Mekongdelta viele ARVN-Basen. Dies zeigte dem Thieu-Regime, dass Frieden nur mit der NLF erreichbar wäre, und den USA, dass die Vietnamisierung ebenso illusorisch war wie ein militärischer Sieg.
Für Nixon waren eine militärische Niederlage und der Verlust Südvietnams im Wahljahr 1972 jedoch unannehmbar. Er kündigte am 8. Mai 1972 als bisher schwerste Eskalation des Kriegs die Verminung des Hafens von Hải Phòng, eine Seeblockade und erneute Flächenbombardierungen Nordvietnams an. Bei dieser Operation Linebacker warf die US-Luftwaffe im Juni 112.000 Tonnen Bomben ab, darunter erstmals auch sich selbst elektronisch ins Ziel steuernde präzisionsgelenkte Munition (eng. Smart Bombs). Diese unterbrachen den Nachschub für die NVA wirksam, sodass die ARVN deren Kräfte bis zum Juli zurückschlagen konnte. Dabei starben rund 100.000 NVA- und 25.000 ARVN-Soldaten. Erneut flohen hunderttausende Südvietnamesen aus ihren Dörfern. Entgegen der Warnungen der Berater Nixons protestierten die Sowjetunion und China nur schwach gegen die Eskalation und setzten ihre Entspannungspolitik mit den USA fort. Dies zeigte Hanoi, dass Kompromisse mit den USA unvermeidbar waren. Die meisten US-Bürger stimmten der erneuten Bombardierung Nordvietnams laut Umfragen zu. Jedoch wuchs der Widerstand im US-Kongress, den Krieg weiter zu finanzieren.

### Pariser Waffenstillstand
Kissinger hatte seit 1967 Kontakte mit Vertretern Nordvietnams. In Nixons Auftrag, von dem weder Thieu noch US-Außenminister William P. Rogers wussten, bot er Hanoi im Dezember 1968 und erneut im Mai 1969 Geheimgespräche an, um die mit vier Parteien komplizierten Pariser Gespräche zu umgehen und Thieu, der jede Reduktion von US-Hilfe ablehnte, zu Kompromissen zu zwingen. Er sah voraus, dass sich das Saigoner Regime nach dem US-Truppenabzug nicht halten würde. Die Geheimgespräche sollten den USA einen Rückzug ohne Glaubwürdigkeitsverlust gestatten. Am 21. Februar 1970 traf Kissinger erstmals den kommunistischen Spitzenpolitiker Lê Đức Thọ, mit dem er fortan regelmäßig verhandelte. Tho sah Nordvietnam als Sieger des Kriegs und lehnte jede Lösung ab, die den Kommunisten in Südvietnam keine dominante Rolle zubilligen würde. Erst nach der Bombardierung 1972 sah er das Anliegen der USA, ohne Gesichtsverlust aus dem Krieg herauszukommen, als im eigenen Interesse liegend an.
Kissinger konnte jedoch keinen wechselseitigen Truppenabzug durchsetzen, da der einseitige Truppenabzug der USA weit fortgeschritten war und US-Kongress wie US-Bürger eine weitere Eskalation ablehnten. Im Herbst 1972 erkannte Tho den Fortbestand des Thieu-Regimes vorläufig an und schlug einen nationalen Rat zur Vorbereitung allgemeiner Wahlen vor, in dem auch die NLF und neutrale Gruppen gleichberechtigt vertreten sein sollten. Nordvietnam werde einem Waffenstillstand sofort zustimmen und alle Kriegsgefangenen austauschen, falls die USA ihre Angriffe einstellen und in 60 Tagen aus Südvietnam abziehen würden. Kissinger setzte ein gemeinsames Kontrollgremium für den Waffenstillstand und internationale Überwachung des Friedensprozesses durch.
Thieu, der in Paris nicht mitverhandelt hatte, hatte inzwischen durch seinen Geheimdienst von Kissingers Geheimgesprächen mit Tho erfahren. Daraufhin lehnte er den Vertragsentwurf strikt ab. Kissinger versuchte den Kompromiss mit diplomatischem Druck zu retten und erklärte am 25. Oktober: „Wir glauben, der Frieden steht vor der Tür.“ Damit begünstigte er Nixons hohen Wahlsieg im November 1972. Dieser wollte ein für die USA und Südvietnam günstigeres Abkommen aushandeln. Er überließ der ARVN große Waffenbestände der US-Armee (Operation Enhance Plus) und versprach Thieu in geheimen Briefen, er werde weitere Luftangriffe anordnen, falls Hanoi den Waffenstillstand nach dem US-Abzug missachte. Am 13. Dezember befahl er die Operation Linebacker II, um Hanoi zum Einlenken zu zwingen. Dabei flog die US-Luftwaffe vom 18. bis 29. Dezember 1972 (außer am Heiligabend) pausenlos 3.500 Angriffe auf Nordvietnam, tötete 2.000 Zivilisten und zerstörte einige Viertel Hanois. Damit erreichte das Ansehen der USA weltweit einen historischen Tiefpunkt.

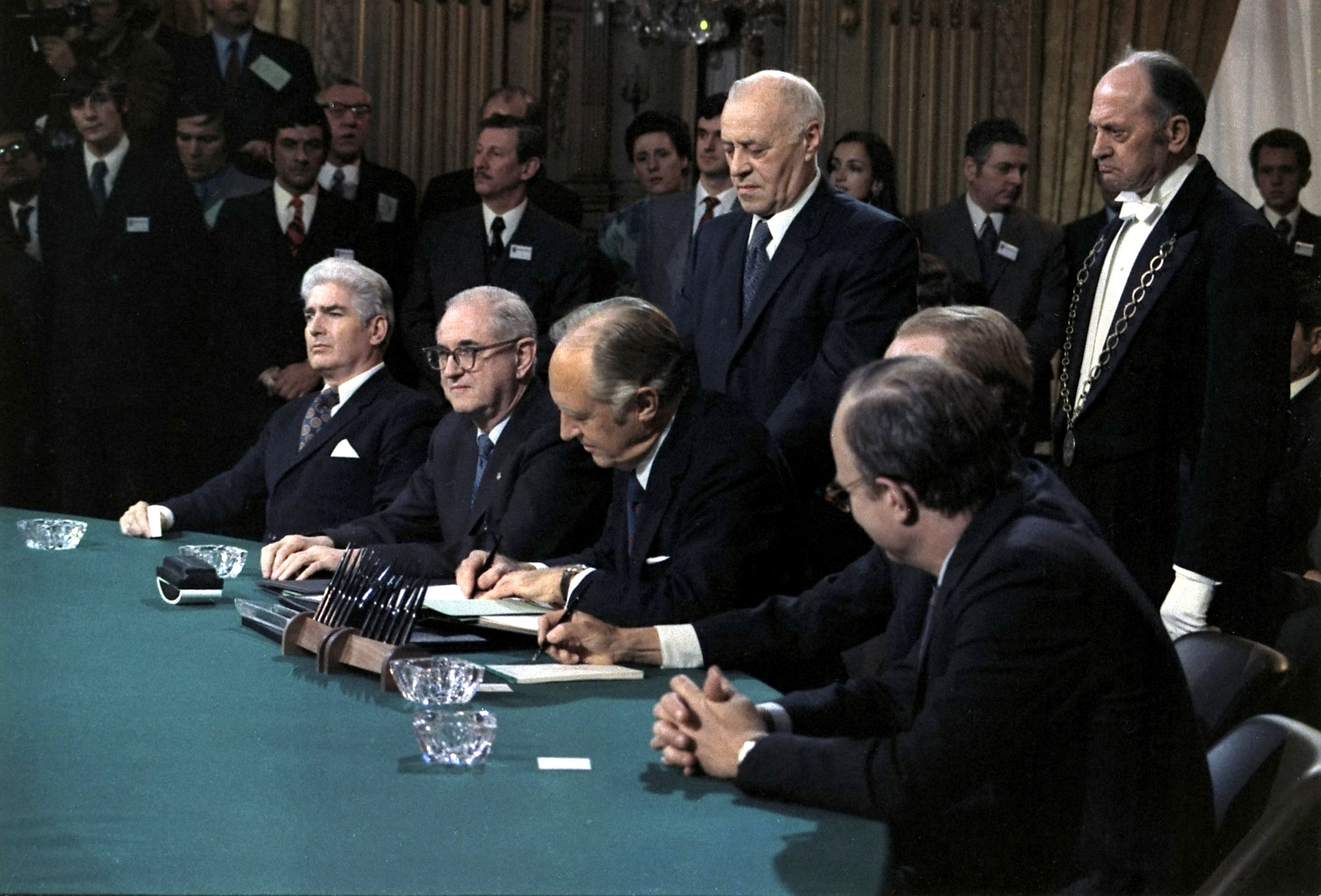
Unterzeichnung des Pariser Abkommens

Danach beteiligte sich Nordvietnam wieder an den Pariser Gesprächen. Der Vertragsentwurf vom Oktober wurde nur noch in Randdetails verändert. Am 27. Januar 1973 unterzeichneten alle Beteiligten das Pariser Abkommen. Es verpflichtete die USA zum vollständigen Truppenabzug in 60 Tagen, Nordvietnam zur Freilassung aller Kriegsgefangenen, untersagte allen Fremdmächten militärische Einmischung in Laos und Kambodscha, erlaubte Nordvietnam, etwa 140.000 NVA-Soldaten in Südvietnam zu lassen, und der NLF, die von ihr kontrollierten Gebiete bis zur allgemeinen Wahl zu verwalten. Die entmilitarisierte Zone um den 20. Breitengrad wurde in eine vorläufige Demarkationslinie umgewandelt und war somit keine völkerrechtlich anerkannte Grenze mehr. Damit erfüllte der Vertrag alle Hauptforderungen Nordvietnams, nicht aber Südvietnams, das den Verbleib von US-Truppen im Land und Abzug der NVA gefordert hatte. Sein Fortbestand hing allein davon ab, ob die USA Nixons geheime briefliche Zusagen an Thieu einhalten würden. Zudem versprach Nixon Nordvietnam in einem geheimen Zusatzprotokoll Milliardenhilfe für den Wiederaufbau. Bis Ende März verließen offiziell die letzten stationierten und kriegsgefangenen US-Soldaten Vietnam. Erstmals seit etwa 100 Jahren standen dort keine ausländischen Truppen mehr. Die US-Regierung stellte das Abkommen als den von Nixon fünf Jahre zuvor versprochenen „ehrenvollen Frieden“ dar, obwohl ihr die Vertragsmängel bewusst waren. Kissinger schätzte die Überlebensdauer des Thieu-Regimes auf anderthalb Jahre.

### Nordvietnam erobert Südvietnam

Eroberung Südvietnams

Von März bis 15. August 1973 bombardierte die US-Luftwaffe weiterhin Kämpfer der Roten Khmer in ganz Kambodscha mit 250.000 Tonnen Sprengstoff. Die US-Luftwaffe argumentierte, dass die Bombardierung den Fall von Phnom Penh an die Roten Khmer verhindert habe, die die Stadt belagert hatten. Nixon musste die Angriffe einstellen lassen, weil der US-Kongress im Juni alle Finanzmittel dafür gestrichen hatte. Zudem setzte der Kongress Wirtschaftshilfe für Nordvietnam aus, bis alle Fälle vermisster US-Soldaten geklärt wären. Im November beschloss er die War Powers Resolution. Sie befristete jede künftige US-Militärintervention auf zunächst 60 Tage, die der US-Präsident nur mit Erlaubnis einer Mehrheit der Kongressabgeordneten verlängern konnte oder in weiteren 30 Tagen beenden musste. Der Kongress leitete zudem das Amtsenthebungsverfahren gegen Nixon ein. Darum konnte dieser sein Beistandsversprechen an Thieu nicht einhalten.
Beide Regimes in Vietnam brachen häufig das Pariser Abkommen. Die ARVN-Generäle nahmen nicht am Nationalen Rat teil und besetzten 1973 etwa 1.000 Dörfer, um ihren Machtbereich auszudehnen. Obwohl die ARVN mit 1,1 Millionen fast viermal so viele Soldaten hatte wie die NVA, hatten bei ihr zwei Drittel davon, bei der NVA nur 10 % (etwa 30.000 Soldaten) stationäre und defensive Aufgaben. Sie überließen der ARVN kampflos Gebiete, die im Kriegsfall nur schwer zu verteidigen wären. Nordvietnam baute den Ho-Chi-Minh-Pfad zu einer breiten Straße mit Versorgungslagern aus und legte eine 2.000 km lange Pipeline bis ins südliche Kambodscha an. Bis zum Jahresende 1974 kontrollierte die NVA ein relativ geschlossenes Gebiet in Südvietnam. Die NLF band 50 % der ARVN-Truppen im Mekongdelta.
Durch den Abzug der US-Armee verloren 300.000 Südvietnamesen ihre Arbeitsplätze; die Arbeitslosigkeit stieg in Südvietnam auf 40 %. Die Ölkrise 1973 verteuerte Importe und verstärkte Inflation und Rezession. Zudem verursachte das Thieu-Regime durch Marktkontrolle erhöhte Preise und sinkende Vorräte für Reis. Es kam zu Versorgungsengpässen in den Städten. 1974 bewilligte der US-Kongress der ARVN noch 700 Millionen Dollar Militärhilfe, die nach Abzug von Transportkosten auf 300 Millionen sanken und somit kaum noch effektive Kampfeinsätze ermöglichten. Wegen sinkender Kampfmoral und zu niedrigem Sold desertierten 1974 240.000 ARVN-Soldaten. Die Korruption in und zwischen den Truppenteilen wuchs. Da viele ihrer Soldaten plünderten, lehnten immer mehr Bauern die ARVN ganz ab. Südvietnams nichtkommunistische Opposition war zerstritten. Die Oberschicht brachte allmählich ihren Besitz aus dem Land. Thieu blieb passiv und verließ sich bis zu Nixons Rücktritt im August 1974 auf die Zusagen der noch 9000 US-Militärberater, die USA würden ihm notfalls beistehen.

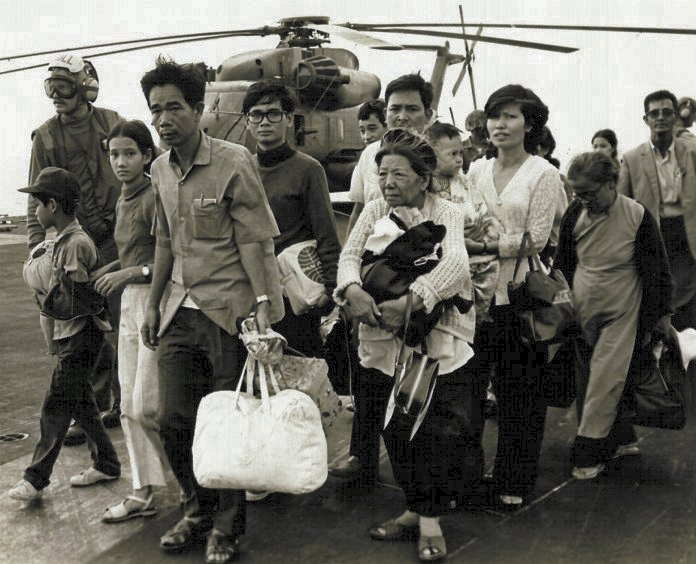
Flucht von Vietnamesen vor den kommunistischen Truppen

Anfang Dezember 1974 besetzte die NLF die Provinzhauptstadt Đồng Xoài nahe Kambodscha. Am 18. Dezember beschloss Hanoi daraufhin eine Frühjahrsoffensive der NVA zur Eroberung des zentralen Hochlandes Südvietnams, um 1976 einen Aufstand in den Großstädten einzuleiten. Im März 1975 überschritt die NVA die Demarkationslinie nach Südvietnam mit 16 Divisionen und eroberte wie geplant zunächst Ban Me Thuot. Thieu gab das zentrale Hochland daraufhin auf und befahl der ARVN den Rückzug in die Küstenregion um Saigon, um seine Herrschaft zu retten. Der befehlshabende ARVN-General verließ jedoch mit seiner Familie das Land. Die führerlosen ARVN-Truppen flohen ungeordnet und ermöglichten so der NVA das ungehinderte Vorrücken. Am 25. März eroberte sie Huế, Tage später Đà Nẵng, im April Pleiku, Nha Trang und Bien Hoa ohne die erwarteten verlustreichen Schlachten. Nun beschloss Hanoi, auch Saigon anzugreifen; dieser letzte Akt des Krieges wird im englischsprachigen Raum als Ho Chi Minh Campaign (Ho-Chi-Minh-Feldzug) bezeichnet.
Am 21. April 1975 floh Thieu ins Ausland; General Duong Van Minh übernahm für neun Tage sein Amt. Gerald Ford, der als Vizepräsident in Nixons Amt nachgerückt war und seine Wahlchancen zum US-Präsidenten wahren wollte, lehnte wie von Hanoi erwartet erneute US-Luftangriffe und Soforthilfen für die ARVN gegen den Rat von US-Stabschef Frederick C. Weyand ab. Während der US-Kongress darüber beriet, rückte die NVA schon gegen Saigon vor.
Am 21. April erreichte sie Saigons Stadtrand. Erst daraufhin leiteten CIA und US-Militärberater eine Evakuierung ein. In der Woche darauf brachten US-Piloten pro Tag etwa 7.500 Personen mit Passagierflugzeugen aus Saigon. Am 28. und 29. April zerstörten nord- und südvietnamesische Bomben den Flughafen. Große US-Helikopter brachten am 29. und 30. April nochmals 7.014 Personen aus der Stadt auf US-Flugzeugträger vor der Küste. Insgesamt verließen über 130.000 Südvietnamesen ihr Land; etwa 30.000 davon erreichten die Philippinen. Als deren Präsident Marcos die weitere Aufnahme von Flüchtlingen verweigerte, nahm Guam 50.000 Südvietnamesen auf. Auf dem Gelände der US-Botschaft kam es in den letzten 18 Stunden der Evakuierung mit Hubschraubern (Operation Frequent Wind) zum Kampf zwischen fluchtwilligen Vietnamesen und US-Bürgern sowie zu Schusswechseln zwischen US-Wachpersonal und ARVN-Soldaten. Am 30. April nahm die NVA die Innenstadt und um 11:30 den Präsidentenpalast Saigons ohne Widerstand ein. Sie wurde von einigen Südvietnamesen freudig begrüßt. Am Nachmittag erklärte Duong Van Minh die Kapitulation, die nur der deutsche Journalist Börries Gallasch aufzeichnete.

## Bilanz

### Tote und Verletzte
Die Gesamtzahl der durch diesen Krieg getöteten Vietnamesen wird verschieden geschätzt, weil Kriegszeitraum und Kriegsgebiete verschieden bestimmt werden, amtliche Aufzeichnungen fehlen, geheim gehalten oder gefälscht wurden, viele Opfer nicht identifizierbar oder unauffindbar waren und bis heute Menschen an kriegsbedingten Schäden sterben.
Im Jahr 1978 schätzte Guenter Lewy insgesamt 1.353.000 Menschen, darunter 627.000 Zivilisten, 444.000 kommunistische Soldaten und 282.000 amerikanische und südvietnamesische Soldaten, die zwischen 1965 und 1974 durch Kriegshandlungen getötet wurden. Ein Komitee des US-Senats aus dem Jahr 1975 schätzte etwa 1,4 Millionen zivile Opfer in Südvietnam aufgrund des Krieges, darunter 415.000 Tote zwischen 1965 und 1974. Rudolph J. Rummel schätzt, dass von 1960 bis 1975 1.747.000 Vietnamesen im Krieg getötet wurden. Hinzu kommen vietnamesische, laotische und kambodschanische Opfer der Demozide, die vor, in und nach diesem Krieg stattfanden. Marc Frey schätzte 2,3 Millionen von 1961 bis 1975 im Krieg getötete Vietnamesen. Gesamtschätzungen reichen bis zu vier Millionen, etwa einem Achtel der Gesamtbevölkerung Vietnams, davon 2,6 Millionen Südvietnamesen und 1,1 Millionen NVA- und NLF-Kämpfer. Befragte US-Bürger glaubten dagegen, es habe nur etwa 100.000 vietnamesische Kriegsopfer gegeben.

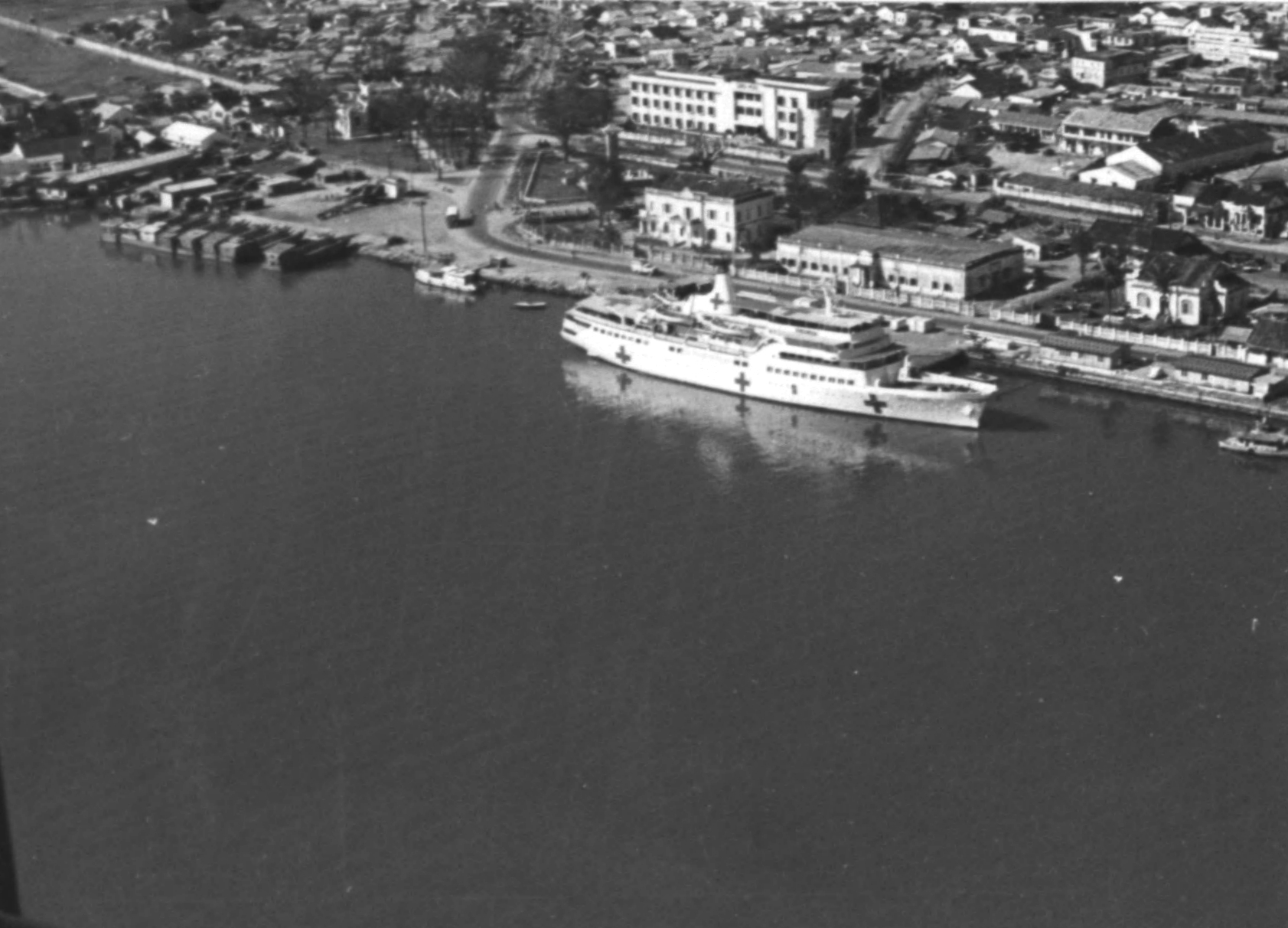
Das deutsche Hospitalschiff Helgoland versorgte 1967 bis 1972 vornehmlich zivile Opfer in Vietnam.

Nordvietnam veröffentlichte während des Kriegs keine oder viel zu niedrige Verlustzahlen, um Demoralisierung oder Aufstände der eigenen Bevölkerung zu vermeiden. Am 3. April 1995 gab Vietnam bekannt, dass von 1954 bis 1975 im Krieg je zwei Millionen nord- und südvietnamesische Zivilisten (12–13 % der Gesamtbevölkerung) und 1,1 Millionen NVA-Soldaten und NLF-Kämpfer gestorben seien. 600.000 Soldaten seien verwundet worden. Zudem töteten im Krieg verwendete Sprengsätze, etwa Landminen, nach Angaben Vietnams von 1975 bis 2011 über 42.000 und verletzten über 62.000 Vietnamesen.
Demnach starben im Vietnamkrieg etwa viermal so viele Zivilisten wie Soldaten. Als Ursachen dafür gelten die hochtechnisierte Kriegführung, massive Flächenbombardements und Artilleriebeschuss in bewohnten Gegenden, das wahllose Töten in Free-Fire-Zonen, die Gleichsetzung von Bauern und Guerillakämpfern und der Einsatz chemischer Kampfmittel auf Distanz.
Das US-Militär registrierte seit dem 8. Juni 1956 exakt 58.220 in Vietnam getötete US-Soldaten. 55.661 davon starben in Südvietnam, 40.934 in Kämpfen, besonders viele in den Jahren 1967 (11.100), 1968 (16.600) und 1969 (11.600). 38.000 gehörten zum Heer, ungefähr 14.000 zur Marineinfanterie. 49.380 waren Weiße, 7.243 Afroamerikaner. 48.717 waren einfache Soldaten, 7.881 Offiziere. Über die Hälfte waren 21 Jahre oder jünger, 18 davon hatten noch nicht ihr 18. Lebensjahr vollendet. Der jüngste Gefallene war ein 15-jähriger Marineinfanterist, der bei seiner Rekrutierung ein falsches Geburtsdatum angegeben hatte. 18 % der Todesfälle wurden durch Friendly Fire verursacht. 153.303 US-Soldaten wurden verwundet. Die mit den USA und Südvietnam verbündeten Truppen verloren zusammen 5.264 Soldaten, über 4.000 davon aus Südkorea. Laut Schätzungen von amerikanischen Veteranengruppen nahmen sich über 100.000 amerikanische Vietnamkriegsveteranen das Leben. Nach Meinung des ehemaligen Soldaten Manus Campell aus New Jersey ist die Zahl sogar noch höher, bedingt durch als Verkehrsunfälle getarnte Suizide, die er als Polizist immer wieder beobachtete.

### Folgeschäden
Die kriegsbedingte Bevölkerungsstruktur, soziale Umwälzungen, Verwüstungen, Kriegsverletzungen, Traumatisierungen und Folgekrankheiten belasten Millionen Vietnamesen und verkürzen ihre Lebenserwartung. Bei Kriegsende 1975 hatte Südvietnam eine Million Kriegswitwen, 875.000 Waisenkinder, 200.000 Behinderte und 200.000 Prostituierte. Hinzu kommen die Folgen interner Vertreibungen und Fluchtwellen. Während des laotischen Bürgerkriegs zwischen 1960 und 1970 flohen bis zu 700.000 Menschen, 40 % von ihnen Mitglieder der Meos, vor den Kämpfen und den Bombenangriffen der US Air Force. 20.000 bis 62.000 Laoten starben während des Krieges.

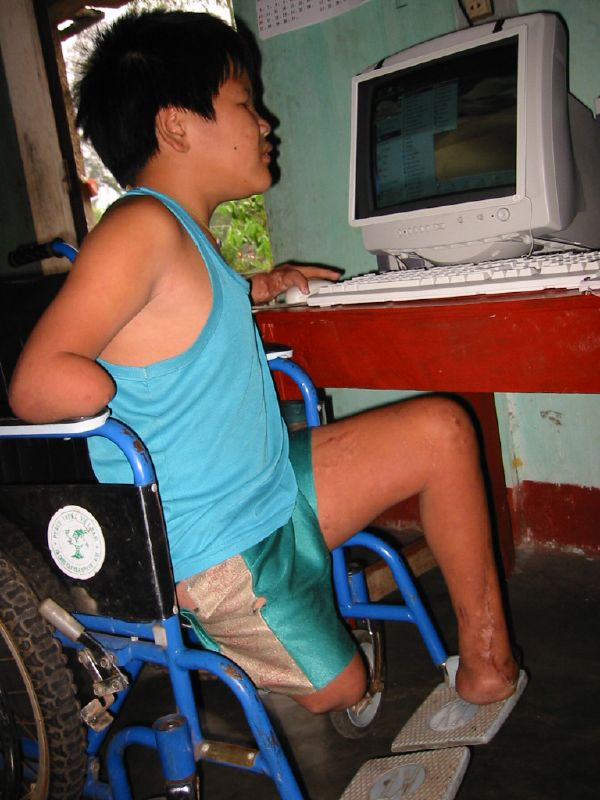
Landminen-Opfer in Vietnam

Wissenschaftler schätzen, dass die US Air Force von 1965 bis 1971 die zwei- bis dreifache Menge an Bombenmunition (bis zu sieben Millionen Tonnen) auf Vietnam abwarf wie im gesamten Zweiten Weltkrieg. Sie hinterließen geschätzte 21 Millionen Bombenkrater; manche Regionen Vietnams sind so dicht übersät damit, dass sie einer Mondlandschaft gleichen. Geschätzte 3,5 Millionen Landminen und etwa 300.000 Tonnen nicht explodierter Kriegsmunition befinden sich im Boden Vietnams.

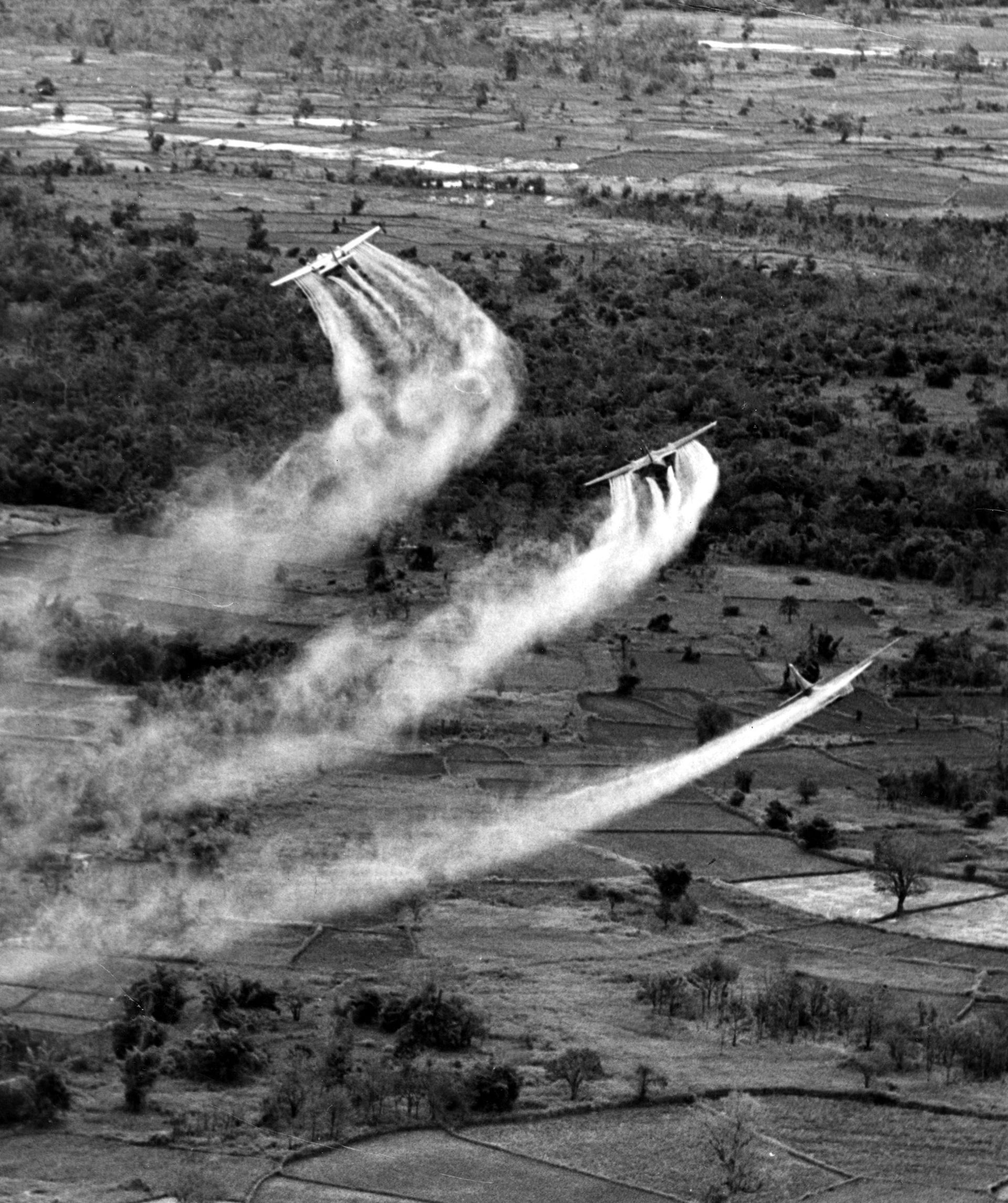
U.S. Fairchild UC-123B versprühen Agent Orange

Dioxinhaltige Herbizide, vor allem Agent Orange, richteten langfristige Umweltschäden an. Die versprühte Menge entspricht 400 kg reinem Dioxin. Sie traf geschätzte 3,3 Millionen Hektar Wald, kontaminierte 3.000 vietnamesische Dörfer und vergiftete geschätzte 24.000 Quadratkilometer dauerhaft. Dieses Siebtel der Gesamtfläche Südvietnams umfasst einen weit höheren Prozentsatz der einst fruchtbaren Ländereien und Wälder. Zudem wurden 1.200 Quadratmeilen (etwa 3.000 km²) Südvietnams mit Planierraupen eingeebnet. 2007 litten eine Million Erwachsene und 150.000 Kinder in Vietnam an Krebskrankheiten, psychischen und genetischen Schäden. Da Dioxine und Erbgutschäden persistent sind, werden sie weitere Generationen betreffen. An durch Agent Orange verursachten Schäden starben nach Angaben der vietnamesischen Regierung bis 2009 400.000 Vietnamesen.
Die US-Hersteller hatten im Februar 1965 verabredet, vor der US-Regierung geheim zu halten, dass ihre mit Dioxinen verunreinigten Herbizide innere Organe schwer schädigen. Im Herbst 1969 bewies eine Studie, dass Agent Orange Schäden am Erbgut, Fehlbildungen von Föten und Fehlgeburten verursacht. 1970 wurde es zunächst in den USA verboten. Ab 1978 reichten an Krebs erkrankte Vietnamveteranen erste Sammelklagen gegen Monsanto ein, denen sich Arbeiter des Unternehmens anschlossen. Von Monsanto in Auftrag gegebene Studien, die einen Zusammenhang zwischen Kontamination mit seinen Produkten und Krebserkrankungen der Kläger bestritten, erwiesen sich 1986 als methodisch gefälscht. 1991 beschloss der US-Kongress daher ein Gesetz, das US-Kriegsveteranen, die an auf Agent Orange zurückführbaren Krankheiten leiden, als Kriegsverletzte einstuft. Das erleichterte ihnen den Erhalt von Entschädigungszahlungen. Nach und nach erkannte das Department für Veteranenangelegenheiten 14 Krankheiten an, die durch Entlaubungsmittel verursacht werden können, darunter Parkinson, multiples Myelom, Typ-2-Diabetes, Herzschwäche und Prostatakrebs. Prozesse von damals auf offener See eingesetzten US-Marine-Soldaten, hinsichtlich des Kontakts mit Herbiziden mit im Inland eingesetzten Soldaten gleichgestellt zu werden, laufen noch.

### Vietnamveteranen
Über 40.000 US-Soldaten wurden bis 1970 in Vietnam heroinabhängig. 330.000 Heimkehrer waren Ende 1971 arbeitslos. Über 300.000 von bis dahin zwei Millionen Veteranen wurden bis Ende 1972 straffällig und inhaftiert. Ab 1969 wurde allmählich bekannt, dass hunderttausende Vietnamveteranen unerkannte und unbehandelte Traumatisierungen erlitten hatten. Diese verursachten eine besondere posttraumatische Belastungsstörung (posttraumatic stress disorder, PTSD). Eine jahrelang durchgeführte wissenschaftliche Studie ergab bis 1982: 478.000 (15,2 %) von 3,14 Millionen Veteranen litten an voller, weitere 350.000 (11,1 %) an partieller PTSD. Unter Afroamerikanern (20,6 %), Hispanics (27,9 %) und durch Kriegsverletzungen Behinderten lagen die Prozentanteile noch höher. Nur ein geringer Bruchteil davon hatte sich deswegen medizinisch behandeln lassen. Daraufhin wuchs im US-Kongress die Bereitschaft, spezielle Therapiezentren und -programme für Vietnamveteranen zu finanzieren.

### Kosten
1966 gab die US-Regierung doppelt so viel für den Vietnamkrieg aus wie für soziale Reformprogramme. Bis 1968 stiegen die Kriegskosten auf 80,5 Milliarden Dollar (heutiger Wert 726 Mrd. USD) und verursachten einen Anstieg der Inflation von 2,7 auf 4 %. Im März 1968 kam es zu einer Krise des Goldmarkts. Daraufhin forderten auch Wirtschaftseliten in den USA ein baldiges Kriegsende.
Die US Army registrierte 8.612 zerstörte Flugzeuge und 4.868 zerstörte Helikopter im Wert von etwa 12 Milliarden Dollar. Die verbrauchte Munition kostete 37 bis 42 Milliarden Dollar. Der durchschnittliche Öl- und Gasverbrauch der Armee von einer Million Barrel pro Tag trug zur Ölkrise von 1973 bei. James Donovan schätzte die Kriegskosten der USA inklusive der Unterhaltskosten alliierter Armeen auf 108,5 Milliarden Dollar. Laut Anthony S. Campagna belastete der Kriegseinsatz der USA ihren Verteidigungshaushalt mit etwa 173 Milliarden Dollar (heutiger Wert 1.008 Mrd. USD). Indirekte und spätere Kosten, etwa für den Unterhalt der verbündeten Truppen, Wirtschaftshilfen für deren Staaten, Entschädigungen für kriegsverletzte US-Veteranen, Zinsen für Kriegskredite sowie Steuerkosten der Wehrpflicht und Steuerausfälle durch Kriegstote schätzte er auf zusätzliche 332 Milliarden (heutiger Wert 1.935 Mrd. USD). Die Belastungen des Staatshaushalts durch kriegsbedingte Inflation und Exportrückgänge seien darin noch nicht berücksichtigt.
Die USA verweigern Vietnam bis heute Reparationen oder andere Entschädigungen. Stattdessen musste Vietnams Regierung 1993 die Schulden des früheren Südvietnams übernehmen, um Kredite zu erhalten und die Aufhebung eines Embargos der USA zu erreichen. 2007 bewilligten die USA erstmals 400.000 Dollar zur Beseitigung von Dioxinrückständen in Danang. Im Mai 2009 verdoppelte US-Präsident Barack Obama diese Hilfe von drei auf sechs Millionen Dollar. Entschädigungsklagen von krebserkrankten Vietnamesen wiesen US-Gerichte jedoch zurück.

### Kriegsverbrechen

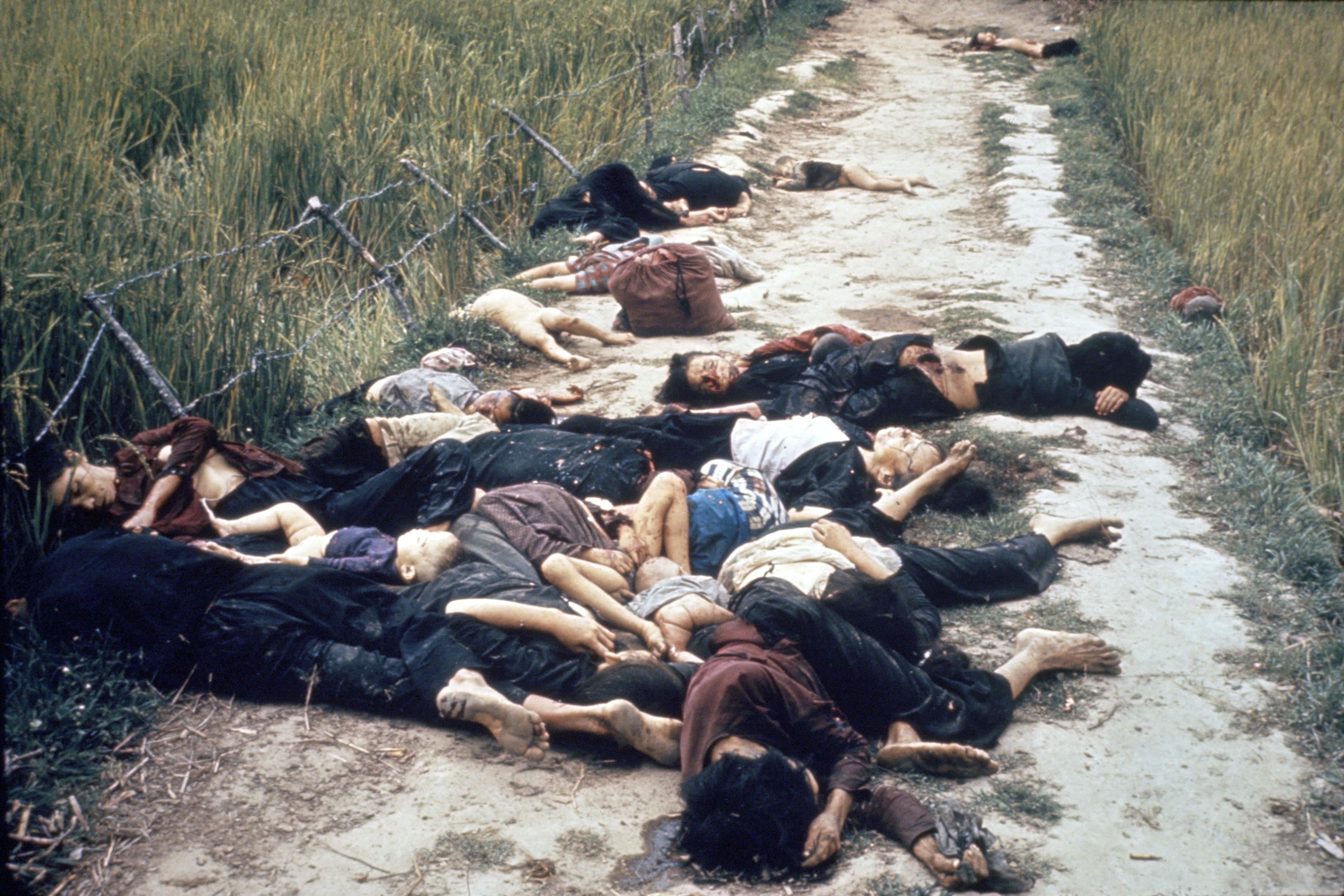
Mordopfer von My Lai

Infolge der Tet-Offensive hob General Westmoreland die Schutzregeln der US-Armee für Zivilisten im Februar 1968 befristet auf und erlaubte Truppenführern, Orte umkämpfter Regionen ohne Rücksprache und mit Waffen und Verbänden ihrer Wahl anzugreifen. Die Task Force Barker hatte in ihren Einsätzen etwa 20 % ihrer Männer verloren und wenige Body Counts vorzuweisen. Ihr Offizier Ernest Medina unterwies seine Soldaten am 15. März, auch Frauen und Kinder ihres Suchbereichs als Feinde zu behandeln, und forderte sie damit zum Morden auf. Am 16. März 1968 ermordeten mindestens 22 US-Soldaten beim Massaker von My Lai 504 Personen, meist Frauen, Kinder und Alte, und addierten diese Opfer zu den von ihnen getöteten NLF-Kämpfern. Hubschrauberpilot Hugh Thompson junior verhinderte weitere Morde und evakuierte einige Dorfbewohner. Erst ein Jahr später erreichte der unbeteiligte Zeuge Ron Ridenhour eine interne Ermittlung. Keiner der wenigen Überlebenden wurde als Zeuge gehört. Am 5. Dezember 1969 machte ein Bericht von Seymour Hersh das Massaker weltweit bekannt. Der leitende Lieutenant William Calley wurde 1971 dafür zu lebenslanger Haft verurteilt. Nach einer Revision wurde die Haftstrafe auf dreieinhalb Jahre reduziert. Im November 1974 erließ ihm Heeresstaatssekretär Howard H. Callaway die Reststrafe.
Die US-Regierung stellte das Verbrechen als isolierte Einzeltat dar, um ihre Truppen nicht früher zurückziehen zu müssen. Bis zu 150 aktiv und passiv beteiligte Vietnamveteranen, darunter John Kerry, bezeugten daraufhin auf zwei Konferenzen („Winter Soldier Investigation“, Dezember 1970, Januar/Februar 1971), dass ähnliche Verbrechen täglich vorgekommen seien. In My Lai seien nur besonders viele Dorfbewohner auf einmal getötet worden. Offiziere hätten neue US-Soldaten subtil, aber wirksam in das systematische Ermorden von Zivilisten und Gefangenen eingewiesen. Heute weist eine Mahn- und Gedenkstätte auf diese Verbrechen hin.
Das Magazin Toledo Blade machte 2003 Kriegsverbrechen der Tiger Force bekannt. Diese beging 1967 bei Zwangsumsiedlungen (Strategic Hamlet Program) in den Provinzen Quảng Ngãi und Quảng Nam sieben Monate lang zahlreiche Massenmorde beim Durchkämmen zerstörter Dörfer. Die US-Armee ermittelte von 1971 bis 1975 18 mutmaßliche Täter, stellte sie aber nicht vor Gericht. 2003 erklärten drei der Täter öffentlich, sie hätten nur Befehle ausgeführt. Derartige Mordaktionen seien bei allen US-Bodentruppen üblich gewesen, besonders in free-fire zones, wo Zivilisten als Freiwild galten. US-Militärakten verzeichnen solche Verbrechen von hunderten Kampfeinheiten. Das oberste US-Militärgericht verfolgte nur 36 dieser Fälle und verurteilte 20 Täter. Als Verbrechensursachen gelten die Frustration über den Guerillakrieg und der Body Count, von dem Beförderungen abhingen. Laut Guenter Lewy meldeten US-Offiziere Morde ihrer Soldaten selten, sondern notierten sie als Erschießung flüchtiger Vietcongkämpfer, um die Tötungsbilanz zu erhöhen.
Deborah Nelson („The War behind me“, 2008) fand in den Nationalarchiven hunderte routinemäßige Aktennotizen über ähnliche Kriegsverbrechen in Vietnam wie das von My Lai. Darunter waren jede größere Einheit der US-Armee und alle größeren Counterinsurgency-Operationen in Vietnam vertreten, die inmitten der Zivilbevölkerung durchgeführt wurden. US-Militärgerichte hatten die Verbrechen intern ermittelt, nachdem Nixon 1969 gefordert hatte, die US-Armee müsse von den Titelseiten der Presse verschwinden. In anonymen Briefen von US-Soldaten an Vorgesetzte standen etwa Aussagen wie „ein My Lai jeden Monat für über ein Jahr“. US-Soldaten ließen beispielsweise Dorfbewohner durch vermintes Gelände vorweglaufen, folterten Gefangene mit Waterboarding und Elektroschocks, erschossen grundlos Jugendliche und Kinder. Die genaue Zahl der Täter und Taten ist unbekannt. 23 Täter wurden verurteilt, die meisten wurden freigesprochen. Ein Soldat, der ein 13-jähriges Mädchen als Verhörer in einem Kriegsgefangenenlager vergewaltigt hatte, wurde zu 20 Jahren harter Arbeit verurteilt, aber nach 7½ Monaten entlassen. Bei Anfragen von Journalisten verwies die US Army auf ihre internen Verfahren, worauf weitere Recherchen meist unterblieben. Daher blieben diese Verbrechen weithin unbekannt. In den USA gilt My Lai daher bis heute irrtümlich als Ausnahmefall.

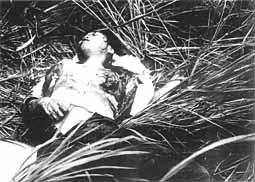
Von Südkoreanern ermordete Vietnamesin mit abgeschnittenen Brüsten, Phong-Nhi-Massaker, 12. Februar 1968

Die ARVN brach mit Schlägen und Folter oft die Genfer Konventionen zum Schutz von Kriegsgefangenen.
Zudem sind mindestens 48 Massaker südkoreanischer Soldaten in Dörfern Südvietnams dokumentiert, fünf davon in der Provinz Binh Dinh. Beispiele sind die Massaker in Phong-Nhi und Bình Hòa. Südkoreas Zentralregierung wurde daher von einem Gericht in Seoul fast 48 Jahre nach dem Kriegsende zur Zahlung von 24.000 US-Dollar an eine verletzte Vietnamesin verpflichtet.

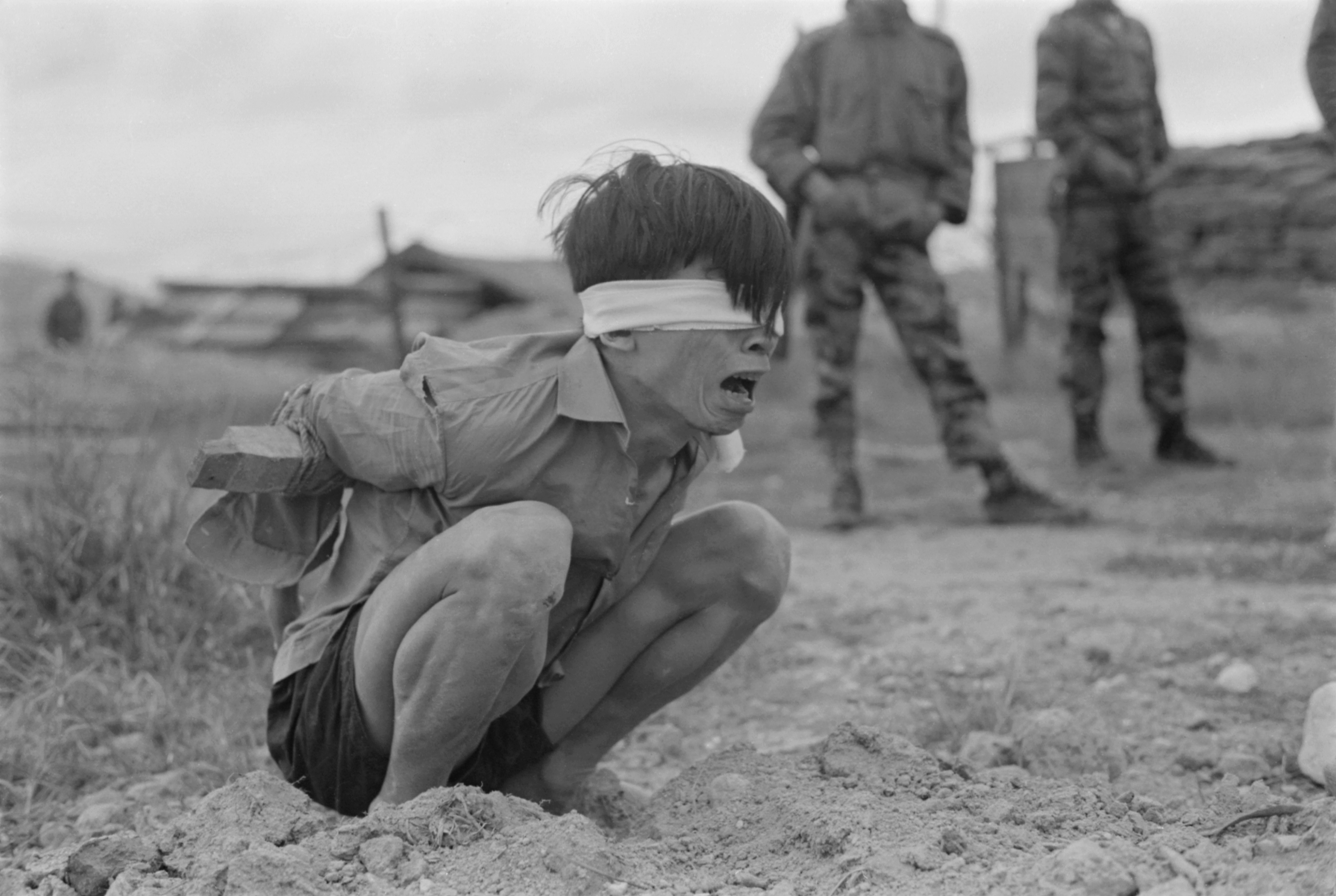
Folter gefangener NLF-Kämpfer

Nordvietnamesen und NLF-Mitglieder ermordeten ebenfalls oft Zivilisten in Südvietnam, die als Kollaborateure galten, und Gefangene ihrer Gegner. Bekannt wurden etwa die Massaker von Vien Cau (1964), Dong Xoai (1965), Long Binh (400 Tote), Son Tra (1968) und Phu Thuan (1970). Beim Massaker von Dak Son (5. Dezember 1967) töteten die NLF-Kämpfer 252 Zivilisten und verschleppten etwa 1.700 von 2.000 Dorfbewohnern. Beim Massaker von Huế während der Tet-Offensive 1968 töteten sie bis zu 5.000 Menschen, auch Kinder.

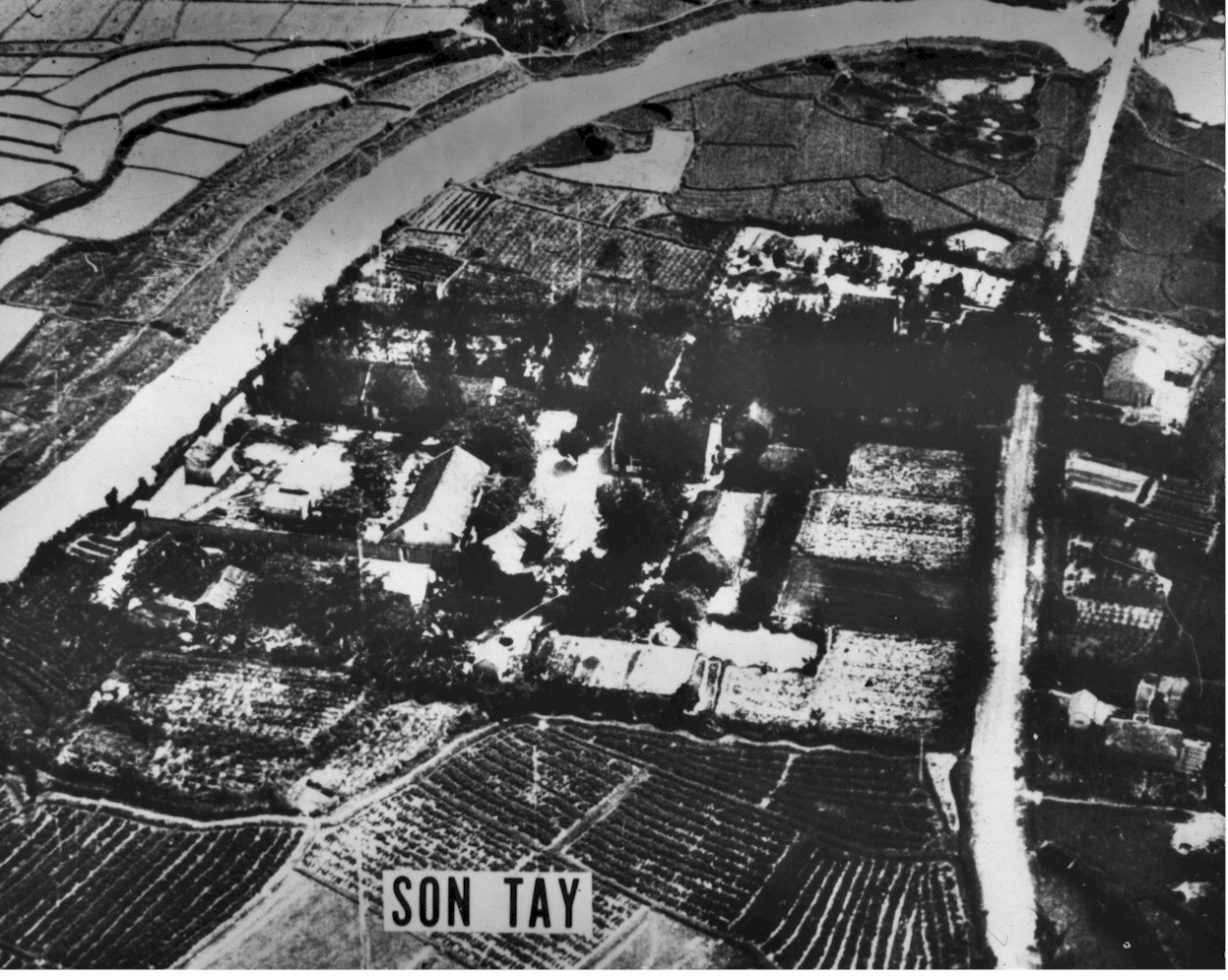
US-Aufklärungsfoto vom Gefangenenlager Sơn Tây bei Hanoi

Etwa 760 US-Soldaten gerieten zwischen 1954 und 1973 in Kriegsgefangenschaft Nordvietnams oder der NLF. Nordvietnam nutzte das ehemals französische Hỏa-Lò-Gefängnis in Hanoi (Hanoi Hilton) für abgeschossene US-Piloten und versuchte, sie mit Folter und Isolationshaft zu Aussagen gegen den US-Einsatz zu zwingen. Im Juli 1965 exekutierte die NLF drei Gefangene öffentlich als Vergeltung für Hinrichtungen von NLF-Gefangenen durch Diems Regime. Daraufhin drängten die USA Diem, diese einzustellen. Im Oktober 1965 verurteilte das IRC alle Verstöße gegen die Genfer Konvention in Vietnam und mahnte das Diem-Regime, das Leben von südvietnamesischen Kriegsgefangenen ebenso zu schützen wie das von US-Soldaten. Die NLF ließ zwei US-Soldaten frei, nachdem diese sich öffentlich gegen den US-Einsatz ausgesprochen hatten. Im Juni 1966 mussten US-Kriegsgefangene als Vergeltung für US-Luftangriffe auf Hanoi stundenlang durch Hanois Straßen marschieren, sie wurden von Stadtbewohnern misshandelt. Soldaten schützten jedoch ihr Leben. Die US-Regierung bat die Sowjetunion, Polen, Indien, Schweden und den Vatikan um diplomatischen Protest gegen die Behandlung dieser Gefangenen. Zugleich drohten US-Senatoren Nordvietnam massive Vergeltung an. Ho rückte daraufhin von weiteren Schauprozessen gegen gefangene US-Soldaten ab. Nach seinem Tod 1969 oder nach der gescheiterten Gefangenenbefreiung aus dem Kriegsgefangenenlager Sơn Tây durch ein US-Kommando am 21. November 1971 (Operation Kingpin) stellte Nordvietnam die Folter von US-Kriegsgefangenen vollständig ein. Diese wurden damals im „Hanoi Hilton“ konzentriert.

## Politische Wirkungen

### Kriegsopposition in den USA
Die US-Regierung hielt die Tätigkeiten der Militärberater geheim und informierte die Bürger kaum über Ausmaß, Ziele und Wirkungen ihres Kriegseinsatzes in Vietnam. Erst ab 1965 wurde dieser in den USA breit diskutiert. Westliche Berichterstatter konnten relativ unbehelligt Kriegsereignisse beobachten und mit den üblichen militärischen Beschränkungen darüber berichten. 1965 waren 400 US-Journalisten in Südvietnam akkreditiert, die auch an US-Gefechtseinsätzen teilnehmen durften. 1968 stieg ihre Zahl auf 650. Jedoch begleiteten laut MACV nur 35 % davon Kampftruppen an die Front, und nur etwa 10 % von 4100 Berichten zeigten Kämpfe. Keiner der leitenden US-Journalisten hielt den Krieg für falsch, sondern kritisierte allenfalls „taktische“ Probleme mit der ARVN aus Sicht des eigenen Militärs. Dieses billigte häufige Zensurmaßnahmen der ARVN. Die meisten Fernsehberichte blieben auf der Linie der US-Regierung. Grausamkeiten wurden erst während der Tet-Offensive gezeigt. Der erste „Fernsehkrieg“ der Geschichte beanspruchte von 1968 bis 1973 etwa 20 bis 25 % der Abendnachrichten in den USA. Viele Kampfszenen der meist drei bis vier Minuten langen Berichte wurden nachträglich gestellt und konzentrierten sich auf individuelle Heldentaten. Über Kriegsverbrechen, Lust am Töten, das Tragen von Körperteilen getöteter Gegner als Trophäen, Drogenprobleme und Disziplinverfall unter US-Soldaten wurde dagegen nicht berichtet. Die US-Medien berichteten zur Hauptsendezeit viermal häufiger über getötete US-Soldaten als über getötete Vietnamesen.
Zu den frühesten Kritikern des Vietnamkriegs gehörte seit 1954 Isidor Feinstein Stone, der 1963 nach Diems Sturz vorhersagte: Die USA werden ihren Krieg für Südvietnam verlieren. Seit 1964 war auch Walter Lippmann Kriegsgegner. Berichte über die Tet-Offensive trugen zum Meinungsumschwung in den USA bei. Weltbekannt wurden die Exekution des NLF-Gefangenen Nguyễn Văn Lém durch den Polizeichef von Saigon Nguyễn Ngọc Loan vor laufender Kamera und das Foto des neunjährigen Mädchens Kim Phuc, das nach einem Napalmangriff nackt, mit schweren Verbrennungen und schreiend an US-Soldaten vorbei aus seinem brennenden Dorf lief. Walter Cronkite befragte im Februar während der Kämpfe in Huế US-Soldaten und kommentierte: Der Krieg sei in eine ausweglose Sackgasse geraten und nicht zu gewinnen. Verhandlungen mit Nordvietnam seien die einzig realistische Alternative.
In regelmäßigen landesweiten Gallup-Umfragen, ob der US-Kriegseinsatz ein „Fehler“ gewesen sei, antworteten mit Nein 61 % (1965), 50 % (1966), 44 % (1967), 34 % (1968), 24 % (1971). Demnach hielten die meisten US-Bürger den Kriegseinsatz nur im ersten Jahr für richtig. Mit dessen Dauer und der Zunahme der Opfer nahm dieser Anteil stetig ab. Jedoch bejahten 1967 nur 6 % den sofortigen Ausstieg, 80 % dagegen eine Eskalation, um das Kriegsende zu beschleunigen. Erst ab Ende 1968 bejahte eine Mehrheit den Abzug, erst Ende 1970 den sofortigen Abzug der US-Truppen.

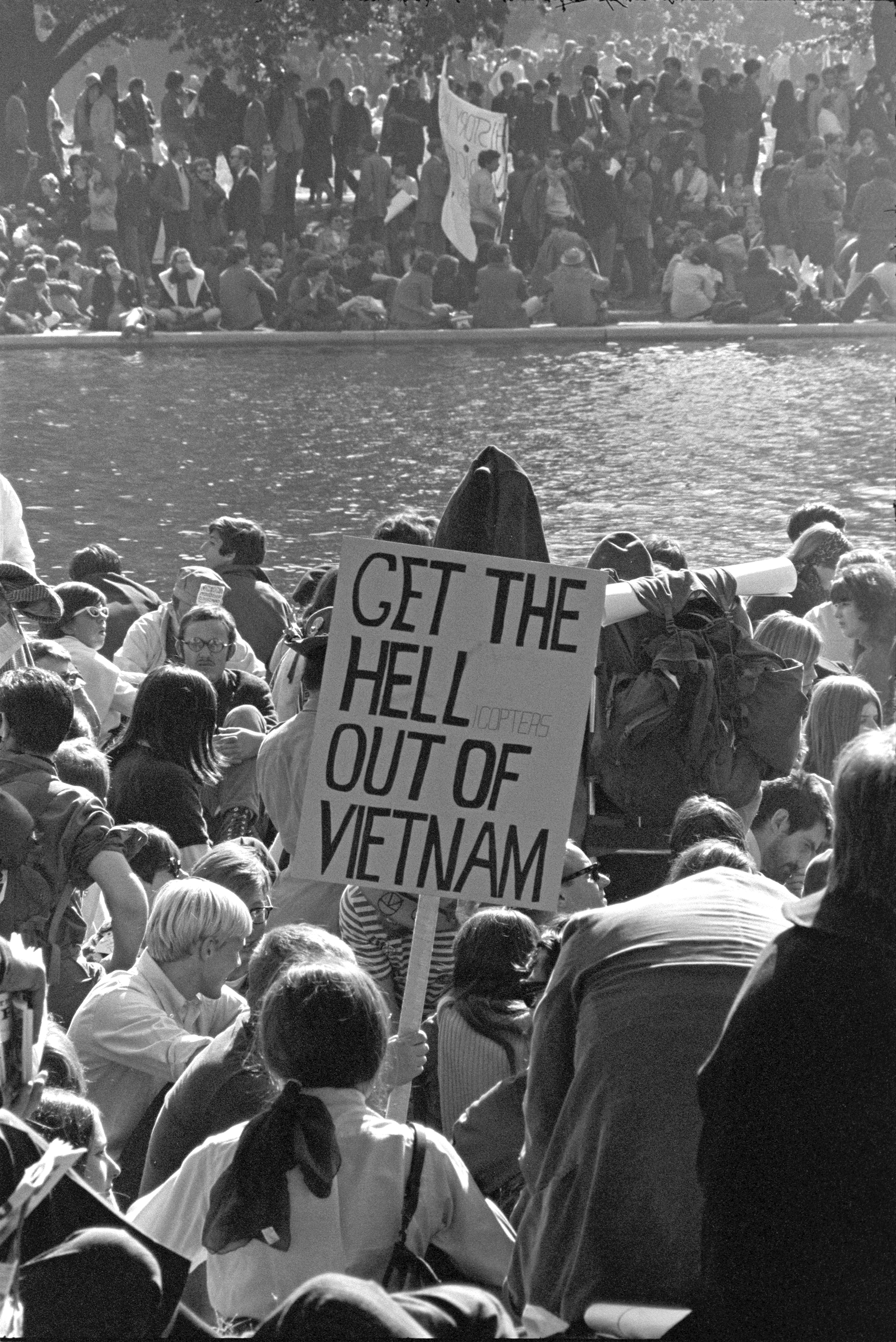
Antikriegsdemonstration, Washington DC, 1967

Der unglaubwürdige Kriegsgrund, die anhaltenden Bombenangriffe auf Nordvietnam ohne Kriegserklärung, die Informationspolitik der US-Regierung, Chemiewaffeneinsatz, die Body Counts, Kriegsverbrechen und anderes entzogen dem Krieg für viele jede moralische Rechtfertigung. Aus älteren Gruppen der Bewegung gegen Atomwaffen und der Bürgerrechtsbewegung der 1950er sowie der Gegenkultur der Hippies („make love not war“), der Studentenbewegung und Neuen Linken der 1960er Jahre entstand ab Herbst 1964 eine Friedensbewegung, die zu den größten Protestbewegungen in den USA zählt. Sie erprobte neue Formen des zivilen Ungehorsams für weitgehende emanzipatorische und antiautoritäre Ziele einer umfassenden Gesellschaftsveränderung. Sie bestand aus einer Vielzahl verschiedener Gruppen ohne Dachorganisation und war nach einem von Johnson angeforderten CIA-Bericht weder kommunistisch gelenkt noch beeinflusst.

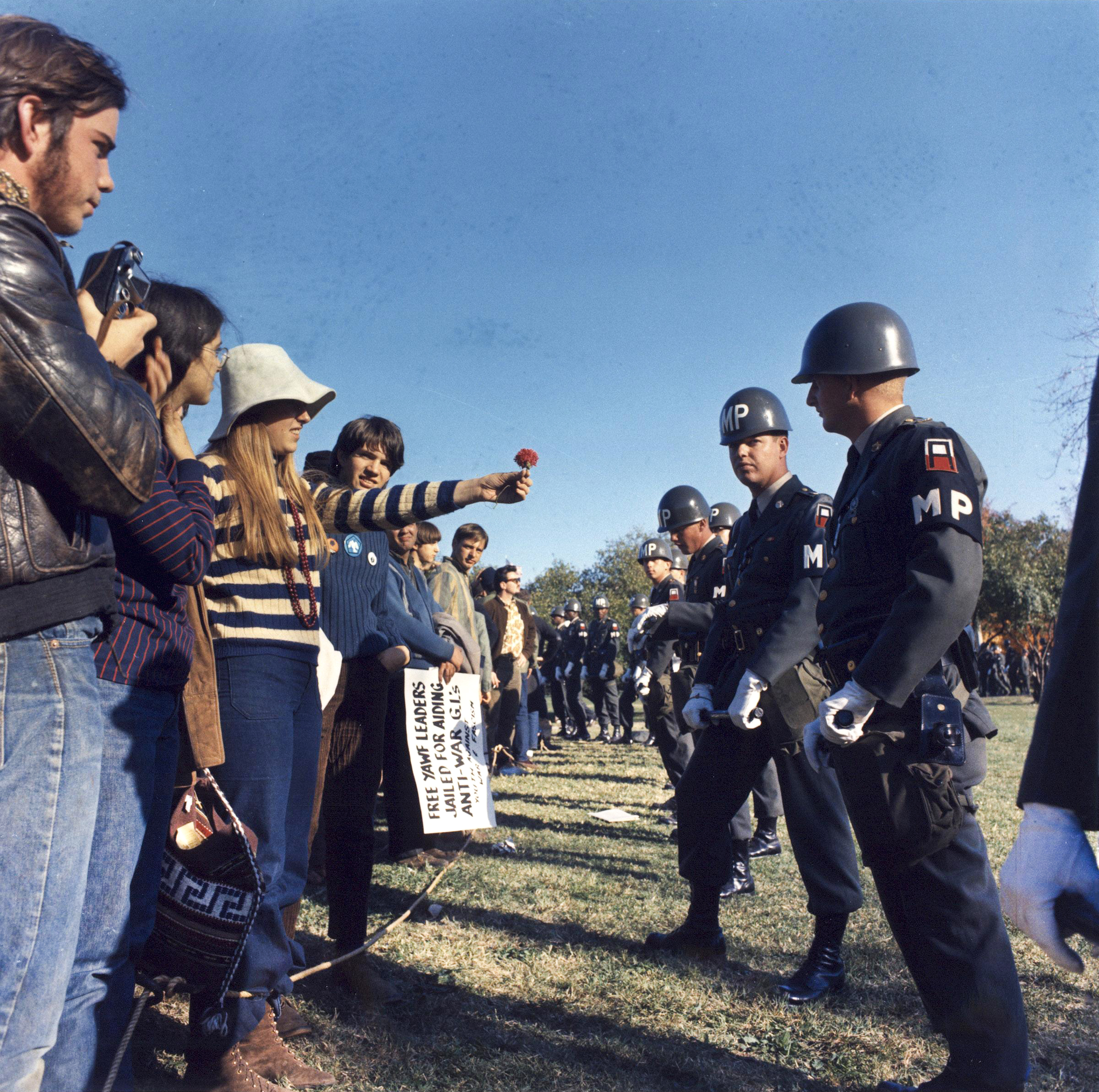
Demonstration in den USA gegen den Krieg

Zwischen November 1964 und März 1965 töteten sich vier Pazifisten in den USA durch Selbstverbrennung aus Protest gegen den Napalmeinsatz der USA. Ab 24. März 1965 fanden monatelang an über 100 Hochschulen Vietnamtage mit Teach-ins statt. Protestiert wurde auch gegen autoritäre Strukturen im Bildungssystem. An der ersten nationalen Antikriegsdemonstration am 17. April, organisiert von den Students for a Democratic Society (SDS) unter Tom Hayden, nahmen etwa 20.000 Menschen teil. Die US-Regierung entsandte ab 15. Mai während der Bombardierungspause „Wahrheitsteams“ von Diplomaten an die Hochschulen, um für ihren Standpunkt zu werben. Bei „Friedensparaden“ in 80 Städten der USA am 15. und 16. Oktober 1965 nahmen bereits etwa 100.000 Personen teil. Weitere landesweite Großdemonstrationen gegen den Vietnamkrieg fanden am 15. April 1967 (New York City: 200.000; San Francisco: 50.000), am 16. Oktober 1967 (Washington DC: 50.000), am 15. Oktober (250.000) und 15. November 1969 (500.000) statt. Am 21. Oktober 1967 durchbrachen etwa 5.000 von 50.000 Demonstranten die Polizeiabsperrung vor dem Pentagon und holten die US-Flagge vom Gebäude. Meist vom SDS organisierter Widerstand richtete sich zunehmend gegen den „militärisch-industriellen Komplex“, die Militärforschung und finanzielle Förderung von Universitäten durch das Verteidigungsministerium. Bei Aktionen gegen Dow Chemical und Rekrutierungszentren der US-Armee kam es ab 1969 öfter zu Gewalt gegen Personen. Landesweit organisierten sich tausende Bürgerinitiativen gegen Einberufungen von Wehrpflichtigen und für Stadtteilarbeit, die sie als alternativen sozialen Friedensdienst anboten. Leitfiguren der Neuen Linken gründeten dafür die Dachorganisation National Citizens for a New Policy (NCNP). Bei einer Konferenz im Sommer 1967 fanden sie keine gemeinsame Linie für das Wahljahr 1968; es blieb umstritten, ob man sich der Wahl verweigern, eine alternative Antikriegspartei gründen oder prominente Kriegsgegner als unabhängige Gegenkandidaten aufstellen solle.

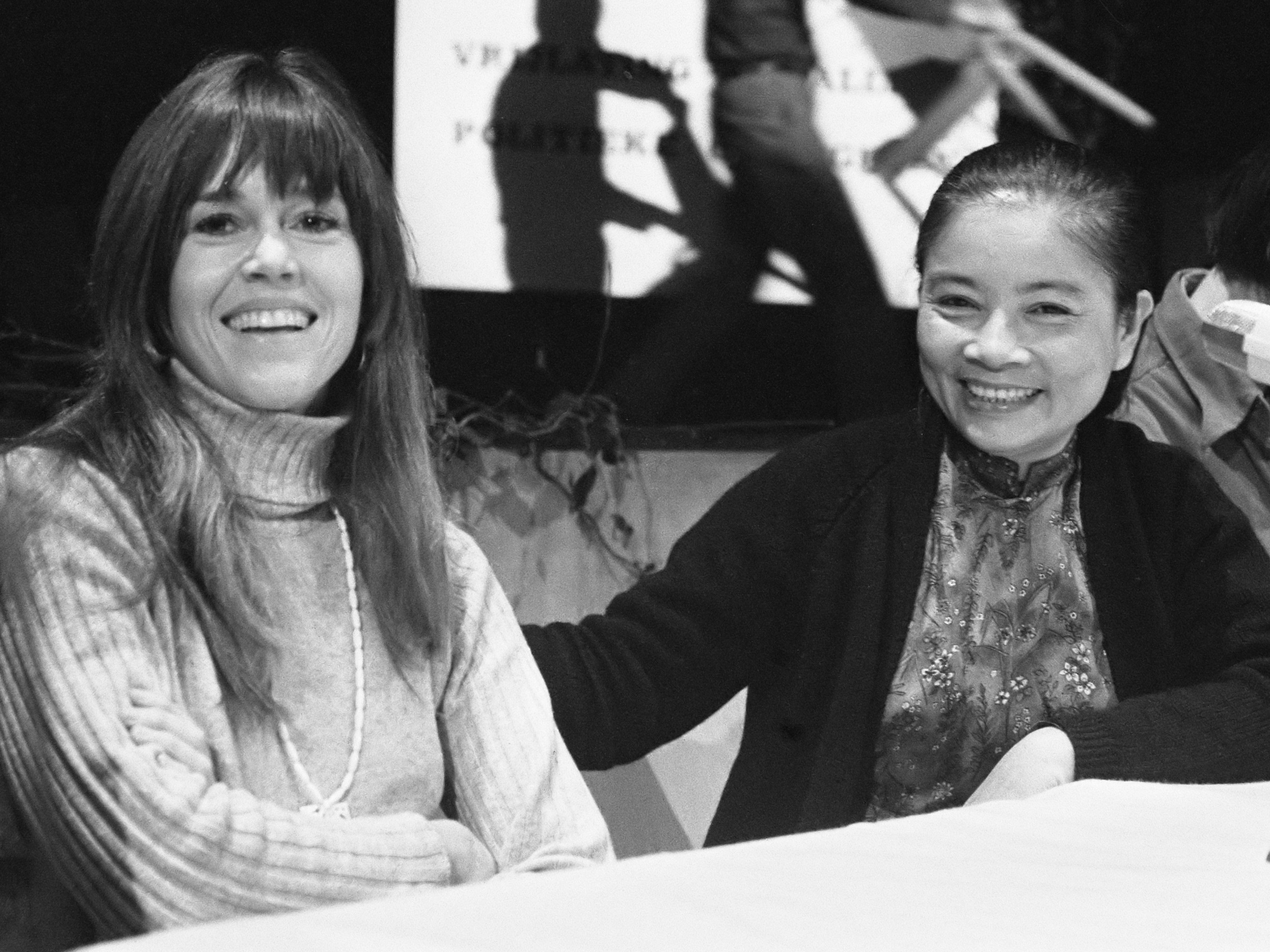
Jane Fonda mit Phan Thi Minh, 1975

Manche Aktivisten wie Jane Fonda und Joan Baez reisten nach Nordvietnam, um Kriegsschäden zu besichtigen und ein „anderes Amerika“ zu zeigen. Große Teile der US-Bevölkerung sahen diese Kriegsgegner als Verräter; es kam zu Gegendemonstrationen und körperlichen Angriffen. Bei den Kriegsgegnern stritten radikale Linke, die die NLF als antikoloniale Befreiungsbewegung sahen, mit liberalen Demokraten, die Johnsons Sozialpolitik unterstützten und die US-Soldaten heimholen wollten. Eine starke Strömung der Antikriegsbewegung war der christliche Pazifismus, vertreten etwa von Abraham Johannes Muste, Daniel und Philip Berrigan.

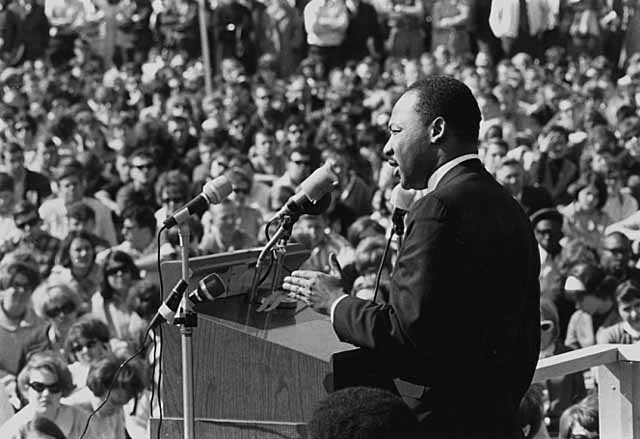
Martin Luther King, Rede gegen den Vietnamkrieg, St. Paul/Minnesota

Martin Luther King, Führer der Bürgerrechtsbewegung, hatte seit März 1965 für Verhandlungen mit der NLF plädiert. Am 4. April 1967 stellte er sich mit seiner bislang schärfsten Predigt ganz auf die Seite der Kriegsgegner und wurde deren Sprecher. Der Vietnamkrieg und die Armut in den USA blieben bis zum 4. April 1968, als er ermordet wurde, Hauptthemen seiner Reden. Jesu Christi Gebot der Feindesliebe gelte auch gegenüber Kommunisten. Die USA hätten seit 1945 Vietnams nationale Selbstbestimmung verhindert, korrupte Diktatoren gestützt, Dorfbewohner in Konzentrationslager gepfercht, ihre Böden und Wälder vergiftet und für jeden getöteten Vietcong mindestens 20 Zivilisten getötet. Die US-Regierung müsse die Bombardierungen sofort stoppen, ein Abzugsdatum für die US-Truppen nennen und die NLF an einer künftigen Regierung Vietnams beteiligen.
Während des Vietnamkriegs wuchs der Widerstand gegen die Wehrpflicht in den USA auf einen historischen Höchststand. Etwa 600.000 Verstöße gegen das Gesetz von 1948, das Einberufung aller Männer zwischen 18 und 26 vorsah, wurden von 1964 bis 1973 registriert. 210.000 davon (bis zu 10 % aller damaligen Strafverfahren in den USA) wurden strafverfolgt. Zehntausende entzogen sich der Einberufung durch Kriegsdienstverweigerung, Desertion und zivilen Ungehorsam wie das öffentliche Verbrennen oder Zurücksenden von Wehrpässen. Die US-Regierung verschärfte das gesetzliche Strafmaß für solche Aktionen ab August 1965 auf bis zu fünf Jahre Haft und hohe Geldstrafen. 30.000 bis 50.000 Einberufene flohen nach Kanada oder Schweden. Wegen des „Babybooms“ der 1950er Jahre gefährdete dies Rekrutierung und Personalstand der US-Armee nicht. Angehörige der unteren sozialen Schichten wurden jedoch überproportional eingezogen. Johnson hob die Zurückstellung von Vollzeitstudenten im Juni 1966 auf und bewirkte damit eine erhebliche Zunahme der Verweigererzahlen. Nachdem Nixon die allgemeine Wehrpflicht 1969 durch ein Lotteriesystem ersetzte, nahm sie wieder ab. Arme Afroamerikaner gingen anfangs oft freiwillig zur US-Armee, von der sie beruflichen und sozialen Aufstieg erhofften. Im Zuge der 1966 entstandenen Black-Power-Bewegung, die im Vietnamkrieg und Bürgerrechtskampf den gleichen Rassismus gegen farbige Unterdrückte am Werk sah, nahm diese Tendenz deutlich ab.
In der US-Armee nahm die Kriegsablehnung allmählich zu. Manche US-Soldaten in Vietnam verweigerten Befehle, stellten Antikriegszeitschriften her und verteilten sie heimlich, griffen Vorgesetzte an und töteten einige (Eigenbeschuss, Fragging) und verletzten sich selbst. Die US-Regierung wagte nicht mehr, Militärs bei einer Antikriegsdemonstration einzusetzen, da sie ihre Solidarisierung mit den Protestlern fürchtete. Im November 1967 gründete sich die Gruppe „Vietnamveteranen gegen den Krieg“, die 1970 stark anwuchs. Am 23. April 1971 warfen etwa 700 Mitglieder ihre Medaillen und Ordensbänder auf die Treppen des Kapitolgebäudes. 20 bis 25 % der beteiligten US-Soldaten hielten den Vietnamkrieg für falsch.

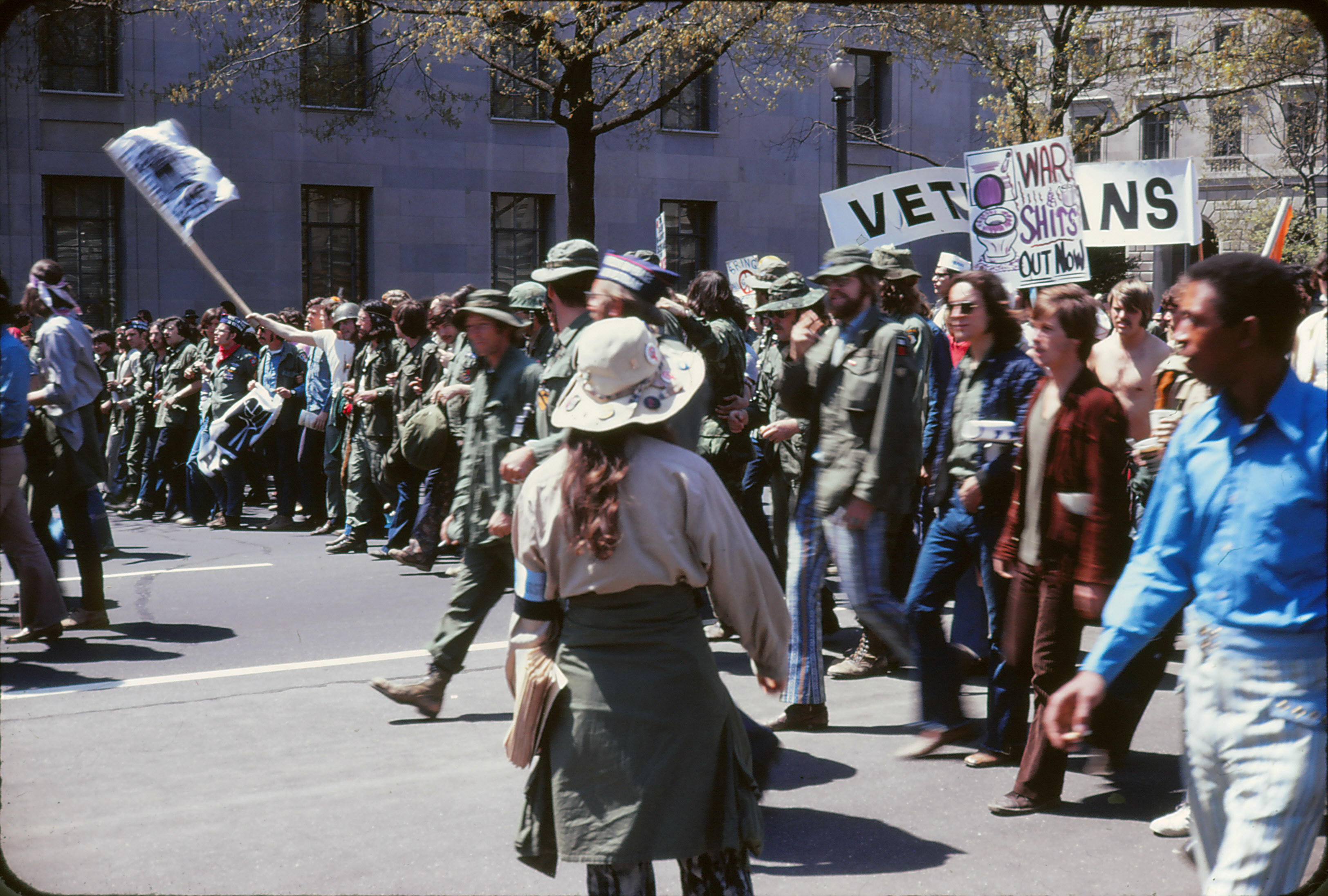
Veteranenmarsch gegen den Krieg, April 1971

FBI-Direktor J. Edgar Hoover ließ Antikriegsaktionen an Hochschulen seit April 1965 überwachen, Agenten in Aktionsgruppen einschleusen, Listen verdächtigter Personen (meist Mitglieder der Students for a Democratic Society) anlegen und das FBI mit Hochschulwachleuten zusammenarbeiten. Seit April 1966 teilte das FBI seine Überwachungsberichte mit Geheimdiensten und Militär, seit März 1968 regelmäßig auch mit dem Weißen Haus. Infolge dieser Berichte klagte der Generalstaatsanwalt Ramsey Clark im Januar 1968 fünf Aktivisten wegen einer Verschwörung gegen die Wehrpflichtgesetze an. Alle 28.000 Unterzeichner einer Petition dagegen und Berichterstatter darüber galten laut Anklageschrift als Mittäter. Am 9. Mai begann das FBI die geheime Kampagne COINTELPRO, die Aktivitäten von Antikriegsgruppen behindern, neutralisieren oder stoppen sollte. Das FBI verknüpfte die Kampagne mit drei Überwachungsprogrammen der CIA (Operation CHAOS, Project MERRIMAC und Project RESISTANCE) sowie einem Telephon- und Telegramm-Überwachungsprogramm der NSA (MINARET). Bis 1974 wurden dabei Akten von mindestens 23.500 Personen angelegt. In tausenden Fällen wurden Telephone abgehört und Briefe geöffnet. Die US-Armee erhielt erbetene Informationen über überwachte Personen, setzte bis 1971 ihrerseits 1.500 zivile Agenten zur Überwachung von Kriegsgegnern ein und legte Indexkarten von über 100.000 zivilen Protestlern und 760.000 Einzel- oder Gruppenaktivitäten an. Diese Programme wurden durch eine Senatsanhörung 1971 aufgedeckt und dann offiziell eingestellt.
Die Antikriegsbewegung beeinflusste die Präsidentschaftswahlen von 1968 und 1972 erheblich. Während die Republikanische Partei den Krieg geschlossen unterstützte, spaltete sich die Demokratische Partei in „Falken“ und „Tauben“. Ab Dezember 1967 trat der demokratische Senator Eugene McCarthy als Kriegsgegner gegen Johnsons Wiederwahl an. Nach seinem Erfolg in den Vorwahlen von New Hampshire am 12. März 1968 bewarb sich auch Robert F. Kennedy, der seit 1965 zum Kriegsgegner geworden war, um die Nominierung seiner Partei. Auch deshalb verzichtete Johnson am 31. März auf eine zweite Kandidatur. Am 4. April gab Kennedy das tödliche Attentat auf King bei einem Wahlkampfauftritt bekannt und verhinderte mit einer versöhnlichen Rede Aufruhr vor Ort. Er galt deshalb als aussichtsreicher, mehrheitsfähiger Kandidat, bis auch er am 5. Juni 1968 durch ein Attentat ermordet wurde. Die Antikriegsbewegung versuchte daraufhin vergeblich, beim Parteitag der Demokraten im August die Nominierung von Vizepräsident Hubert Humphrey zum Präsidentschaftskandidaten zu verhindern. Ein Sit-in von etwa 10.000 Kriegsgegnern wurde bei laufender Fernsehübertragung durch starke Polizei- und Militärkräfte gewaltsam aufgelöst. Dies vertiefte die Spaltung der Demokraten und erhöhte die Wahlchancen Richard Nixons erheblich. Dieser versprach „Frieden mit Ehre“ in Vietnam, „Gesetz und Ordnung zuhause“ und behauptete, er habe einen Geheimplan zur Befriedung Vietnams. Erst als Johnson die Bombardierungen Nordvietnams eingestellt hatte und Humphrey einen baldigen Truppenrückzug für die Pariser Gespräche anbot, holte dieser in den Umfragen auf. Nixons knappe Mehrheit bedeutete somit einen Wählerauftrag, den Krieg zu beenden. George McGovern wurde 1972 unter 12 Mitbewerbern aufgrund seiner klaren Antikriegshaltung Präsidentschaftskandidat der Demokraten. Doch auch er verlor gegen Nixon, da nur ein Teil der Demokraten seinen Kurs unterstützte.
Für viele US-Bürger brach Nixon mit den neuen US-Angriffen auf Kambodscha sein Wahlversprechen, den Krieg zu vietnamisieren und zu beenden. Nixons Versuch, unter Berufung auf die Tonkin-Resolution weitere 200.000 US-Soldaten nach Indochina zu entsenden, rief Widerstand im US-Kongress hervor. Senator William Fulbright bedauerte sein früheres Kriegsengagement und setzte eine Untersuchungskommission zum Tonkin-Zwischenfall durch. Diese stellte am 11. April 1970 fest, dass es 1964 höchstwahrscheinlich keinen Angriff Nordvietnams gegeben hatte. Daraufhin zogen US-Senat und Repräsentantenhaus die Resolution nacheinander zurück.
Die landesweite Antikriegsbewegung, die ihre Aktionen schon eingestellt hatte, rief ab April 1970 zu neuen Protesten auf. Am 4. Mai erschossen 28 Soldaten der US-Nationalgarde vier Protestteilnehmer oder Zuschauer auf dem Gelände der Kent State University. Dieses Kent-State-Massaker bewirkte die bislang größte Protestwelle in den USA: 1,5 bis zwei Millionen Studenten (etwa 25 %) traten in den Streik. Nun distanzierten sich auch Gewerkschaftsverbände, die den Krieg bis dahin vorbehaltlos unterstützt hatten. Am 8. Mai 1970 demonstrierten 100.000 Kriegsgegner vor dem Weißen Haus. Nixon suchte den direkten Kontakt, sprach aber nur über Sport. Der US-Senat verbot Nixon am 30. Juni, Militärberater nach Kambodscha zu senden, kambodschanische Truppen mit der US Air Force oder finanziell zu unterstützen, auch über andere Staaten. Das zwang ihn, den Truppenabzug der USA zu beschleunigen. Wegen der Kriegsausweitung und der getöteten Demonstranten wurde erstmals ein Impeachment gegen Nixon gefordert. Nach landesweiten Antikriegsdemonstrationen mit Millionen Teilnehmern warnte Nixon am 3. November die „schweigende Mehrheit“ der USA: Ein sofortiger US-Abzug werde „Blutbäder“ in Vietnam nach sich ziehen; nicht Nordvietnam, nur US-Bürger könnten die USA demütigen. Er erhielt danach im Umfragen 70 % Zustimmung für den bekannten Teil seiner Politik, nicht aber für eine neue militärische Eskalation.
Im Sommer 1971 übergab Daniel Ellsberg, ein früherer Berater McNamaras, die Pentagon-Papiere an die Presse. Nach diesem Geheimbericht über die Indochinapolitik der USA seit 1945 hatten US-Militärexperten die Unterstützung des Regimes in Südvietnam schon unter Eisenhower kritisiert, die langfristigen Erfolgsaussichten gegen die NLF bezweifelt und gewarnt, der Vietnamkrieg sei militärisch kaum zu gewinnen. Kein US-Präsident hatte gewagt, diese Zweifel und entsprechende Rückzugspläne öffentlich zu vertreten. Die Papiere bewiesen auch, dass das Pentagon den Tonkin-Zwischenfall bewusst als Kriegsgrund benutzt hatte. Aus der Festnahme einiger Einbrecher in das Hauptquartier der Demokratischen Partei entwickelte sich der Watergate-Skandal. In dessen Verlauf wurde Nixon schließlich als Auftraggeber der illegalen Überwachung von Oppositionspolitikern und Kriegsgegnern wie Daniel Ellsberg enttarnt. Daraufhin beschloss der US-Kongress seine Amtsenthebung. Dieser kam Nixon 1974 mit seinem Rücktritt zuvor.

### Kriegsopposition in anderen Staaten
In Australien und Neuseeland entstanden 1967 starke Protestbewegungen gegen den Vietnamkrieg, die auf den Abzug der von ihren konservativen Regierungen entsandten Hilfstruppen aus Südvietnam drängten. In Großbritannien waren Regierung und Bevölkerung anfangs mehrheitlich für den US-Kriegseinsatz. Harold Wilson entzog sich jedoch US-Forderungen nach Militärhilfe und unternahm eigenständige Vermittlungsversuche zusammen mit der Sowjetunion. 1967 nahmen britische Proteste gegen den Krieg stark zu. Im Dezember versuchten Demonstranten die US-Botschaft in London zu stürmen. Ab 1968 rückten auch konservative britische Medien von den USA ab. Die Pariser Gespräche milderten die Proteste, festigten aber die verbreitete Kriegsablehnung.

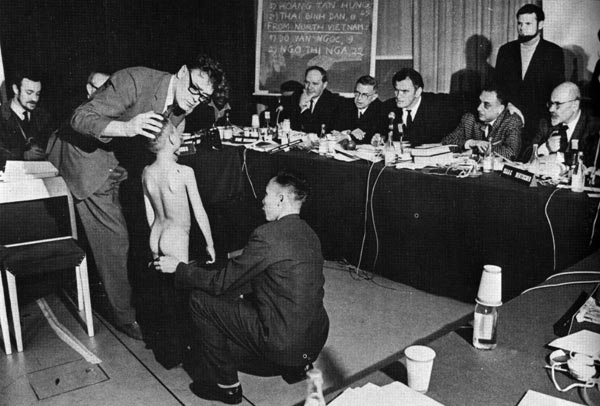
Russelltribunal, Stockholm 1967

Frankreich lehnte den US-Kriegseinsatz von Beginn an ab. 70 % der Franzosen waren 1965 dagegen. De Gaulle trat bis zu Frankreichs Austritt aus dem militärischen Verbund der NATO öffentlich für Vietnams Neutralisierung ein, zuletzt 1966 in Phnom Penh, und pflegte Briefkontakt mit Ho. Bei Hubert Humphreys Parisbesuch 1967 kam es zu schweren, teils gewaltsamen Protesten. Das Vorgehen der Pariser Polizei gegen studentische Vietnamproteste löste den Pariser Mai 1968 aus, der fast zum Sturz de Gaulles führte.
Im Mai und November 1967 führten Bertrand Russell und Jean-Paul Sartre in Stockholm und Kopenhagen das erste Russell-Tribunal durch, das geltendes Völkerrecht ohne institutionellen Auftrag auf den Vietnamkrieg anwandte und vietnamesische Opfer von Bombenangriffen befragte. Außenminister Dean Rusk wies mehrere Einladungen des Tribunals zur Zeugenaussage ab. Dieses verurteilte die Kriegführung der USA in Vietnam als Völkermord.
Für die westdeutsche Studentenbewegung der 1960er Jahre war der Protest gegen den Vietnamkrieg zentral. Er richtete sich gegen die kritiklose Unterstützung der USA durch Bundesregierung, Bonner Parteien und die meisten Medien, die als Merkmal eines unbewältigten Faschismus in der eigenen Nachkriegsgesellschaft galt. 1965 sahen nur 44 % der Westdeutschen den Vietnamkrieg der USA als Verteidigung der Freiheit gegen den Kommunismus. Ein Ausschuss für Frieden und Abrüstung und der SPD-nahe SHB organisierten im Herbst 1965 erste landesweite Proteste. Gefordert wurden Vietnams Selbstbestimmung gemäß der Genfer Beschlüsse von 1954 und die Einstellung aller westdeutschen Hilfen für den US-Kriegseinsatz, der „Völkermord“ genannt wurde. Nordvietnams revolutionäre Ziele wurden nicht unterstützt.

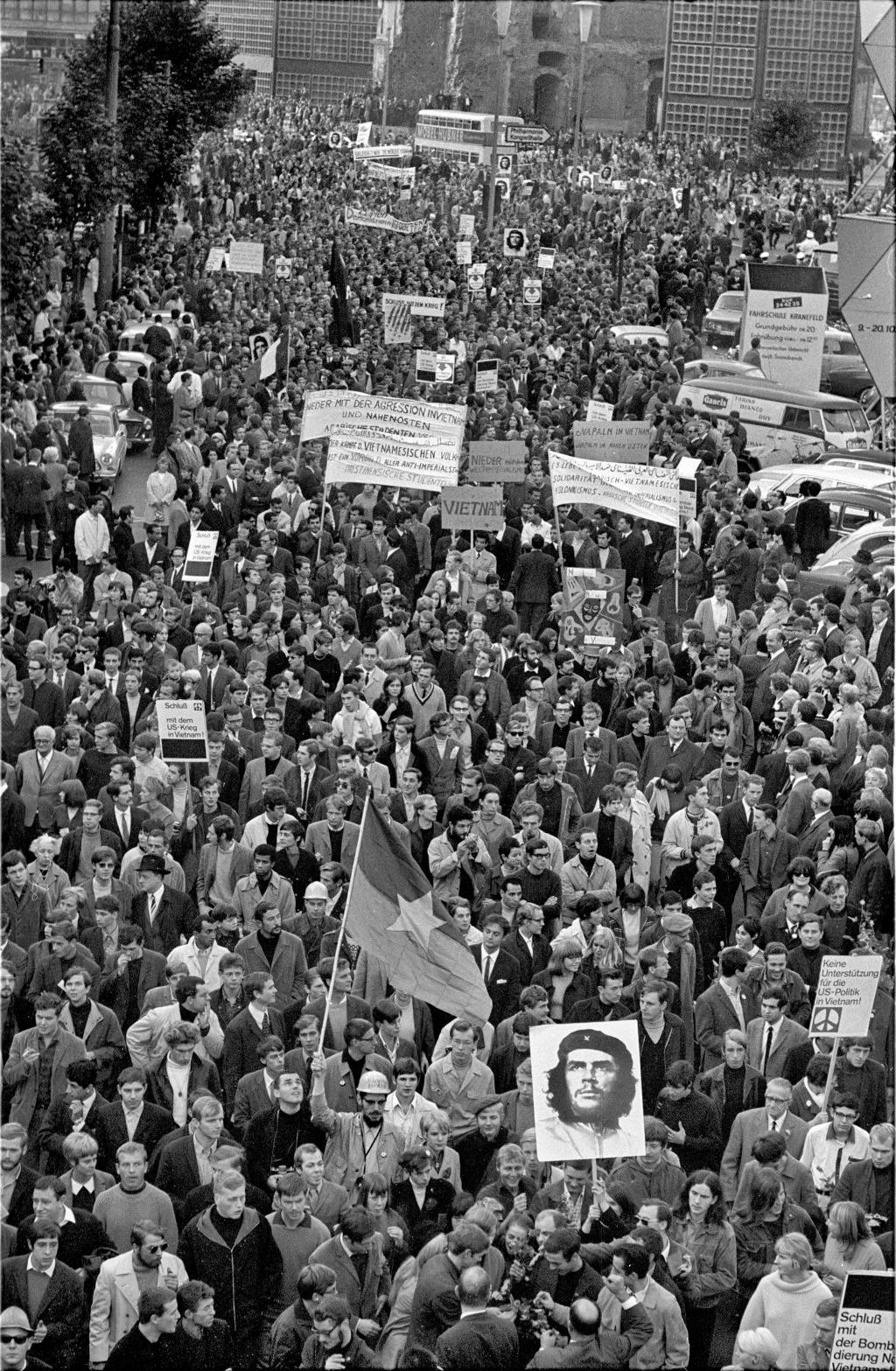
Antikriegsdemonstration in West-Berlin, 1968

Seit 1965 befasste sich auch der West-Berliner SDS (Sozialistischer Deutscher Studentenbund) mit Vietnam. Im Sommer 1965 rief der AStA der FU zum „Frieden in Vietnam“ auf und wurde wegen dieser Inanspruchnahme eines politischen Mandats abgewählt. Daraufhin unterstützten 70 Schriftsteller und 130 Professoren die „Erklärung über den Krieg in Vietnam“ vom 1. Dezember 1965, die eine offene Debatte dazu forderte. Nachdem Bundeskanzler Ludwig Erhard bei einem USA-Besuch den Vietnamkrieg vorbehaltlos unterstützt hatte, warnte eine West-Berliner Gruppe um Rudi Dutschke am 4. Februar 1966 mit Protestplakaten vor einer Eskalation zum Atomkrieg und forderte einen „Griff zu den Waffen“ gezielter, provokativer Regelverletzungen dagegen. Am Folgetag warfen Demonstranten fünf Eier gegen das Westberliner Amerikahaus und holten die US-Flagge vom Gebäude. Diese studentische Antikriegsaktion fand erstmals ein bundesweites Medienecho. Sie war von einem beispiellosen Aufgebot von fast 20.000 Polizisten begleitet. Bei Gegenprotesten von CDU-Anhängern am 8. Februar wurden Studenten in die S-Bahn nach Ost-Berlin geprügelt, ohne dass zuschauende Polizei eingriff. Den friedlichen Ostermärschen im April folgte am 22. Mai in Frankfurt am Main der vom SDS organisierte Kongress „Vietnam – Analyse eines Exempels“ mit rund 2000 Teilnehmern. Im Vorfeld war umstritten, ob man einen sofortigen Waffenstillstand fordern oder einen „Sieg des Vietcong“ unterstützen sollte. Der Philosoph Herbert Marcuse erklärte in seiner beachteten Rede, aus der Zeit des Nationalsozialismus ergebe sich eine moralische Pflicht, sich gegen den Vietnamkrieg einzusetzen. Damit übernahm der SDS die Initiative bei der Antikriegskampagne an den Hochschulen, für die er einen Großteil seiner Mittel ausgab. Er verstand den Vietnamkrieg als Befreiungskrieg der Vietnamesen gegen einen aggressiven US-Imperialismus und weltweiten Kapitalismus. Studentische Proteste sollten der NLF zum Sieg verhelfen. Dabei wurden antiautoritäre Protestmethoden bevorzugt und erprobt.
Am 28. November 1966 klagten Demonstranten in München die Bundesregierung an, sie helfe mit Giftgasexperten und Bau von Konzentrationslagern in Südvietnam einem Regime, das sechs oder sieben Hitlers brauche. Dies bezog sich auf die Aussage von General Kỳ vom 4. Juli 1965: Sein einziger Held sei Hitler, der sein Land in schrecklicher Lage zusammengehalten habe. In Vietnam würden vier oder fünf Hitlers gebraucht. Am 6. Dezember 1967 hinderten SDS-Anhänger Südvietnams Botschafter an einer Rede bei einer Veranstaltung des RCDS. Bei den folgenden Demonstrationen am 10. und 17. Dezember kam es zu Polizeigewalt. Am Heiligabend wurde Rudi Dutschke von Besuchern der Kaiser-Wilhelm-Gedächtniskirche verprügelt, als er im Gottesdienst über den Vietnamkrieg diskutieren wollte. Während der Tet-Offensive kam es in vielen westdeutschen Städten zu Demonstrationen. Am 17. Februar 1968 fand in Westberlin ein Internationaler Vietnamkongress statt, bei dem eine „zweite revolutionäre Front“ in den Metropolen proklamiert wurde. Man wollte unter anderem Sabotage gegen kriegswichtige Militäranlagen üben, US-Soldaten zur Desertion aufrufen und den Ausstieg der Bundesrepublik aus der NATO anstreben. Am Folgetag demonstrierten bis zu 20.000 Menschen gegen den Vietnamkrieg. Dutschke ließ sich kurzfristig davon abbringen, die Route an einer US-Kaserne vorbei zu führen und diese zu stürmen, da die US-Soldaten Schießbefehl hatten. Ein Internationales Nachrichten- und Forschungsinstitut (INFI) wurde gegründet, das sich der Aufklärung über Vietnam widmete. Nach dem Attentat auf Dutschke im April 1968 flauten Antikriegsproteste ab, andere Themen traten in den Vordergrund.

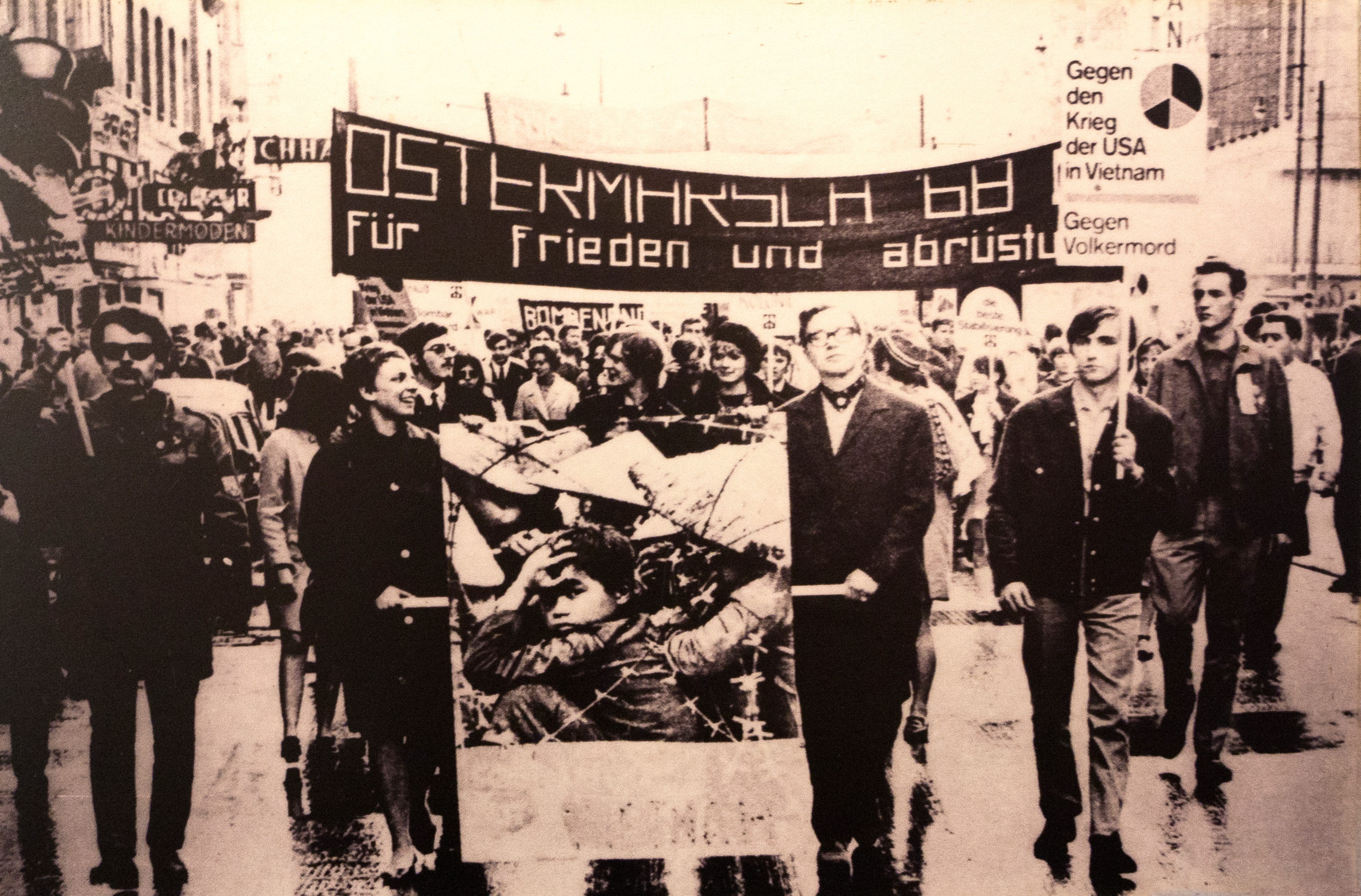
Antikriegsdemonstration in Wien, 1968

Eine Gallupumfrage von August/Oktober 1966 ergab (Angaben in %):
| Position                        | USA | GB | F  | BRD |
| ------------------------------- | --- | -- | -- | --- |
| Truppenabzug beginnen           | 18  | 42 | 68 | 51  |
| Gegenwärtigen Stand beibehalten | 18  | 17 | 8  | 19  |
| Angriffe verstärken             | 55  | 16 | 5  | 15  |
| Keine Meinung                   | 9   | 25 | 19 | 15  |

### Nachkriegspolitik Vietnams
Am 2. Juli 1976 wurden Nord- und Südvietnam unter dem Namen Sozialistische Republik Vietnam wiedervereint. Saigon, zeitweise Hauptstadt des Teilstaats Südvietnam, wurde in Ho-Chi-Minh-Stadt (Thành phố Hồ Chí Minh) umbenannt. Damit war das Land wieder vereinigt und als Ganzes souverän, wie es Ho zeitlebens angestrebt hatte. Die NLF wurde 1977 aufgelöst.
Nordvietnamesen töteten seit 1975 etwa 60.000 „unerwünschte“ Südvietnamesen, internierten hunderttausende Anhänger des Thieu-Regimes in Zwangsarbeitslager und unterzogen diese einem intensiven politischen Umerziehungsprogramm; manche wurden gefoltert. Bis 1978 wurden die meisten, bis 1995 alle politischen Häftlinge freigelassen.

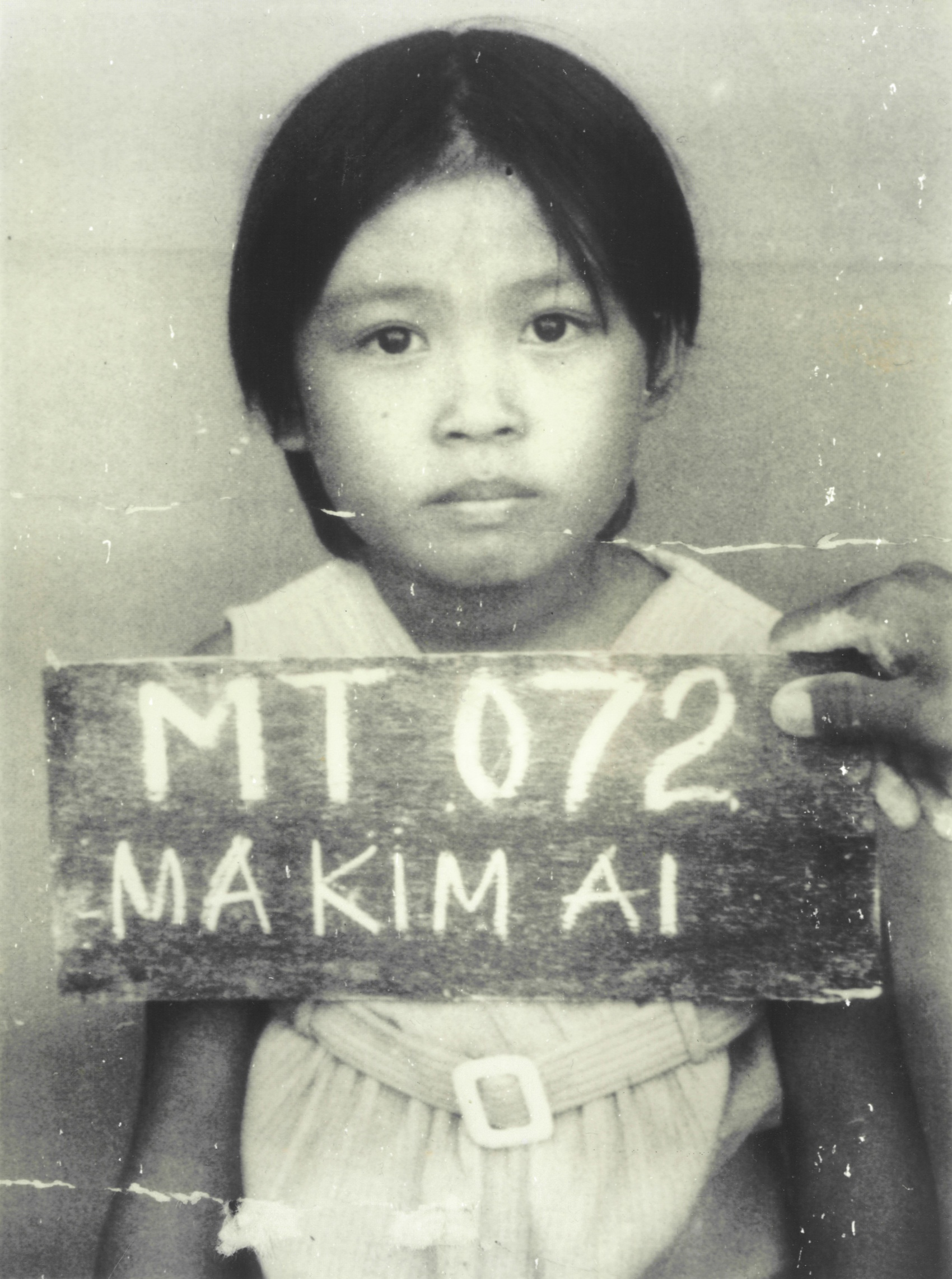
Bootsflüchtling aus Vietnam in einem Flüchtlingslager in Malaysia 1980

 Seit März 1978 verstaatlichte die Regierung wichtige Wirtschaftszweige und überführte die landwirtschaftlichen Privatbetriebe in Kooperativen, um sich von der Öffnung der Volksrepublik China für den Kapitalismus abzusetzen und den wachsenden Einfluss erfolgreicher Unternehmer einzudämmen. Darum flohen etwa 1,5 Millionen meist chinesischstämmige Vietnamesen mit Booten über den Pazifik aus Vietnam; viele dieser „Boatpeople“ ertranken. Die, die Hongkong erreichten, verbrachten oft viele Jahre in Flüchtlingscamps oder wurden wieder nach Vietnam abgeschoben. Über 100.000 wanderten in die USA aus, wo sie eine relativ verarmte Randgruppe bilden.
Mit der Eroberung von Kambodschas Hauptstadt Phnom Penh am 17. April 1975 begannen die Roten Khmer ihre jahrelange Gewaltherrschaft. Sie ermordeten bis 1978 über zwei Millionen Kambodschaner, was heute als Genozid oder Demozid eingestuft wird. Wegen häufiger Grenzübergriffe und Flüchtlingsströme aus dem Nachbarstaat ließ Vietnam seine Streitkräfte im Dezember 1978 in Kambodscha einmarschieren, wo sie die Roten Khmer stürzten. Daraufhin überfiel die Volksrepublik China im Februar 1979 Grenzgebiete zu Vietnam und besetzte vorübergehend einige seiner Inseln, auf denen große Erdölvorkommen vermutet wurden. Die Roten Khmer führten bis zu einem Waffenstillstand 1991 einen Guerillakrieg gegen Vietnams Truppen, der das Land ökonomisch zusätzlich belastete. Ab 1986 ließ die Regierung im Rahmen des Đổi mới zwar eine Teilprivatisierung der Landwirtschaft zu und steigerte sein Wirtschaftswachstum. Der Großteil der 80 Millionen Vietnamesen blieb jedoch lange Zeit relativ arm.

### Nachkriegspolitik der USA
Der US-Kongress verweigerte 1973 Mittel für den Wiederaufbau Vietnams. US-Präsident Gerald Ford verhängte entgegen Nixons Hilfszusagen ein Wirtschaftsembargo gegen Vietnam, das bis 1994 in Kraft blieb. Nachdem die Roten Khmer die Regierungsmacht in Kambodscha (April 1975), die Pathet Lao in Laos (Dezember 1975) erobert hatten, herrschten Kommunisten in drei Staaten Indochinas. Die meisten US-Bürger lehnten eine Wiederaufnahme des Kriegs jedoch ab. Ford berücksichtigte diese Haltung im Mai 1975 mit der Aussage: Die USA könnten ihren früheren Stolz wiedererlangen, jedoch nicht durch einen neuen Krieg, der, soweit er die USA betreffe, beendet sei. Er verhinderte 1976 Vietnams Aufnahme in die UNO. Sein Nachfolger Jimmy Carter hielt daran fest, um befürchteten Widerstand im US-Kongress zu vermeiden und dessen Zustimmung für die volle diplomatische Anerkennung der Volksrepublik China zu erreichen.
US-Präsident Ronald Reagan setzte Vietnam mit der Frage der vermissten US-Soldaten ab 1983 stark unter Druck und blieb dabei, auch nachdem Vietnam 1985 unbegrenzte Kooperation seiner Behörden bei der Suche anbot. Sein Nachfolger George H. W. Bush blockierte Kredite des IWF, die Frankreich Vietnam vermitteln wollte. Erst US-Präsident Bill Clinton erlaubte 1993 solche IWF-Kredite. 1995 verstärkten die Veteranen beider Staaten ihre Kontakte und förderten einen Veteranentourismus nach Vietnam. 1997 eröffneten beide Staaten Botschaften in Washington und Hanoi und vereinbarten ein Programm, mit dem vietnamesische Offiziere US-Soldaten im Dschungelkampf ausbildeten. Seitdem intensivierten sich auch die Wirtschaftsbeziehungen beider Länder.

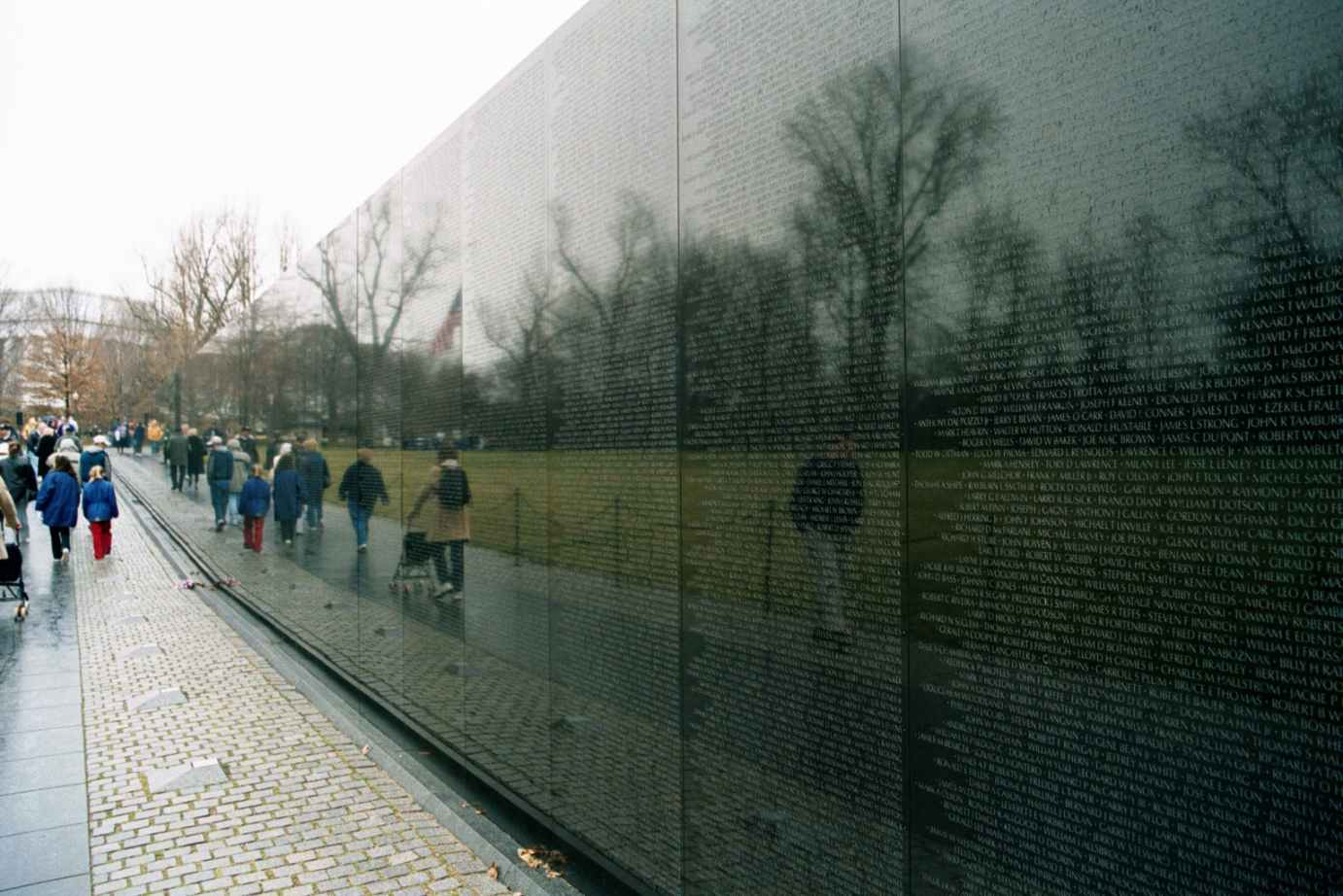
Vietnam Veterans Memorial in Washington D.C.

Der Vietnamkrieg bewirkte eine nachhaltige Abneigung der meisten US-Bürger gegen weitere US-Militärinterventionen. Schon 1966 vermied die US-Regierung stärkere Hilfen für Thailand, um nicht in dessen innere Konflikte hineingezogen zu werden. Aus dem gleichen Grund beendete der US-Kongress im Dezember 1975 eine Geheimoperation der CIA im Bürgerkrieg in Angola. Gegner solcher Aktionen prägten die Parole „Keine weiteren Vietnams!“ Befürworter bezeichneten diese Haltung seit 1978 als „Vietnamsyndrom“ und werteten sie so als abnormalen, krankhaften Zustand ab, den es zu überwinden gelte, um den Kalten Krieg zu „gewinnen“.
Der Vietnamkrieg hatte die Annäherung der USA an die Volksrepublik China verzögert und deren Bindung an viele rechtsgerichtete Diktaturen in Lateinamerika verstärkt. Danach mussten die USA innen- wie außenpolitisch auf ihren internationalen Ansehensverlust Rücksicht nehmen. Erst nach dem Scheitern der Geiselbefreiung im Iran 1979 erhielten US-Interventionen wieder Mehrheiten der US-Bevölkerung. Ronald Reagan erklärte in seinem Präsidentschaftswahlkampf 1980: Der Vietnamkrieg sei aus „edlem Grund“ geführt worden. Nie wieder dürften US-Soldaten in einen Krieg geschickt werden, wenn die Regierung sich fürchte, sie siegen zu lassen. Er ließ in Grenada militärisch intervenieren und antikommunistische Bürgerkriegsparteien in Nicaragua und El Salvador unterstützen, beendete aber die Militärpräsenz der USA 1982 im Libanon sofort nach einem Bombenanschlag auf US-Soldaten. Das 1982 errichtete Vietnam Veterans Memorial in Washington kam ohne Staatsbeitrag durch Privatspenden zustande.
1985 schrieb Nixon: Seit dem Fall Saigons, einer Schlüsselschlacht im „Dritten Weltkrieg“ (gemeint waren Stellvertreterkriege der Supermächte in der Dritten Welt seit 1945), habe der neue Isolationismus in den USA zum Fall weiterer „Dominosteine“ (Laos, Kambodscha, Mozambique, Angola, Äthiopien, Südjemen, Nicaragua) an den Sowjetkommunismus beigetragen. Erst Reagan habe diese Niederlagenserie der USA gestoppt. Doch der „Geist von Vietnam“ treibe die Kongressdebatten über eine Intervention in El Salvador und Hilfe für die Contras in Nicaragua an. „Wir müssen uns von der lähmenden Krankheit des Vietnamsyndroms reinigen, um weitere Niederlagen im Dritten Weltkrieg zu vermeiden.“
Vor dem Golfkrieg von 1991 holte die US-Regierung die Zustimmung des US-Kongresses und ein UN-Mandat ein, bildete eine breite militärische Kriegskoalition, sandte eine weit überlegene Truppenzahl, gab ihr ein klar definiertes Ziel und zensierte die Berichterstattung. Der schnelle und „überwältigende“ Sieg der USA galt als erfolgreiche Überwindung des nationalen „Vietnamtraumas“. Der damalige US-Präsident George H. W. Bush glaubte, man habe das „Vietnamsyndrom“ endgültig beseitigt. Nach dem Irakkrieg und zunehmenden Opfern und Kosten der Besetzung des Irak seit 2003 tauchten Vietnamvergleiche in den USA jedoch wieder auf.
Nach dem Abzug der US-Streitkräfte aus Afghanistan 2021 und dem anschließenden Sieg der Taliban kamen auch hier wieder Vergleiche mit der Niederlage im Vietnamkrieg auf.

## Rezeption

### Geschichtswissenschaft
Die Sicht der kriegsbeteiligten US-Regierungen lautete stets: Ein aggressiver, auf Welteroberung zielender Kommunismus habe die anfangs zögernden USA zu immer stärkerem militärischen Engagement zur Verteidigung der Völker Südostasiens und schließlich zum direkten Kriegseinsatz zum Schutz des souveränen und freien Südvietnam gezwungen. Der eigentlich militärisch schon gewonnene Krieg habe durch innenpolitische Faktoren nicht siegreich beendet werden können.
Nordvietnamesische Historiker stellen dem entgegen: Die Vietnamesen hätten ihr Land nicht als geteilte zwei Staaten, sondern als eine Nation gesehen. Nordvietnam habe seinen Einsatz für die NLF daher nicht als Bürgerkrieg, sondern immer als gerechten Kampf aller Vietnamesen um nationale Selbstbestimmung gegen eine imperialistische Intervention der USA verstanden, um die Aussicht auf Wiedervereinigung ihres Volkes zu wahren. Sie hätten Südvietnam nicht als souverän, sondern nur als von den USA gestützten Marionettenstaat betrachten können, dessen Regime die Genfer Vereinbarung 1956 mit US-Hilfe gebrochen habe.
David Halberstam beschrieb den Krieg 1967 in seinem preisgekrönten Erfahrungsbericht als Erster als „Sumpf“ (quagmire), in den die USA geraten seien. Diem und Thieu zu stützen sei eine politische Fehlentscheidung früherer US-Regierungen gewesen, die nicht das Allgemeinwohl der Vietnamesen angestrebt hätten. Tyrannischer Nepotismus, Korruption, nicht durchgesetzte Gesellschaftsreformen hätten Südvietnams ökonomische und militärische Abhängigkeit verstärkt. Daher sei der Krieg um Vietnams Zukunft nicht zu gewinnen. Neil Sheehan beschrieb die Lage in Südvietnam 1966 ähnlich. Frances FitzGerald beschrieb die US-Politik in Vietnam 1968 als zerstörerischen Zusammenprall mit der Kultur des Konfuzianismus. Einfache Vietnamesen empfänden eine Sozialrevolution nicht als gewaltsamen Abbruch von Tradition, sondern als von Zeit zu Zeit nötigen Wandel. Wegen der in der Kolonialzeit zerstörten ländlichen Ordnungen habe die NLF den Hass der Bauern gegen Diems Bürokratie lenken können. Die US-Finanzhilfen hätten Diems Regime zum Dienstleister der USA gemacht, der das US-Militär zum Schutz vor dem eigenen Volk brauchte. Die traditionelle Unterwürfigkeit vieler Südvietnamesen bei gleichzeitiger Reserviertheit gegen politischen Rat habe rassistische Ressentiments der US-Soldaten gegen undankbare und minderwertige „gooks“ (Abwertung von Ostasiaten) und Kriegsverbrechen verstärkt. Die Vietnamisierung verlängere nur das Leiden der Südvietnamesen unter Thieus Regime. Angesichts des durch Flächenbombardierung verursachten Flüchtlingselends, Korruption, Anomie und Entfremdung zwischen Volk und Regime sei eine Sozialrevolution unausweichlich. Das Buch erschien 1972, wurde rasch zum Bestseller und stärkte die Antikriegsbewegung.
Im Anschluss an solche kritischen Kriegsberichte vertraten die meisten US-Historiker ab 1965 eine später als „orthodox“ bezeichnete Sicht: Die US-Regierungen hätten den Krieg durch ihr militärisches Engagement wesentlich verursacht und ihn trotz vielfacher Überlegenheit wegen eines nicht funktionierenden Südvietnam nicht gewinnen können. Sie hätten einen im Kern nationalistischen Selbstbestimmungskampf durch die Einordnung in den Kalten Krieg fehlgedeutet und weder die verbündeten noch die gegnerischen Vietnamesen verstanden.
US-Autoren verfassten seit 1975 die mit Abstand meisten Werke zum Vietnamkrieg, beschrieben ihn meist aber begrenzt auf das Handeln der USA und Folgen für sie, stellten auf die USA bezogene Fragen und suchten die Antworten in US-Quellen. George C. Herring kritisierte: Wie die Kriegführenden selbst seien solche Autoren unfähig, die Kluft der Ignoranz gegenüber den verbündeten und gegnerischen Vietnamesen zu überwinden. Die Notwendigkeit, dass man die Kultur, Geschichte und lokale Dynamik von Regionen kennen und verstehen müsse, in die man sich einzumischen überlege, sei in den USA bisher kaum verstanden worden.
Ab 1980 stellten andere US-Historiker dem weiterhin dominierenden „orthodoxen“ Geschichtsbild ein als „revisionistisch“ bezeichnetes Bild gegenüber, wonach der Vietnamkrieg ein gerechter Krieg war, der durch innenpolitische Faktoren („Verrat“) tragisch, aber militärisch unnötig gescheitert sei. Der Militärhistoriker Harry G. Summers nannte in seiner einflussreichen Analyse On Strategy (1982) als Hauptursachen für das Scheitern der USA: Die Führung habe die US-Bevölkerung nicht von Anfang an als strategischen Faktor in ihre Kriegführung einbezogen und den Krieg als Druckmittel für Verhandlungen, nicht für den militärischen Sieg geführt. Dabei habe man die konventionelle Kriegführung vernachlässigt. Dies habe Nordvietnam entscheidende Vorteile verschafft. Nicht die Guerillataktik der NLF, die 1968 eigentlich schon geschlagen gewesen sei, sondern die konventionelle Invasionsarmee NVA habe Südvietnam 1975 besiegt. Die US-Armee müsse wieder lernen, begrenzte konventionelle Kriege mit Rückhalt der US-Bürger siegreich zu führen. Im Vorwort zur Neuauflage 1995 stellte Summers fest: Im Golfkrieg 1991 hätten die USA gesiegt. Er widersprach Robert McNamara, der den Vietnamkrieg in seinen damals veröffentlichten Memoiren als tragischen Fehler der USA bezeichnet und bedauert hatte, und machte McNamaras fehlenden Siegeswillen seit 1965 für das Scheitern der USA mitverantwortlich. Das Werk wurde zum Strategielehrbuch für die Ausbildung der US-Soldaten, die Sicht des Autors zur Standardposition des US-Militärs. Sie entspricht der Linie der neokonservativen Kräfte in den USA, die rückblickend eine frühzeitige und konsequente Bombardierung und Invasion Nordvietnams als richtige Strategie vertreten und die Interventionskriege der USA seit 1990 entsprechend ausgerichtet haben.
Paul M. Kattenburg beschrieb die Ursachen des „Vietnamtraumas“ der USA 1981 als tragische Folge des Kalten Kriegs, der die US-Außenpolitik global bestimmt und eine Kette von Fehlentscheidungen der US-Regierungen verursacht habe. C. Dale Walton wandte sich gegen die Annahme einer unausweichlichen Niederlage der USA und führte diese auf eine Serie strategischer „Irrtümer“ der Entscheidungsträger zurück, die trotz ausreichender Informationen eine Counterinsurgency mit zu wenig Bodentruppen und eine graduelle Bombardierung ohne das Ziel eines Sieges über Nordvietnam bevorzugt hätten.
Bis heute warnen Kritiker mit dem Hinweis auf Vietnam vor dem absehbaren Scheitern von neuen US-Auslandsinterventionen. So zog Raymond M. Scurfield 2006 etliche Parallelen zwischen Vietnamkrieg und Irakkrieg und folgerte, man habe die Lektionen aus Vietnam in den USA vergessen. Die strategiehistorischen Werke Lessons in Disaster und A Better War sollen entscheidend zur Formulierung von Barack Obamas Afghanistanstrategie beigetragen haben.

### Romane und Filme
Einflussreiche englischsprachige Frühwerke über die Anfänge des Vietnamkriegs waren der Roman Der stille Amerikaner von Graham Greene (1955), The Viet-Minh Regime (1954) und The Two Vietnams (1963) von Bernard Fall. Sie beschrieben Interessengruppen in Vietnam und die Sinnlosigkeit des französischen Kolonialkriegs. In Nordvietnam dienten Romane und Gedichte bis 1975 der Stärkung des revolutionären Kriegs und beschrieben kaum Individualität. Seit den 1990er Jahren erscheinen literarisch hochwertige, auch international anerkannte vietnamesische Kriegsromane wie Bitterer Reis (1993) von Dương Thu Hương und Geboren in Vietnam (1994) von Le Ly Hayslip. Oliver Stone verfilmte Hayslips Roman als Zwischen Himmel und Hölle (1993).
In den 1980er Jahren entstanden in den USA um die 300 Filme zum Vietnamkrieg, davor und danach nur wenige. Einige wie Apocalypse Now wurden von US-Regisseuren mit großem Materialeinsatz auf den Philippinen gedreht und waren wie der wirkliche Krieg von Inflation, Drogenkonsum und Umweltzerstörung begleitet. Nur Green Berets (Die grünen Teufel, 1968) entstand noch während des Kriegs. Der Film gilt als antikommunistischer Propagandafilm, der im Stil eines Western „gute“ US-Soldaten „bösen“ Vietcong gegenüberstellt. Viele spätere Filme (repräsentativ etwa Die durch die Hölle gehen (Deer Hunter), 1978; Platoon, 1986) fragen nach dem Sinn dieses Kriegs, indem sie einzelne US-Helden zeigen, die in Grenzsituationen seelisch und körperlich verkrüppeln. Ebendas tut auch der Dokumentarfilm Dear America – Briefe aus Vietnam (1987), der Feldpost und echte Kriegsaufnahmen zusammenstellt.
Ab 1984 erschienen Filme wie Rambo II – Der Auftrag oder Missing in Action, in denen unbezwingbare Helden nach Vietnam zurückkehren und dort den Sieg der USA nachholen, der historisch ausblieb. Sie werden als „der neo-imperialen Rhetorik der Reagan-Ära verpflichtet“ und als „billige Therapie“ für das nationale Vietnamtrauma kritisiert. Wir waren Helden (2002) zeigt einen patriotischen und religiösen Helden, der zuerst gegen den Kriegseinsatz ist, dann aber dort eine Führungsrolle einnimmt, Kameraden rettet und dann glücklich in Heimat und Familie zurückkehrt. Kaum einer dieser Filme thematisierte politische Hintergründe des Vietnamkriegs. Die meisten kennzeichnet eine simple und pauschale Gut-Böse-Dichotomie und eine Umkehr der Täter-Opfer-Rollen. Manche wie Hamburger Hill (1987) beschuldigten Regierungen und liberale Medien der USA, die eigenen Soldaten verraten zu haben. Full Metal Jacket (1987) dagegen zeigt einen Krieg der Bilder in einer verfremdeten Kulisse (einer Industriewüste statt eines Dschungels), um die Unfähigkeit der US-Medien zu kritisieren, den Krieg realistisch als sinnlosen Kreuzzug darzustellen.
Die von der Populärkultur vermittelte Sicht einer „(grünen) Hölle Vietnam“ wies Peter Scholl-Latour, der den ersten Indochinakrieg miterlebt hatte, zurück: Nur etwa 100.000 von zwei Millionen in Vietnam eingesetzten US-Soldaten seien an schweren Gefechten beteiligt gewesen. Mit Hubschraubern habe man sie auch in den abgelegensten Stellungen versorgen und Verwundete kurzfristig ausfliegen können.
Vietnams kleine Filmindustrie produziert nur wenige Filme pro Jahr. Auch hier entstanden die meisten Kriegsfilme in den 1980er Jahren. Sie beschreiben individuelle Schicksale oder den Rassismus, dem Kinder von afroamerikanischen US-Soldaten und Vietnamesinnen ausgesetzt sind. Der Film Cyclo (1995) wurde zwar auch in Vietnam gedreht, seine Aufführung dort aber verboten. Als Klassiker des vietnamesischen Kriegsfilms gilt When the tenth month comes von Dang Nhat Minh. Einige bekannte Hollywoodfilme sind als Videokopien in Vietnam in Umlauf. Vietnamesische Kriegsfilme haben oft dokumentarischen Charakter; sie zeigen oft ausgedehntes Familienleben und wenig grausame Szenen. 1988 erschien mit Dschungelzeit (1988) eine erste vietnamesisch-deutsche Spielfilm-Koproduktion zum Thema.
1976 erschien Marcel Ophüls’ Dokumentation The Memory of Justice (Nicht schuldig?), in der mögliche Parallelen zwischen dem Zweiten Weltkrieg und dem Vietnamkrieg untersucht werden. Bei den Dokumentationen, die in Europa erschienen sind, ist Lighter than Orange – The Legacy of Dioxin in Vietnam (2015) besonders zu erwähnen, da er durch Interviews mit 12 vietnamesischen Veteranen, die von Agent Orange betroffen sind, deren und nicht die amerikanische Sichtweise in den Mittelpunkt stellt. 2017 erschien die umfangreiche, 18 Stunden lange TV-Dokuserie Vietnam von Ken Burns und Lynn Novick mit vielen neuen Zeitzeugeninterviews.

### Musik
1969 schrieb die englische Rockband Deep Purple den Song Child in Time als Protestsong gegen den Vietnamkrieg. Im selben Jahr veröffentlichten die Rolling Stones den Song Gimme Shelter. Der Text handelt von der Suche nach Schutz (shelter: „Schutz, Obdach“) vor einem heranziehenden Sturm, in dem Falle dem Vietnamkrieg und der Angst vor einem Umkippen des Kalten Krieges in einen „heißen“ Krieg. Diese Bedrohung eines weltweiten Atomkriegs rückte durch mehrere Konflikte zwischen den damaligen Supermächten, den USA und der Sowjetunion, näher. Durch den Soundtrack zu Francis Ford Coppolas Film Apocalypse Now von 1979 wird The End von den Doors besonders mit dem Vietnamkrieg verbunden. Die englische Punkband Television Personalities veröffentlichte 1984 einen Song unter dem Namen Back to Vietnam, der sich mit posttraumatischen Erinnerungen befasst. Das Lied 19 von Paul Hardcastle greift die Tatsache auf, dass das Durchschnittsalter der am Vietnamkrieg beteiligten US-Soldaten 19 Jahre betrug. Das Musical Hair beschäftigt sich mit dem Spannungsverhältnis zwischen der amerikanischen Hippie-Bewegung und dem Vietnamkrieg. Das Musical Miss Saigon beschreibt die Liebesgeschichte einer südvietnamesischen Frau mit einem US-amerikanischen Soldaten zum Ende des Krieges.

## Film
- Vietnam. Die Geschichte des Vietnamkriegs 1955–1975. Mehrteiliger Dokumentarfilm. Regie: Ken Burns, Lynn Novick. Frankreich, USA 2017. (Originaltitel: englisch The Vietnam War. Deutsche Fassung von arte)[302]